# Cultura maya

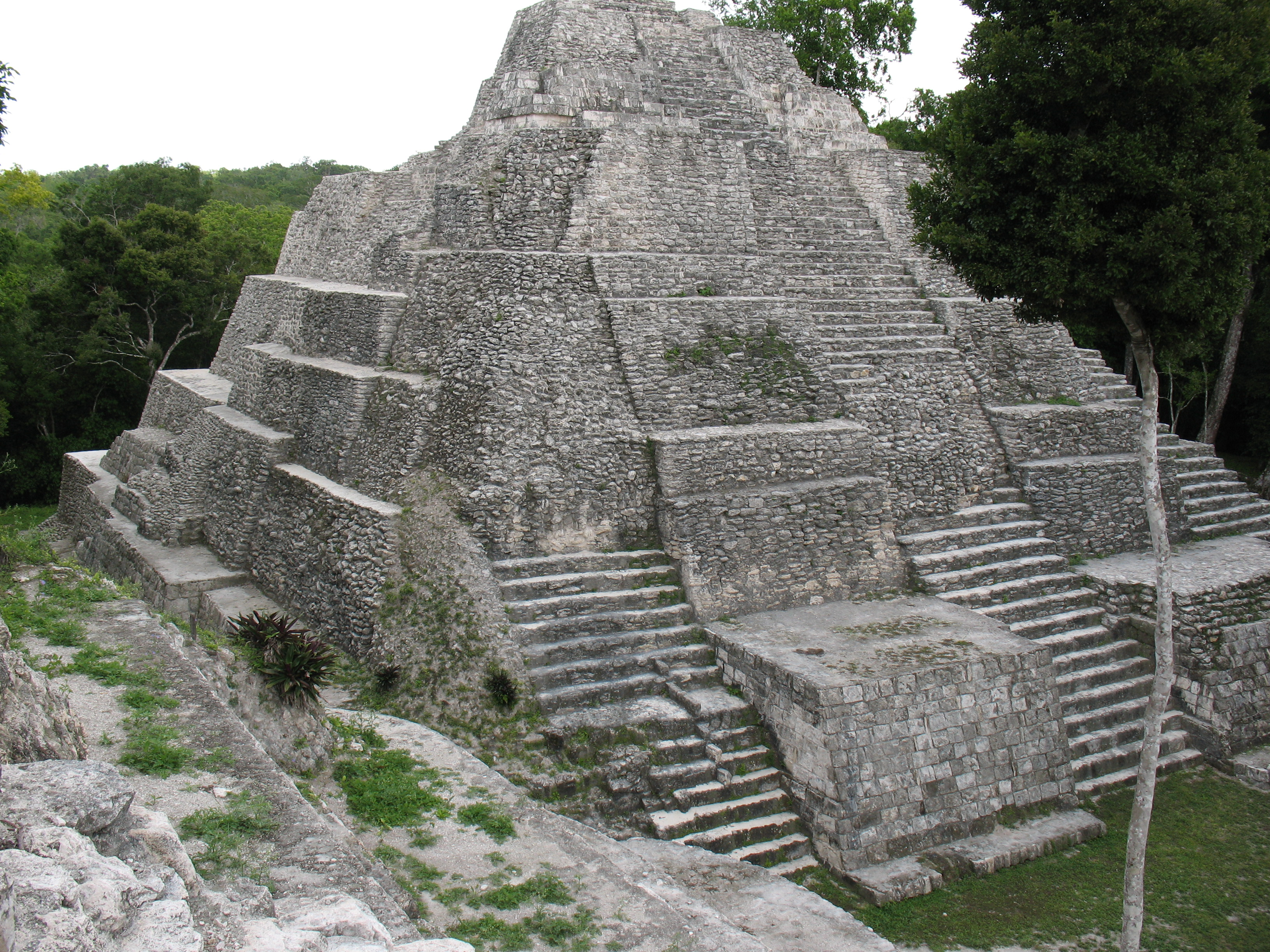
Vista a un templo de la acrópolis norte de Yaxhá en Petén.

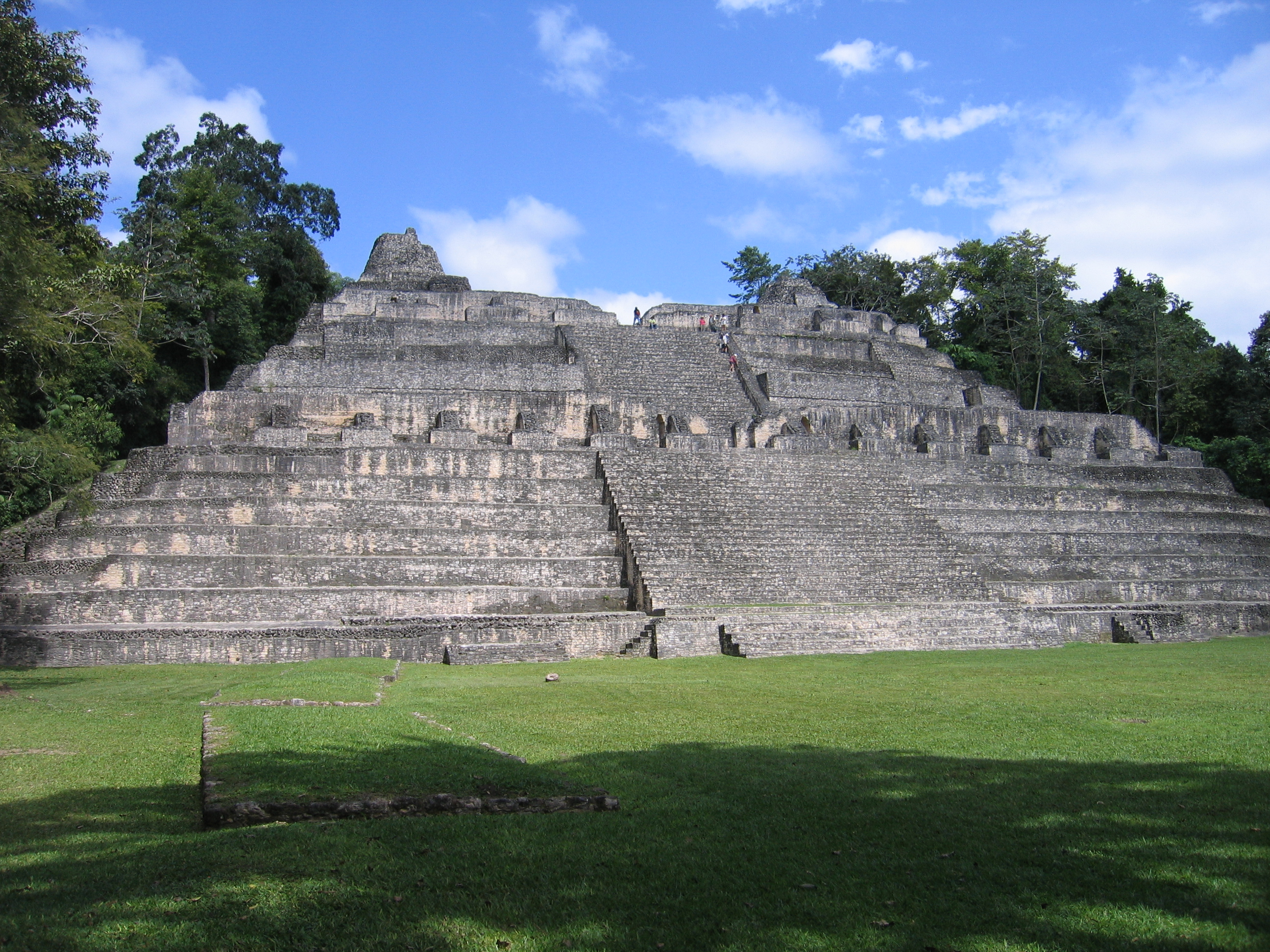
Vista de El Caracol, ciudad maya en Belice.

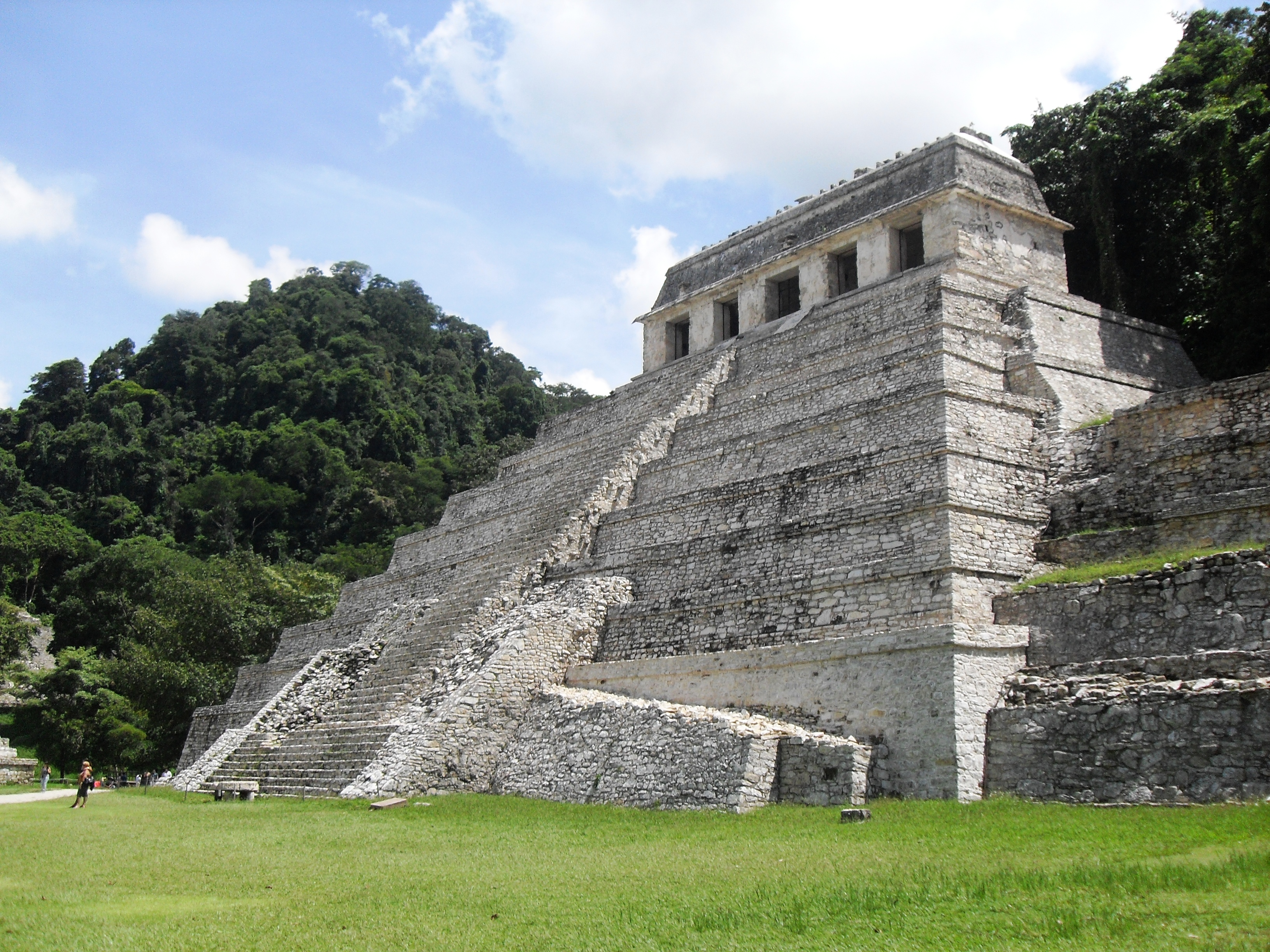
Vista del Templo de las Inscripciones de Palenque, Chiapas.

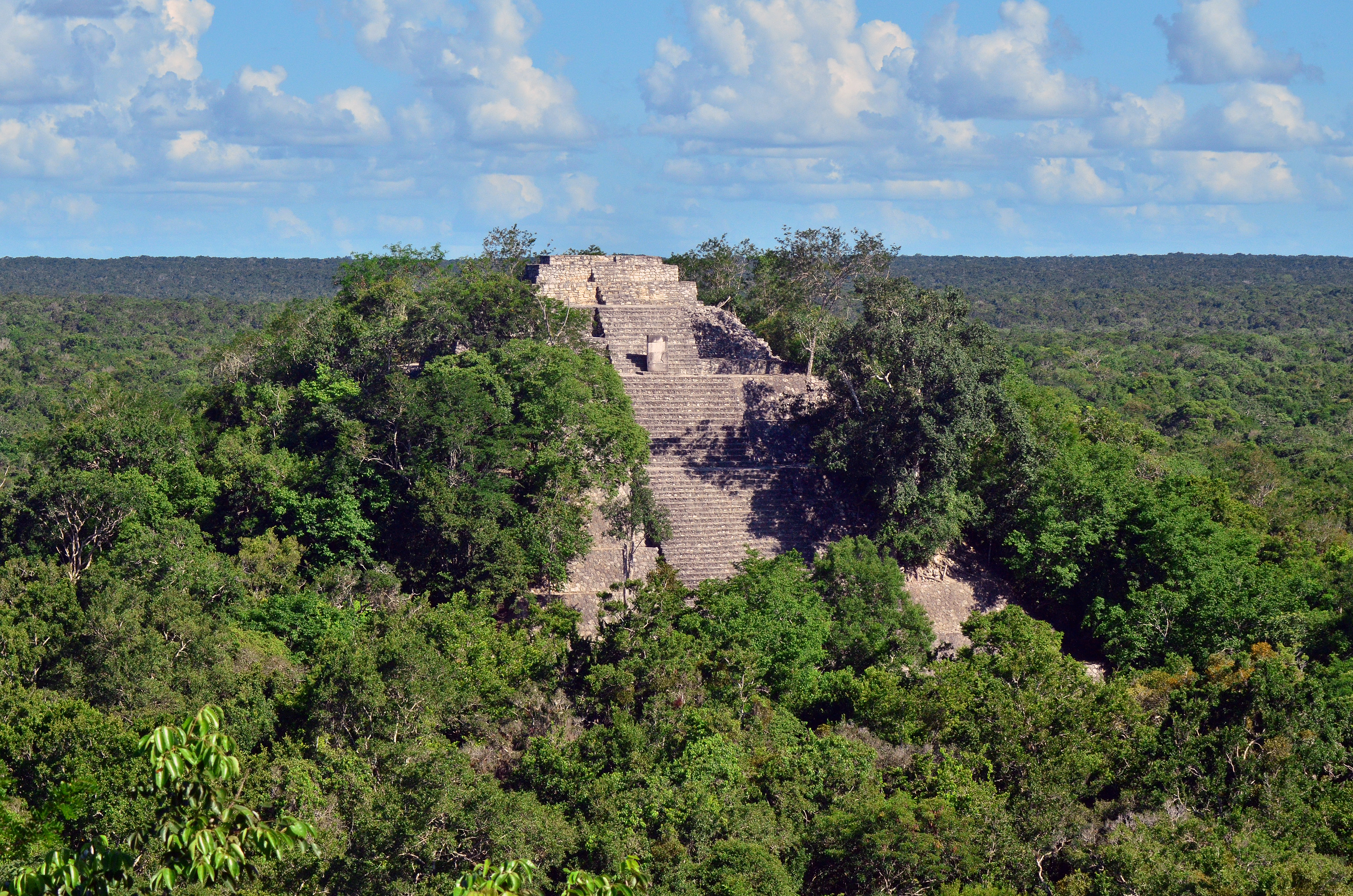
Templo I de Calakmul, Campeche.

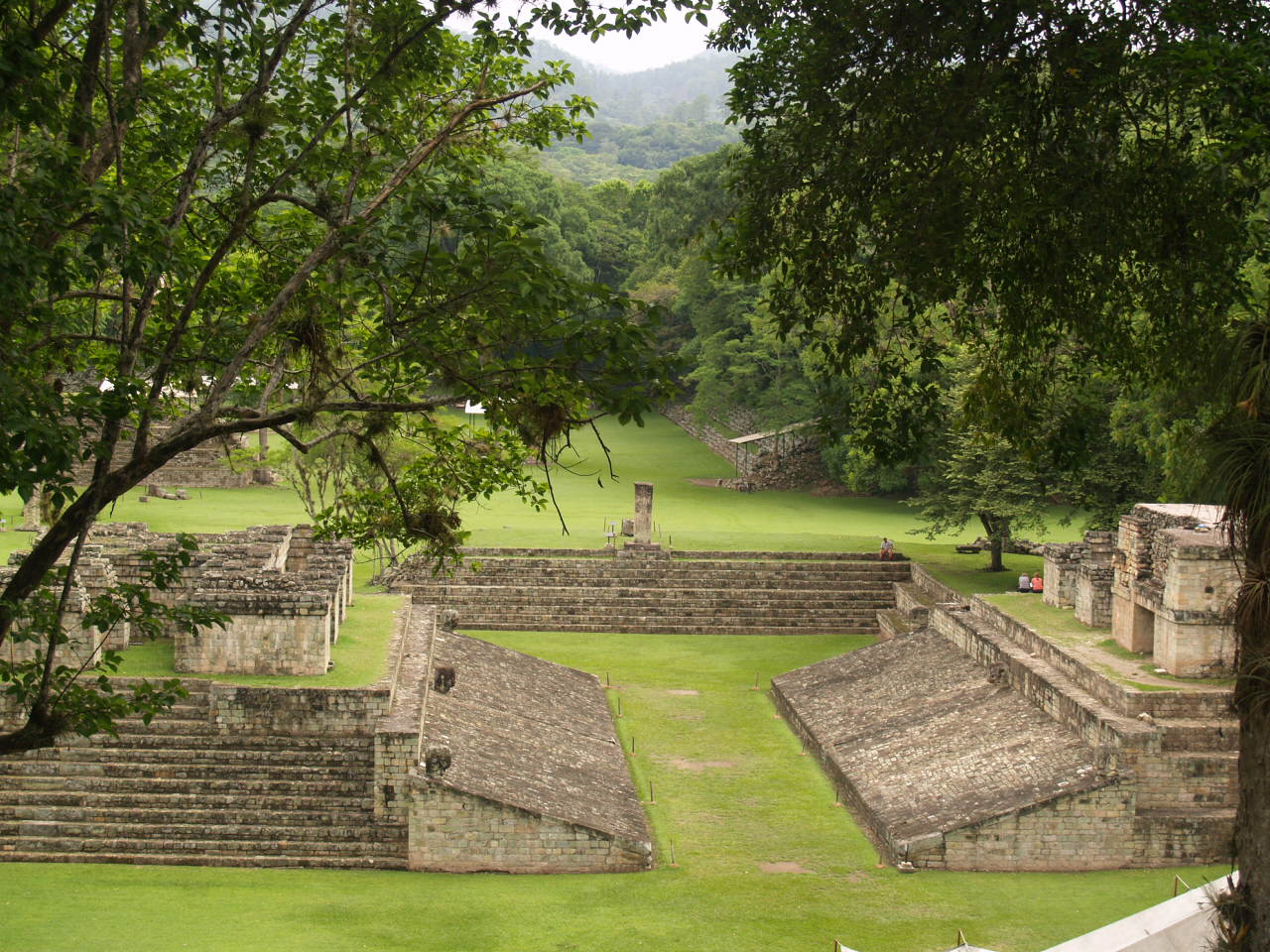
Juego de pelota en Copán, Honduras.

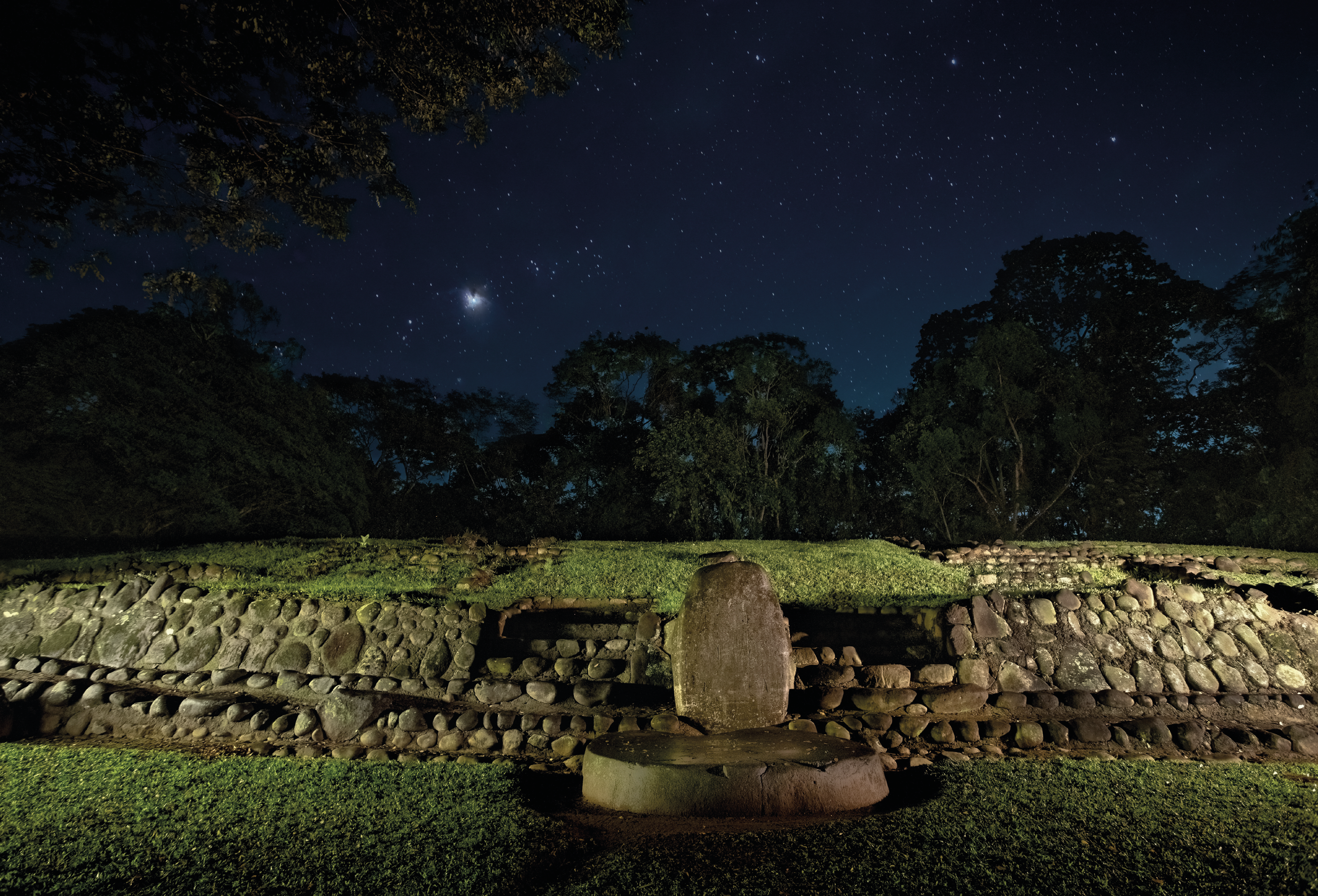
Estructura 12 de Takalik Abaj en Retalhuleu.

La cultura maya fue una civilización mesoamericana que se desarrolló en lo que actualmente comprenden los territorios de Guatemala y México (en la península de Yucatán, Chiapas y Tabasco) principalmente, así como en Belice, y la parte occidental de Honduras y El Salvador (Correspondiendo a los departamentos  repectivos de Honduras los de Copán, Cortés, Santa Bárbara, Ocotepeque y Lempira y El Salvador los de Santa Ana, Sonsonate y Ahuachapán) abarcando más de 300 000 km². Destacó a lo largo de más de dos milenios en numerosos aspectos socioculturales como su escritura, uno de los pocos sistemas de escritura plenamente desarrollados del continente americano precolombino, su arte, la arquitectura, su mitología y sus notables sistemas de numeración, así como en astronomía y matemáticas.
Durante el periodo formativo, antes de 2000 a. C., se inició el desarrollo de la agricultura y la población se hizo sedentaria estableciéndose en las primeras aldeas. Posteriormente se construyó la primera ciudad maya en el actual estado de Tabasco, que recibió  el nombre de Aguada Fénix, la cual se ha convertido en la ciudad más antigua y grande descubierta, ya que los estudios de radiocarbono indican que esta ciudad maya fue construida en el año 1000 a. C., colocándola antes de Ceibal y Cuello; en el período Preclásico (c. 2000 a. C. hasta 250 d. C.) se desarrollaron las primeras sociedades complejas y se cultivaron los alimentos básicos de la dieta maya: el maíz, el frijol, la calabaza y el chile. Alrededor de 500 a. C. estas ciudades poseían una arquitectura monumental, incluyendo grandes templos con fachadas de estuco. La escritura glífica se utilizó desde el siglo iii a. C. En el preclásico tardío se desarrollaron grandes ciudades en la Cuenca del Petén, y Kaminaljuyú alcanzó prominencia en el altiplano guatemalteco. Desde alrededor de 250 d. C., el período clásico se define en gran medida por el levantamiento de monumentos esculpidos empleando las fechas de Cuenta Larga. En este período se desarrolló un gran número de ciudades-Estado vinculadas entre sí por una compleja red de comercio. En las tierras bajas mayas surgieron dos grandes poderes rivales, Tikal y Calakmul. Se vio también la intervención extranjera en la política dinástica maya de la ciudad de Teotihuacán del centro de México. En el siglo ix, se produjo un colapso político general en la región central maya, que originó guerras internas, el abandono de las ciudades, y un desplazamiento poblacional hacia el norte. Durante el período Posclásico surgió Chichén Itzá en el norte, y se produjo la expansión del reino quiché en el altiplano de Guatemala. En el siglo xvi el Imperio español conquistó la región mesoamericana, y tras una larga serie de campañas militares la última ciudad maya cayó en 1697. 
El poder político durante el periodo clásico se centró en el concepto del «rey divino», que actuaba como mediador entre los mortales y el ámbito sobrenatural. La monarquía era usualmente hereditaria y patrilineal y el poder pasaba al hijo mayor, aunque en más de un caso mujeres ostentaron el poder como regentes de sus hijos menores de edad o por derecho propio. La política maya estaba dominada por un sistema de patrocinio, aunque la exacta composición política de un reino variaba de una ciudad-Estado a otra. Generalmente cada aldea tenía un líder tribal, que respondía a un señor regional (Ajaw) supereditado por un señor divino (Kuhul Ajaw) y en algunos casos como el de Tikal, había un gobernante superior (rey de reyes) denominado Kalomté. Hacia el Clásico Tardío, la aristocracia había aumentado considerablemente y se había reducido el poder exclusivo del rey divino. 
La civilización maya desarrolló formas de arte sofisticadas utilizando tanto materiales perecederos como durables, incluyendo: madera, jade, obsidiana, cerámica, monumentos de piedra tallada, estucos y murales finamente pintados.
En las ciudades mayas el centro de la ciudad era ocupado por complejos ceremoniales y administrativos, rodeado por una irregular expansión de barrios residenciales. A menudo las diferentes partes de una ciudad eran conectadas por calzadas. La arquitectura principal de la ciudad se componía de: palacios, templos piramidales, juegos de pelota ceremoniales y estructuras alineadas para la observación astronómica. Sin embargo, las casas tradicionales, son chozas de madera y barro. Los mayas grabaron su historia y conocimiento ritual en libros en forma de biombo, de los que solo permanecieron tres ejemplares con incuestionable autenticidad.
También existe un gran número de ejemplos de inscripciones mayas en las estelas y la cerámica. Los mayas desarrollaron una compleja serie de calendarios rituales entrelazados, emplearon la matemática y fueron uno de los primeros pueblos en utilizar el cero explícito en el mundo. No obstante, ese cero no tenía carácter operatorio, ya que los astrónomos mayas lo descubrieron debido a su obsesión por contabilizar el tiempo y, para ellos, significaba ausencia.

## Mesoamérica

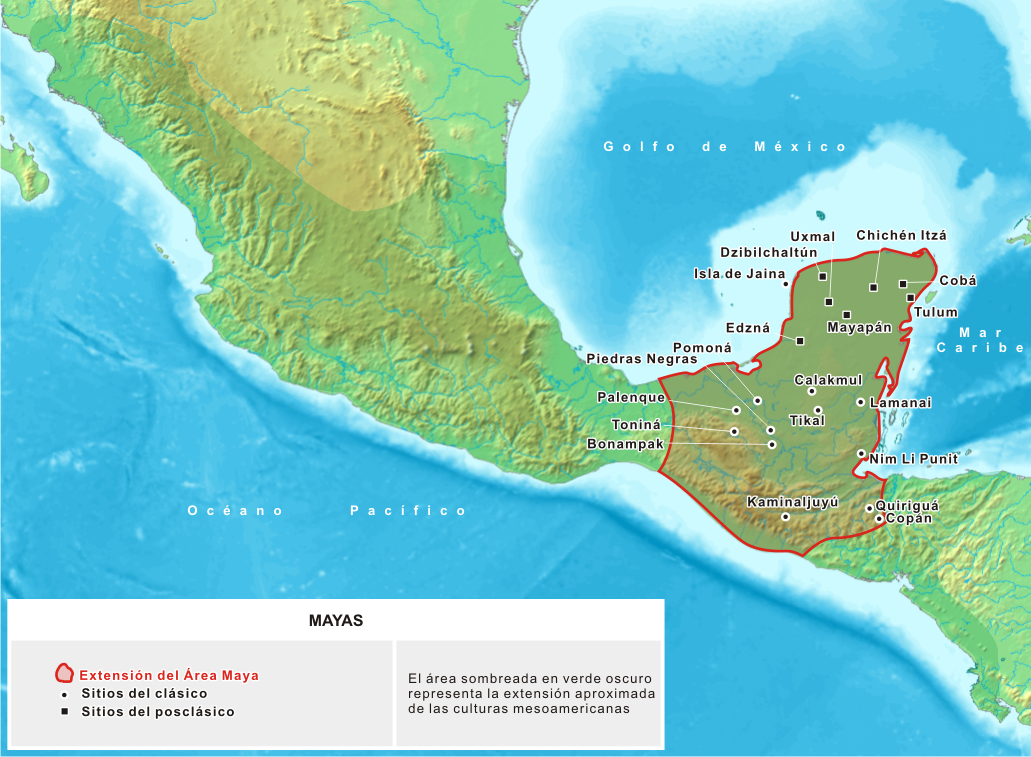
La región maya en Mesoamérica.

La cultura maya se desarrolló dentro del área cultural mesoamericana, una región que se extiende desde el centro de México hacia el sur en América Central. Mesoamérica fue una de las seis cunas de la civilización en el mundo. El área mesoamericana dio origen a un desarrollo cultural que incluía la formación de sociedades complejas, la agricultura, las ciudades, la arquitectura monumental, la escritura y los sistemas calendáricos. El conjunto de rasgos compartidos por las culturas mesoamericanas también incluyó conocimientos astronómicos y una cosmovisión que ve el mundo como estructurado en cuatro divisiones alineadas con los puntos cardinales, cada una con diferentes atributos, así como una división vertical del mundo en el reino celestial, la tierra y el inframundo.
Por el año 6000 a. C., los primeros habitantes de Mesoamérica estaban experimentando con la domesticación de las plantas, un proceso que dio lugar a la creación de sociedades agrícolas sedentarias. Aunque la diversidad climática permitió una amplia variación en los cultivos disponibles, en todas las regiones de Mesoamérica se cultivaron los cultivos de base, siendo el maíz, frijoles y calabazas. Todas las culturas mesoamericanas utilizaron la tecnología de la Edad de Piedra; después de 1000 d. C. se trabajó también el cobre, la plata y el oro. Mesoamérica carecía de animales de tiro, no utilizaba la rueda, y poseía pocos animales domésticos; el principal medio de transporte era a pie o en canoa. Los mesoamericanos vieron el mundo como hostil y regido por deidades impredecibles. El juego ritual de pelota mesoamericano fue ampliamente practicado. Mesoamérica tiene una gran diversidad lingüística, aunque la mayoría de idiomas pertenece a un pequeño número de familias lingüísticas —las principales familias lingüísticas son las lenguas mayenses, mixezoqueanas, otomangues y uto-aztecas—; también existe un número de familias lingüísticas más pequeñas y aisladas. El área lingüística mesoamericana comparte una serie de características importantes, incluyendo el uso generalizado de palabras compartidas, y un sistema numérico vigesimal.
El territorio de los mayas y los mayas mantuvieron una relación dinámica con las culturas vecinas, incluyendo los olmecas, los mixtecos, los de Teotihuacan, los aztecas, y otros. Durante el periodo Clásico Temprano, las ciudades mayas de Tikal y Kaminaljuyú fueron focos claves en una red que se extendía más allá del área maya, en el altiplano del centro de México. En esta misma época hubo una fuerte presencia maya en el recinto de Tetitla en Teotihuacán. Siglos más tarde, en el siglo ix, los murales en Cacaxtla, otro sitio en el altiplano del centro de México, también fueron pintados en estilo maya. Esto puede haber sido un esfuerzo por alinearse con la aún poderosa región maya, tras el colapso de Teotihuacán y la consiguiente fragmentación política en las tierras altas de México, o un intento de expresar algún origen maya lejano por parte de los habitantes. La ciudad maya de Chichén Itzá y la lejana capital tolteca de Tollan mantuvieron vínculos estrechos por el resto de sus días.

## Ubicación geográfica

Extensión territorial máxima de la civilización maya.

La civilización maya ocupó un extenso territorio que incluía el sureste de México y el norte de América Central; abarcó toda la península de Yucatán, la totalidad de Guatemala y Belice, así como la porción occidental de Honduras y El Salvador. La mayor parte de la península se compone de una vasta planicie con pocas colinas o montañas y una zona costera generalmente baja.
La región del Petén se compone de una llanura baja de piedra caliza, cubierta de bosque; una serie de catorce lagos atraviesa la cuenca de drenaje central del Petén. En el sur, la llanura sube gradualmente hacia el altiplano de Guatemala. Una selva densa cubre el norte de Petén y Belice, la mayor parte de Quintana Roo, el sur de Campeche y una parte del sur del estado de Yucatán. Más hacia el norte, la vegetación se convierte en bosque bajo compuesto de matorrales densos.
La zona del litoral de Soconusco se encuentra al sur de la sierra Madre de Chiapas, y se compone de una estrecha llanura costera y las estribaciones de la sierra Madre. El altiplano maya se extiende desde el este de Chiapas hasta en Guatemala, y alcanza su máxima altitud en la sierra de los Cuchumatanes. Los principales centros de población precolombino del altiplano se encuentran en los valles mayores, como el valle de Guatemala y Quetzaltenango en el altiplano del sur, dominado por un cinturón de conos volcánicos que corre paralela a la costa del Pacífico. El altiplano se extiende hacia el norte en Verapaz, y desciende gradualmente hacia el este.

## Historia

### Antecedentes
La historia de la civilización maya se divide en tres períodos principales: el Preclásico, Clásico y Posclásico; estos fueron precedidos por el Período Arcaico, en el que se establecieron los primeros asentamientos humanos y se dio inicio al desarrollo de la agricultura. Los estudios modernos consideran estos períodos como divisiones arbitrarias de la cronología maya, en lugar de ser indicativos de la evolución cultural de los mayas o de su decadencia. Dependiendo del autor, las definiciones de las fechas de inicio y fin de los periodos pueden variar hasta un siglo.
| Período                                | División                               | División                               | Fechas            |
| -------------------------------------- | -------------------------------------- | -------------------------------------- | ----------------- |
| Arcaico                                | Arcaico                                | Arcaico                                | 8000-2000 a. C.   |
| Preclásico                             | Preclásico Temprano                    | Preclásico Temprano                    | 2000-1000 a. C.   |
| Preclásico                             | Preclásico Medio                       | Preclásico Medio Temprano              | 1000-600 a. C.    |
| Preclásico                             | Preclásico Medio                       | Preclásico Medio Tardío                | 600-350 a. C.     |
| Preclásico                             | Preclásico Tardío                      | Preclásico Tardío Temprano             | 350-1 a. C.       |
| Preclásico                             | Preclásico Tardío                      | Preclásico Tardío Tardío               | 1 a. C.-159 d. C. |
| Preclásico                             | Preclásico Tardío                      | Preclásico Terminal                    | 159-250 d. C.     |
| Clásico                                | Clásico Temprano                       | Clásico Temprano                       | 250-550 d. C.     |
| Clásico                                | Clásico Tardío                         | Clásico Tardío                         | 550-830 d. C.     |
| Clásico                                | Clásico Terminal                       | Clásico Terminal                       | 830-950 d. C.     |
| Posclásico                             | Posclásico Temprano                    | Posclásico Temprano                    | 950-1200 d. C.    |
| Posclásico                             | Posclásico Tardío                      | Posclásico Tardío                      | 1200-1539 d. C.   |
| Periodo de contacto/Conquista española | Periodo de contacto/Conquista española | Periodo de contacto/Conquista española | 1511-1697 d. C.   |

### Preclásico (c. 2000 a.C.-250 d.C.)
Los mayas desarrollaron su primera civilización en el período Preclásico. La ocupación maya de Aguada Fénix en México ha sido fechada en el 1,000 a. C. colocándola como la ciudad maya más antigua, y marca el paso de la civilización maya del nomadismo a un estilo de vida sedentario, y el inicio de la construcción de las ciudades-estado mayas; Ceibal en Guatemala data del 950 a. C. y Cuello, Belice, ha sido fechada alrededor de 900 a. C.
Los asentamientos se establecieron alrededor de 800 a. C. en la región del Soconusco en la costa del Pacífico, y los mayas ya cultivaban cultivos básicos como maíz, frijol, calabaza y chile. Este período se caracterizó por la existencia de comunidades sedentarias y la introducción de la cerámica y figurillas de barro cocido.
Durante el Preclásico Medio, los pequeños asentamientos comenzaron a crecer y se convirtieron en ciudades. Nakbé, ubicado en el departamento de Petén, Guatemala, fue la ciudad más antigua documentada en las tierras bajas maya. Las estructuras arquitectónicas más grandes de Nakbé han sido datados en torno a 750 a. C. Las tierras bajas del norte de Yucatán fueron ampliamente pobladas hacia el Preclásico Medio. Alrededor de 400 a. C., los primeros gobernantes mayas levantaban estelas. Una escritura desarrollada ya estaba siendo utilizado en el Petén hacia el siglo iii a. C. En el Preclásico Tardío, la enorme ciudad de El Mirador creció hasta alcanzar una extensión de aproximadamente 16 km². Aunque no tan grande como El Mirador, Tikal ya era una ciudad importante en torno a 350 a. C.
En las tierras altas, Kaminaljuyú emergió como uno de los principales centros del Preclásico Tardío. Takalik Abaj y Chocolá eran dos de las ciudades más importantes de la llanura costera del Pacífico, y Komchén creció hasta convertirse en un sitio importante en el norte de Yucatán. El florecimiento cultural del Preclásico Tardío experimentó un colapso en el siglo i d. C., y muchas de las grandes ciudades mayas de esta época fueron abandonados; se desconoce la causa de este colapso.

### Clásico (c. 250-900 d.C.)

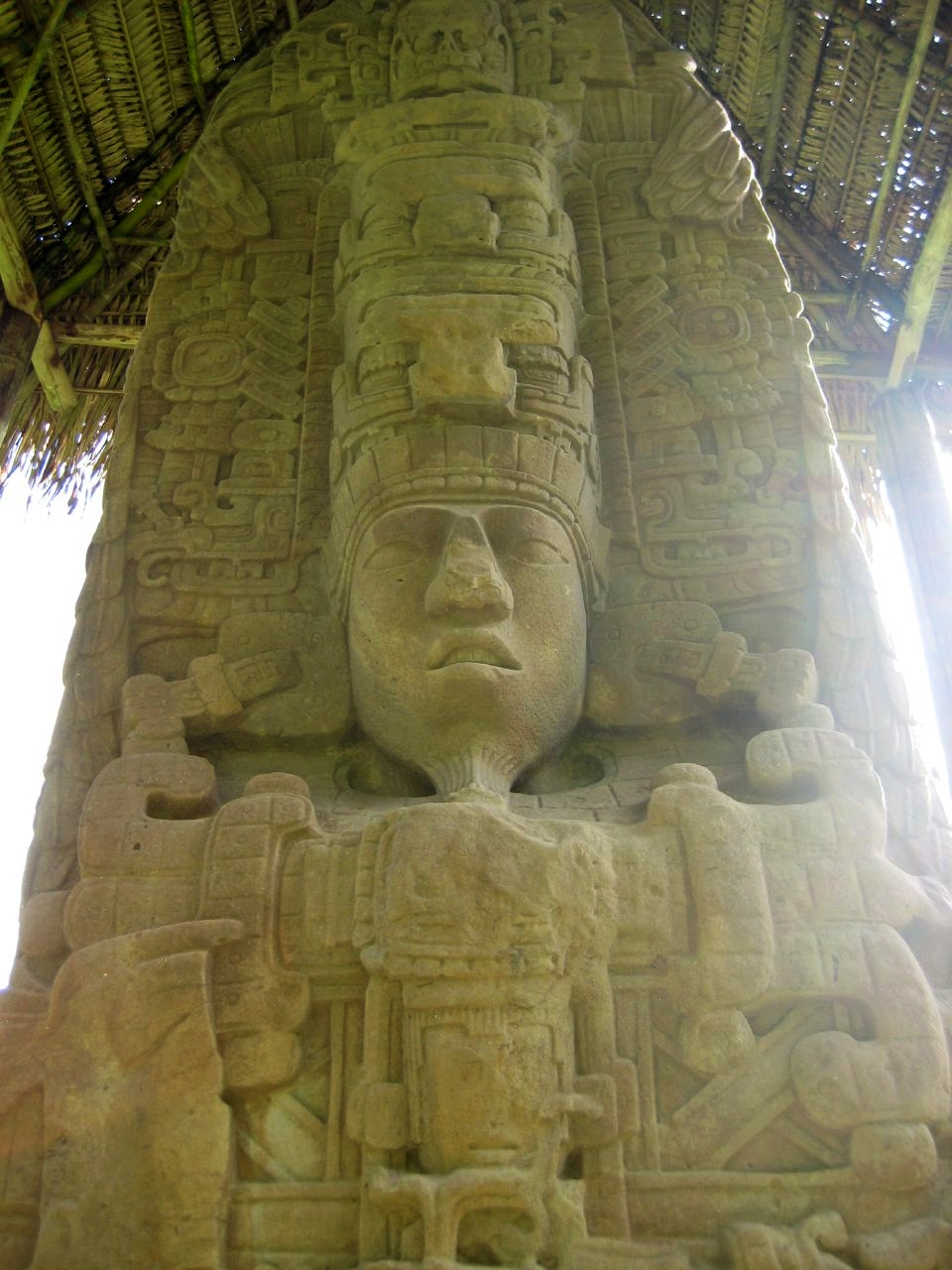
La estela D de Quiriguá tiene una representación del rey K'ak' Tiliw Chan Yopaat.

El período Clásico se define en gran medida como el período en que los mayas de las tierras bajas levantaron monumentos fechados, utilizando el calendario de la Cuenta larga. Este período marcó el apogeo de la construcción a gran escala y del urbanismo, la realización de inscripciones monumentales, y mostró un desarrollo intelectual y artístico significativo, sobre todo en las tierras bajas del sur. El panorama político del período Clásico maya, caracterizado por múltiples ciudades-Estado involucradas en una compleja red de alianzas y enemistades, ha sido comparado con el de Italia durante el Renacimiento o Grecia clásica. Las ciudades mayores tenían una población de 50 000 a 120 000 habitantes y estaban conectadas por redes de ciudades subsidiarias.
Durante el Clásico Temprano, las ciudades de la región maya fueron influenciadas por la gran metrópoli de Teotihuacán en el lejano Valle de México. En el año 378, Teotihuacán intervino decisivamente en Tikal y otras ciudades cercanas, impuso su gobernante e instaló una nueva dinastía que podía contar con su respaldo. Esta intervención fue dirigida por Siyaj Kʼakʼ («Nacido del Fuego»), que llegó a Tikal a principios de 378 d. C. El entonces rey de Tikal, Chak Tok Ich'aak I, murió el mismo día, lo que sugiere una violenta toma del poder. Un año más tarde, Siyaj K'ak' supervisó la instalación de un nuevo rey, Yax Nuun Ahiin I. La instalación de la nueva dinastía dio lugar a un periodo de dominio político en la que Tikal se convirtió en la ciudad más poderosa de las tierras bajas centrales.

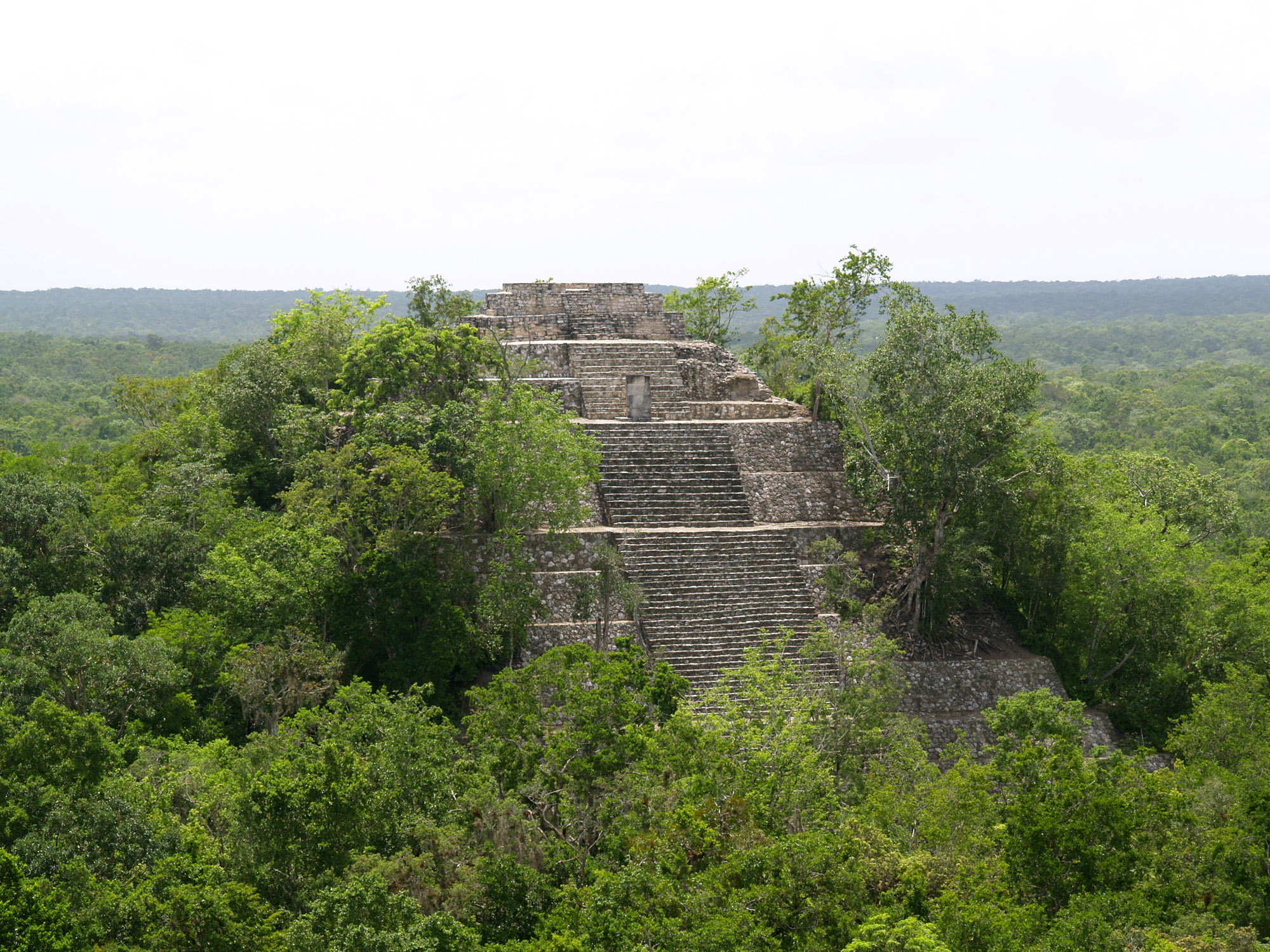
Calakmul fue una de las más importantes ciudades del período Clásico.

El gran rival de Tikal era Calakmul, otra poderosa ciudad en la cuenca del Petén. Tanto Tikal como Calakmul desarrollaron extensos sistemas de aliados y vasallos; ciudades menores que entraron en una de estas redes, ganaron prestigio por su asociación con la ciudad de nivel superior y mantuvieron relaciones pacíficas con los demás miembros de la misma red. Tikal y Calakmul dirigieron sus redes de aliados el uno contra el otro; en varios momentos durante el periodo Clásico, uno u otro de estos poderes ganaría una victoria estratégica sobre su gran rival, lo que resultó en los respectivos períodos de florecimiento y decadencia.

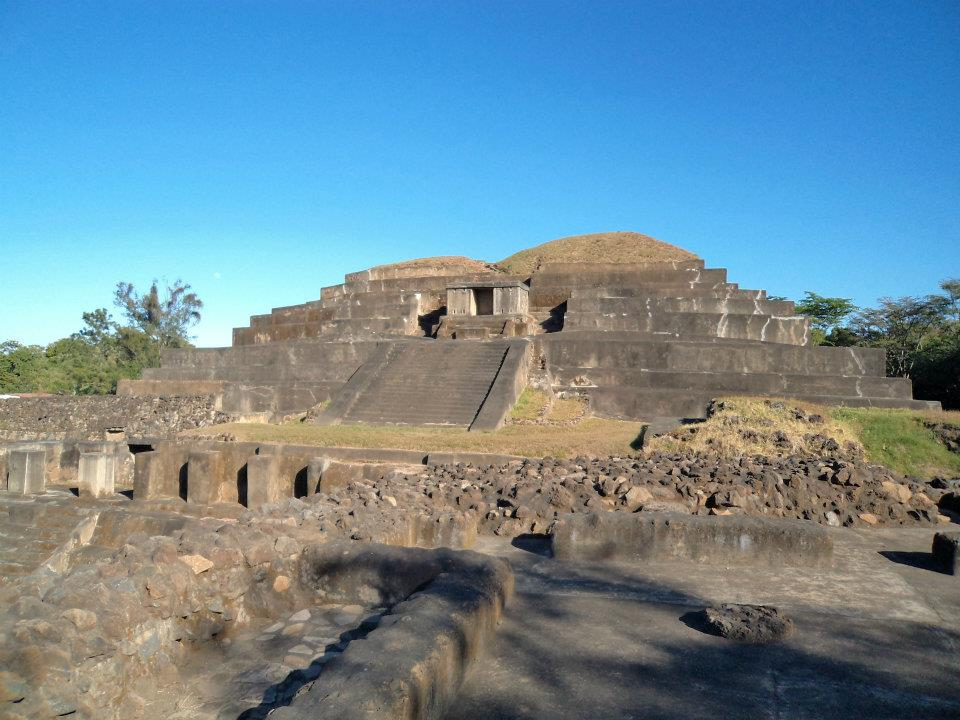
El Tazumal también fue un sitio importante de la cultura maya, en especial a la de El Salvador.

En 629, B'alaj Chan K'awiil, hijo del rey K'inich Muwaan Jol II, fue enviado a fundar una nueva ciudad en Dos Pilas, en la región del Petexbatún, al parecer como un puesto de avanzada para extender el poder de Tikal fuera del alcance de Calakmul. Durante las siguientes dos décadas luchó lealmente con su hermano y señor de Tikal. En 648 d. C., el rey Yuknoom Ch'een II de Calakmul capturó a Balaj Chan K’awiil. Yuknoom Ch'een II luego reinstaló a Balaj Chan K'awiil en el trono de Dos Pilas como su propio vasallo. Desde entonces sirvió como un aliado leal de Calakmul.

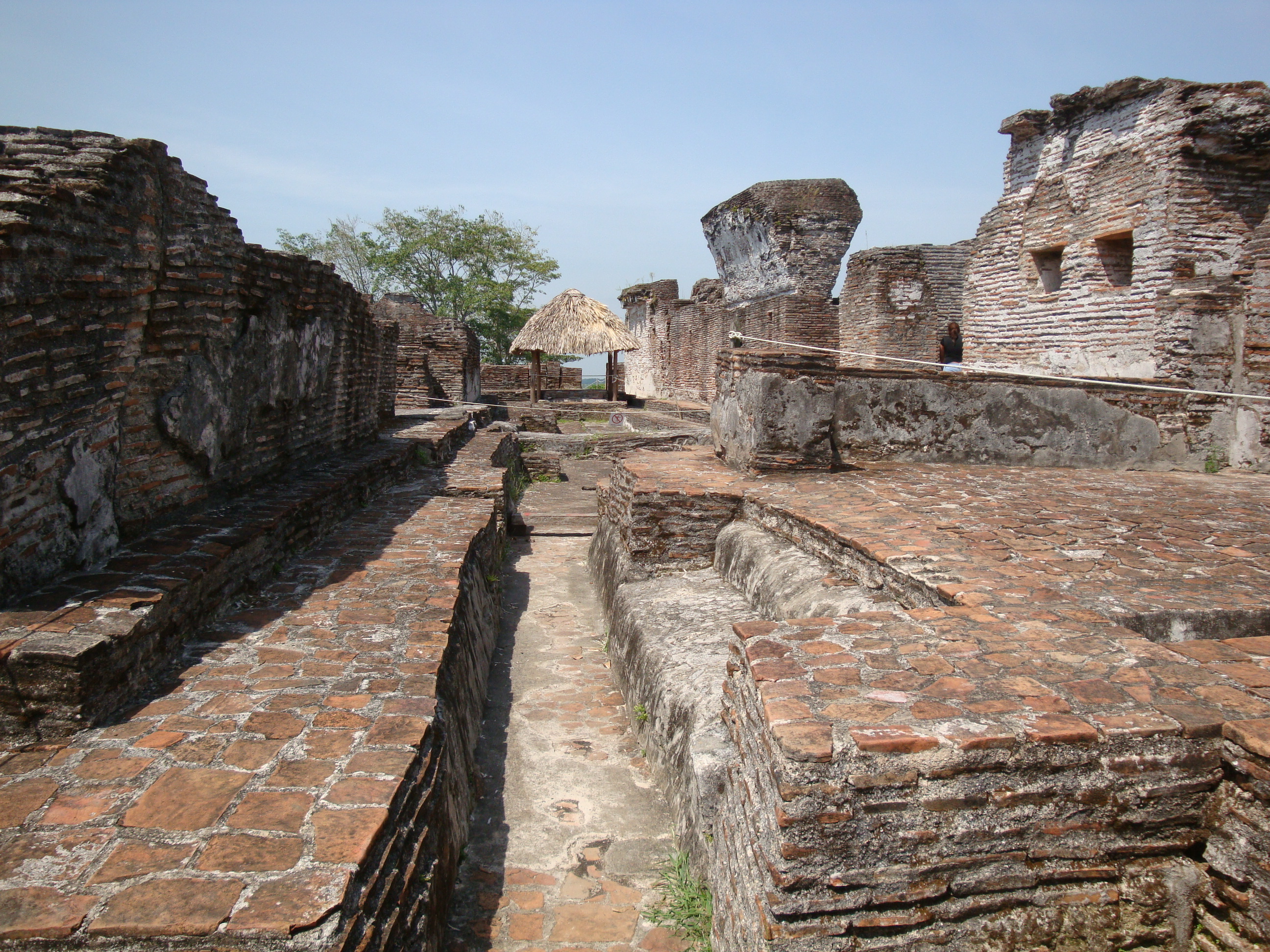
Comalcalco fue una importante ciudad comercial del período Clásico, cuyos edificios fueron construidos con ladrillos.

En el sureste de la región maya, Copán era la ciudad más importante. Su dinastía del período Clásico fue fundada en 426 por K'inich Yax K'uk' Mo'. El nuevo rey tenía vínculos fuertes con el centro de Petén y Teotihuacán. Copán alcanzó el apogeo de su desarrollo cultural y artístico durante el gobierno de Uaxaclajuun Ub'aah K'awiil, quien reinó desde 695 hasta 738. Su reinado terminó de forma catastrófica cuando fue capturado por su vasallo, el rey K'ak' Tiliw Chan Yopaat de Quiriguá. El rey capturado de Copán fue llevado a Quiriguá donde fue decapitado en un ritual público. Es probable que este golpe de Estado fuese apoyado por Calakmul con el fin de debilitar a un poderoso aliado de Tikal.
Palenque y Piedras Negras fueron las ciudades más poderosas de la cuenca del Usumacinta. En las tierras altas, Kaminaljuyú, en el valle de Guatemala, ya era una ciudad en expansión hacia 300 d. C. En el norte del área maya, la ciudad más importante era Cobá, mientras que en el occidente, en la planicie tabasqueña, la ciudad más importante fue Comalcalco, fundada en el 700 a. C. y cuyos edificios fueron construidos de ladrillo cocido, pegados con una mezcla de concha de ostión cocida, ante la carencia de piedras en la región. Comalcalco fue un importante centro comercial y de cultivo de cacao, cuya semilla era considerada como moneda en la cultura maya y en Mesoamérica, y que fue sometida por Tortuguero en el 649 d. C. después de una sangrienta guerra.

#### Colapso maya del periodo Clásico

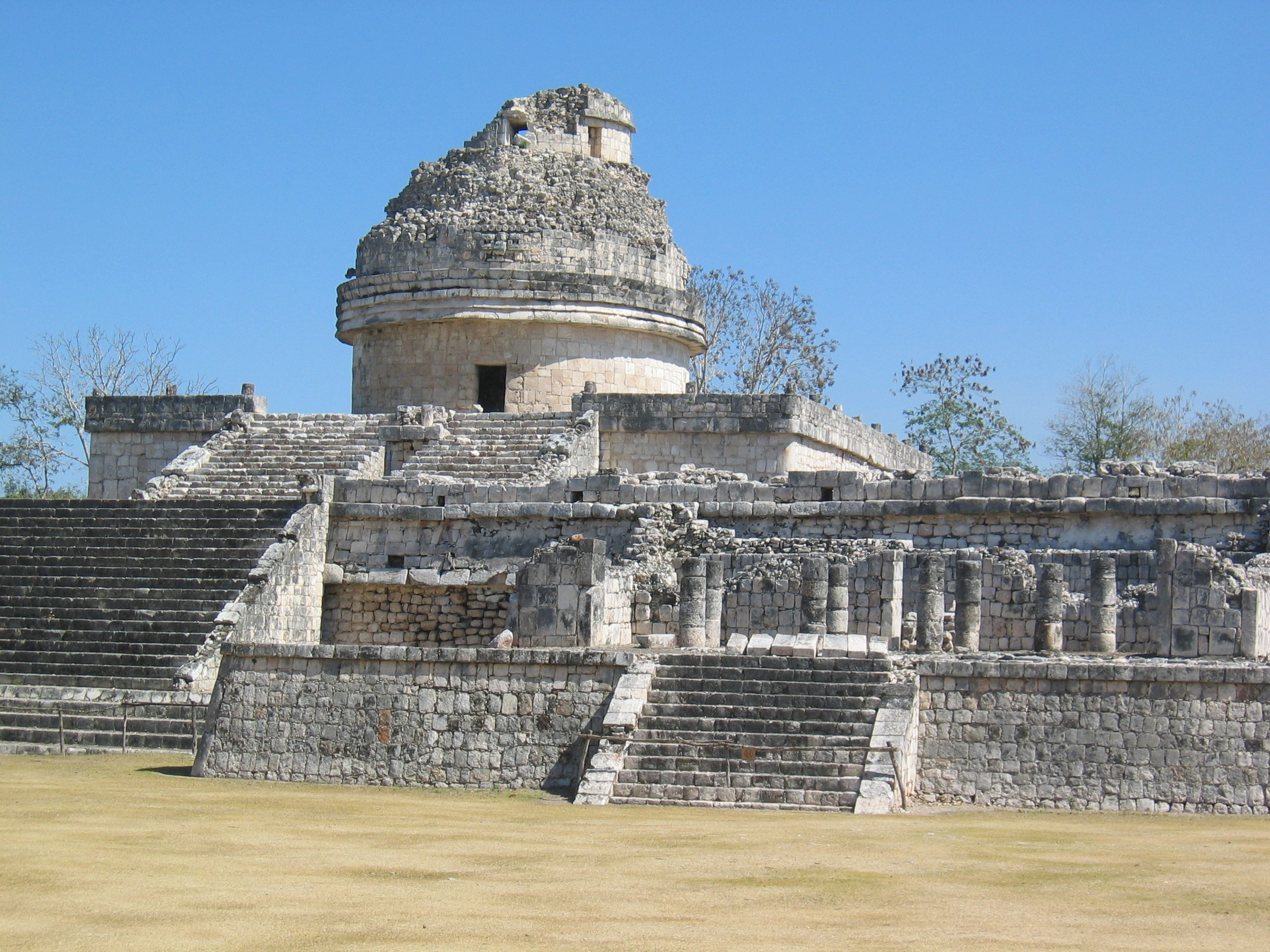
Chichén Itzá era la ciudad más importante en el norte de la región maya. En vista se muestra el edificio del Caracol, probablemente un observatorio astronómico, construido alrededor del año 900.

Durante el siglo iv, el centro de la región maya experimentó un gran colapso político, marcado por el abandono de las ciudades, el fin de las dinastías y un desplazamiento del foco de actividades hacia el norte. No existe una teoría universalmente aceptada que explique este colapso, pero es probable que fuese el resultado de una combinación de causas, incluyendo la endémica guerra interna, la sobrepoblación que resultó en una grave degradación del medio ambiente y la sequía. Durante este período, conocido como el Clásico Terminal, las ciudades del norte de Chichén Itzá y Uxmal mostraron un incremento de actividad. Las principales ciudades en el norte de la Península de Yucatán continuaron siendo habitadas durante mucho tiempo después de que las ciudades de las tierras bajas del sur dejaran de levantar monumentos.
La organización social maya del periodo Clásico se basaba en la autoridad ritual del gobernante, en lugar de un control central del comercio y distribución de alimentos. Este modelo de gobernación no estaba bien estructurado para responder a cambios fundamentales, ya que la libertad de acción del gobernante se limitaba a respuestas tradicionales. Los gobernantes reaccionaron, en una forma culturalmente delimitada, con la intensificación de actividades tales como la construcción, los rituales y la guerra. Esto fue contraproducente y solo sirvió para exacerbar los problemas sistémicos. Esto dio como resultado el colapso de este sistema de gobernación durante los siglos ix y x. En el norte de Yucatán, el reinado individual fue reemplazado por un consejo de gobierno conformado a partir de los linajes de la élite. En el sur de Yucatán y el centro de Petén, por lo general, los reinos declinaron; en el occidente de Petén y algunas otras áreas, los cambios fueron catastróficos y dieron lugar a una rápida despoblación de las ciudades. Grandes extensiones de la zona maya central quedaron casi abandonadas dentro de un par de generaciones. Las ciudades más grandes tenían poblaciones de 50 000 a 120 000 habitantes y estaban vinculadas a redes de sitios subsidiarios. Por lo general, tanto las ciudades capitales como sus centros secundarios fueron abandonados en un plazo de 50 a 100 años. Una por una, muchas de las otrora grandes ciudades dejaron de esculpir monumentos fechados y, finalmente, fueron abandonadas; la última fecha de Cuenta Larga fue inscrita en Toniná en el año 909. Ya no se levantaron estelas, y otros ocupantes se instalaron en los palacios reales abandonados. Las rutas comerciales en Mesoamérica cambiaron y no incluyeron al Petén.

### Posclásico (c. 950-1540 d.C.)

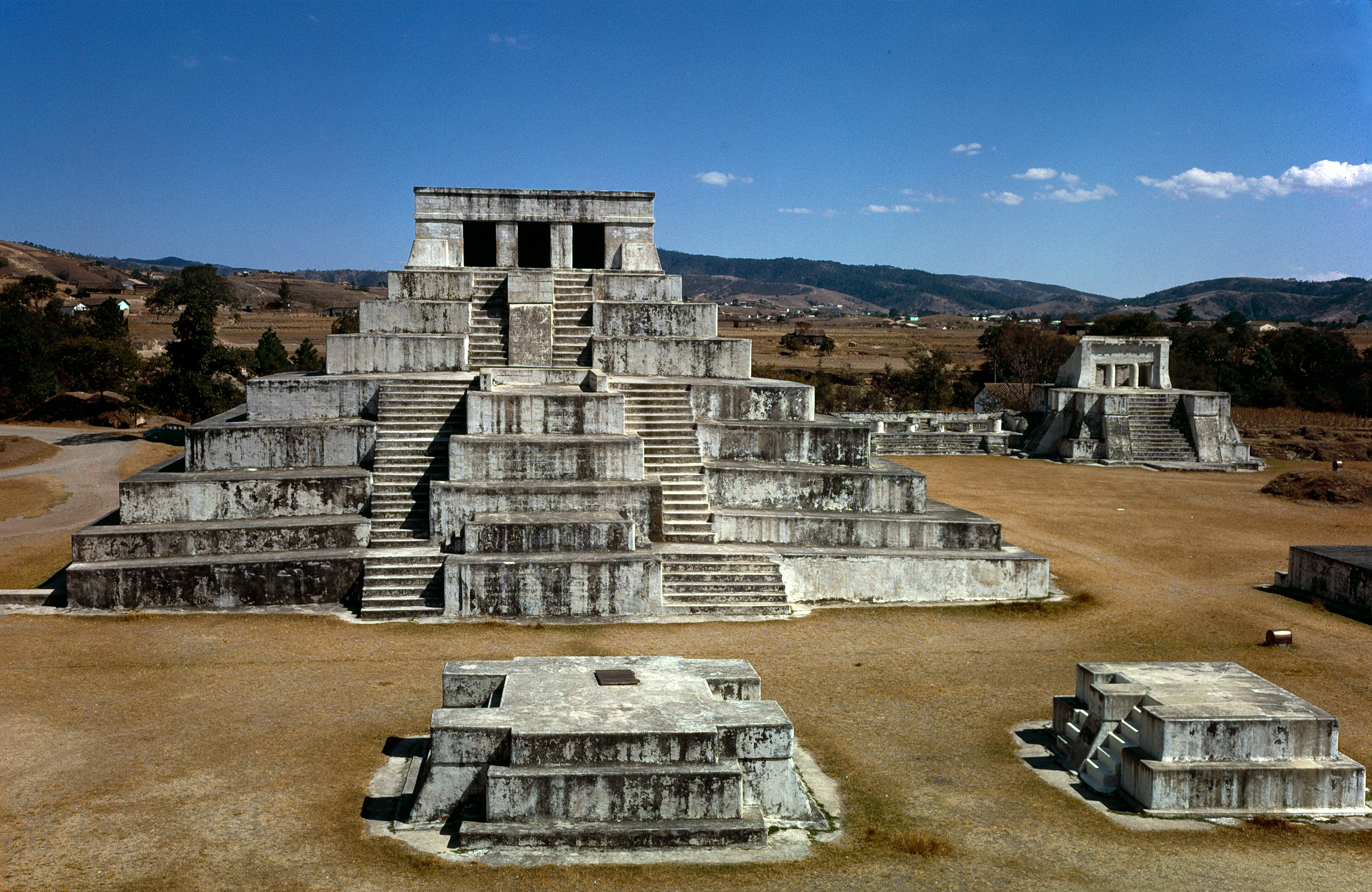
Zaculeu era la capital posclásica del reino mam en las tierras altas de Guatemala.

Después del abandono de las principales ciudades del período Clásico, una significativa, aunque mucho más reducida, presencia maya permaneció en el periodo Posclásico, concentrándose sobre todo cerca de las fuentes de agua permanentes. A diferencia de los ciclos de contracción anteriores en la región maya, las tierras abandonadas no fueron rápidamente reasentadas durante el Posclásico. El centro de actividad se trasladó a las tierras bajas del norte y las tierras altas mayas; es posible que esto haya coincidido con la migración desde las tierras bajas del sur, ya que muchos grupos del Posclásico maya tenían mitos sobre migraciones. Chichén Itzá y sus vecinos Puuc declinaron drásticamente en el siglo xi, lo que puede representar el episodio final del período del colapso clásico. Después de la caída de Chichén Itzá, la región maya carecía de un poder dominante hasta el surgimiento de la ciudad de Mayapán en el siglo xii. Nuevas ciudades surgieron cerca de las costas del Caribe y del golfo de México como Potonchán, y se formaron nuevas redes comerciales.
El período Posclásico estaba marcado por una serie de cambios que permite distinguir sus ciudades de las del periodo Clásico anterior. La otra gran ciudad de Kaminaljuyú en el valle de Guatemala fue abandonada después de un periodo de ocupación continua que se extendió por casi dos mil años. Este fue sintomático de los cambios que estaban barriendo a través de las tierras altas y la llanura de la costa del Pacífico, en los cuales las ciudades situadas en terrenos expuestos fueron reubicadas, al parecer debido a una proliferación de la guerra. Las ciudades pasaron a ocupar lugares ubicados en cumbres, rodeados de profundos barrancos que facilitaron su defensa, y a veces con defensas compuestas de zanjas y paredes para complementar la protección proporcionada por el terreno. Una de las ciudades más importantes de las tierras altas de Guatemala en esta época era Q'umarkaj, la capital del beligerante reino quiché. Por lo general los Estados mayas del Posclásico, desde Yucatán hasta las tierras altas de Guatemala, fueron organizados bajo una forma de gobierno conjunto o consejo de gobierno. Sin embargo, en la práctica uno de los miembros del consejo podría actuar como gobernante supremo, con los demás miembros sirviéndole como asesores.

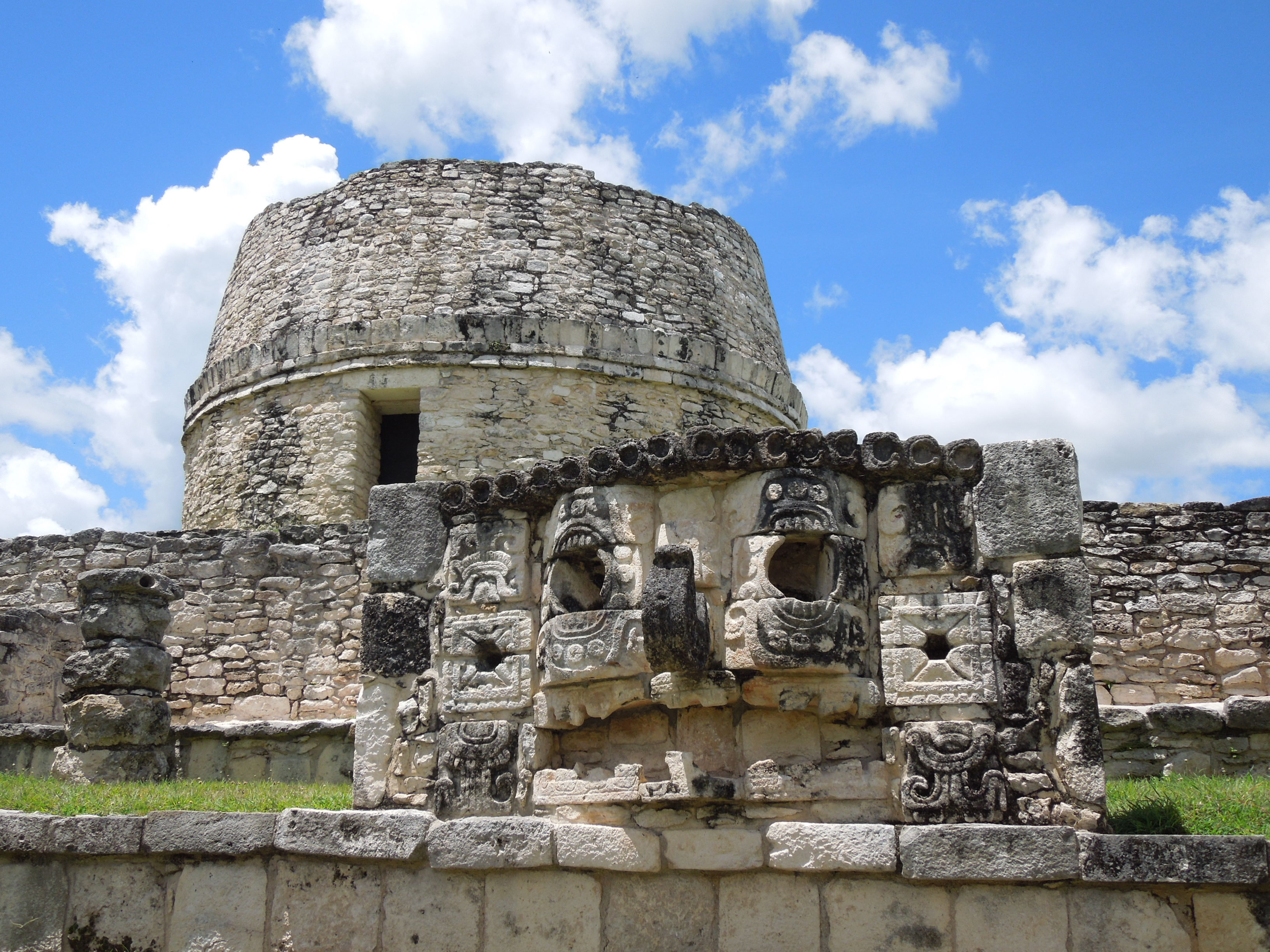
Mayapán era una ciudad posclásica importante en el norte de la península de Yucatán.

Mayapán fue abandonado alrededor del año 1448, tras un período de turbulencia política, social y ambiental que, en muchos aspectos, hizo eco del colapso del periodo Clásico en la región maya del sur. El abandono de la ciudad fue seguido por un período prolongado de guerra en la península de Yucatán, que solo terminó poco antes del contacto con los españoles en 1511. Incluso sin una capital regional dominante, los primeros exploradores españoles relataron sobre ciudades costeras ricas y mercados florecientes. Durante el Posclásico Tardío, la península de Yucatán estaba dividida en varias provincias independientes que compartían una cultura común, pero variaban en su organización sociopolítica interna. En vísperas de la conquista española, varios poderosos estados mayas dominaron las tierras altas de Guatemala. Los quichés habían forjado un pequeño imperio que cubría una gran parte del altiplano occidental de Guatemala y la llanura costera del Pacífico. Sin embargo, en las décadas anteriores a la conquista española, el reino kaqchikel había estado erosionando el reino quiché.

### Periodo de contacto y conquista española (1511-1697d.C.)

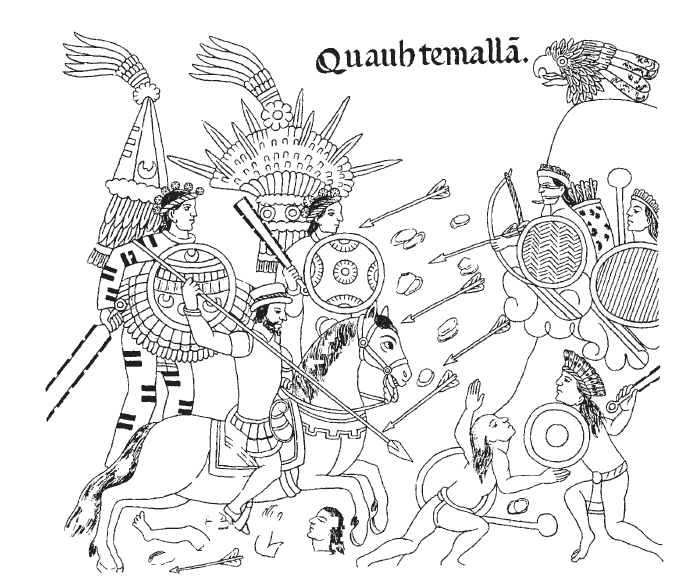
Una página del Lienzo de Tlaxcala que muestra la conquista de Iximché, conocido como Cuahtemallan en náhuatl.

En 1517, una carabela española naufragó en el Caribe, y alrededor de una docena de sobrevivientes tocaron tierra en la costa de Yucatán. Fueron capturados por un señor maya, y la mayoría fueron sacrificados, aunque dos lograron escapar. Desde 1517 hasta 1519, tres expediciones españolas independientes exploraron las costas de Yucatán, y Tabasco, en este último en 1519 entablaron una serie de combates con los habitantes mayas, Destacando la Batalla de Centla contra los mayas chontales de Potonchán, que fue la primera gran batalla de los españoles en lo que más tarde sería la Nueva España.
Tras las caída de la capital azteca, Tenochtitlán, en 1521, Hernán Cortés mandó a Pedro de Alvarado a Guatemala con una caballería de 180 hombres montados, una infantería de 300 soldados, 4 cañones y miles de guerreros aliados del centro de México; llegaron en Soconusco en 1523. Alvarado conquistó la capital del reino quiché, Q'umarkaj, en 1524. Poco después, los españoles fueron invitados como aliados en Iximché, la ciudad capital del reino kaqchikel. Las buenas relaciones no duraron debido a las excesivas demandas tributarias en oro de parte de los españoles, y la ciudad fue abandonada unos meses más tarde. Esto fue seguido por la caída de Zaculeu, la capital mam, en 1525. Francisco de Montejo y su hijo, Francisco de Montejo «el Mozo», lanzaron una larga serie de campañas contra las ciudades mayas de la península de Yucatán en 1527, y finalmente completaron la conquista de la parte norte de la península en 1546. Solo los reinos mayas de la cuenca del Petén permanecieron independientes. En 1697, Martín de Urzúa lanzó un asalto contra la capital itzá, Nojpetén, que culminó en la caída de la última ciudad maya independiente.

### Persistencia de la cultura maya

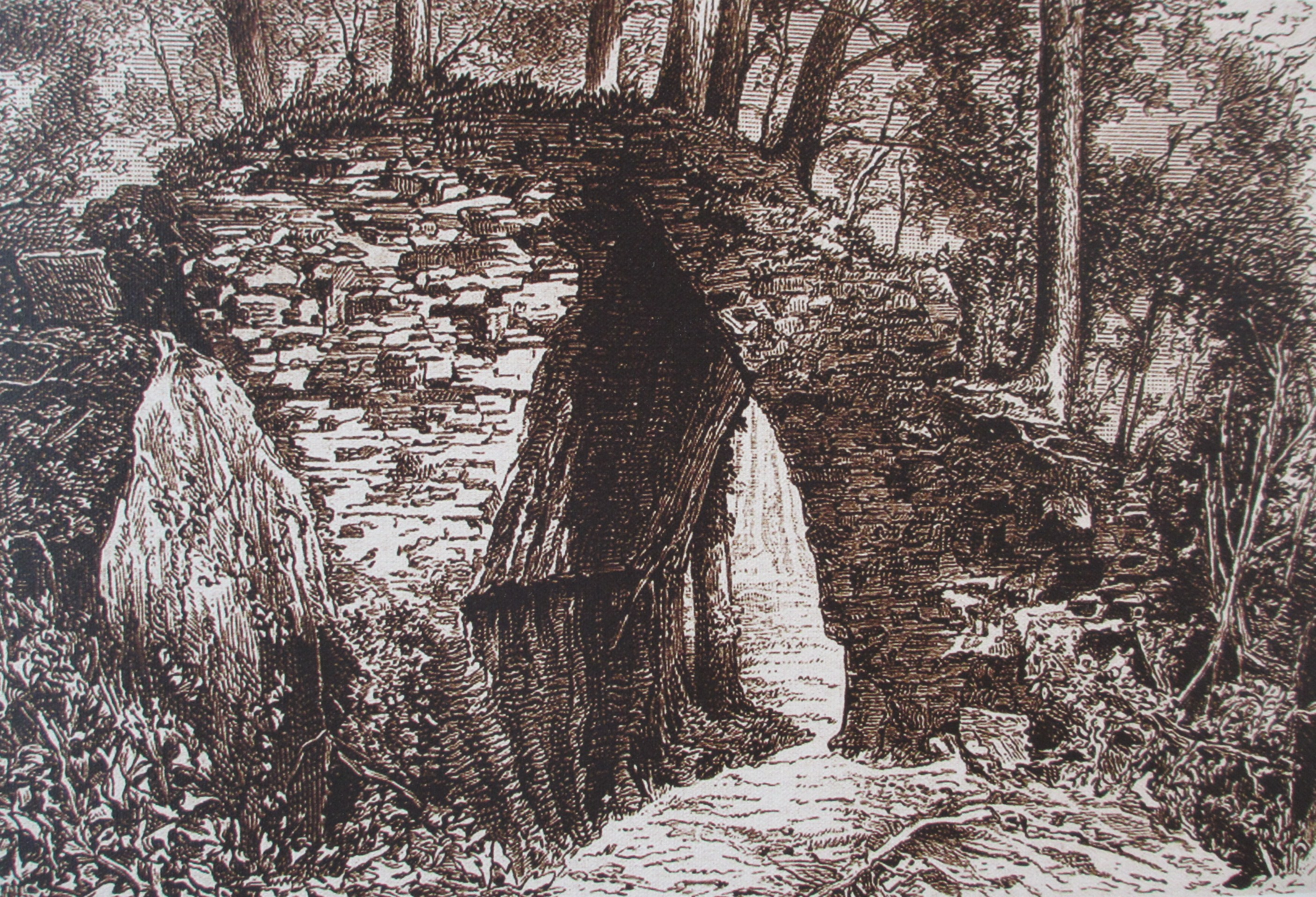
Dibujo por Désiré Charnay cuando descubrió Comalcalco en 1880.

La conquista española eliminó la mayor parte de los rasgos definitorios de la civilización maya, dado que los misioneros que acompañaban a dichas expediciones veían en ellos un obstáculo a su labor de evangelización. Sin embargo, muchas aldeas mayas se mantuvieron alejadas de la autoridad virreinal española, y en gran medida continuaron manejando sus propios asuntos. Las comunidades rurales mayas, y la familia nuclear, mantuvieron su vida diaria tradicional. El cultivo de alimentos básicos, como el maíz y frijoles, continuó, aunque la producción agrícola se mejoró con la introducción de herramientas de acero. También se mantuvo la producción de la artesanía tradicional, como el tejido, la cerámica y la cestería. Los mercados comunitarios y el comercio de productos locales continuaron mucho tiempo después de la conquista. Ocasionalmente, la administración virreinal fomentó la economía tradicional con el fin de extraer tributo en la forma de cerámica o textiles de algodón, aunque, por lo general, estos fueron elaborados según las especificaciones europeas. Las creencias religiosas y los idiomas mayas persistieron, a pesar de los grandes esfuerzos por eliminarlos por parte de los religiosos católicos. El tzolk'in, el calendario ritual de 260 días, sigue en uso en las comunidades mayas modernas en las tierras altas de Guatemala y Chiapas, y millones de hablantes de idiomas mayas habitan el territorio en el que sus antepasados desarrollaron su civilización.

## Estudio de la civilización maya

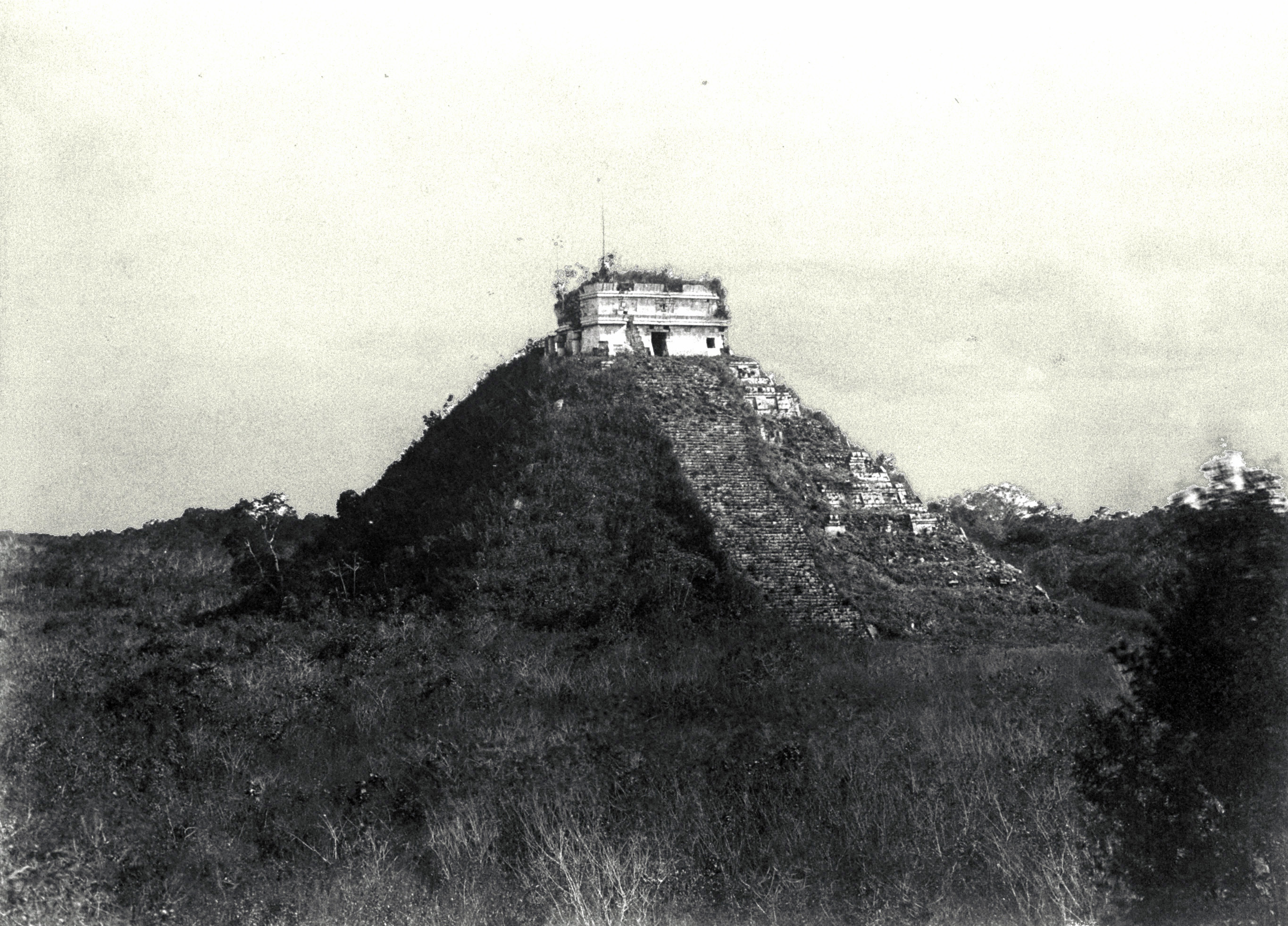
Fotografía de 1892 del Templo de Kukulkán en Chichén Itzá, por Teoberto Maler.

Los agentes de la Iglesia católica escribieron relatos detallados de los mayas para apoyar sus esfuerzos de evangelización y de absorción en el Imperio español. Esto fue seguido por varios sacerdotes españoles y funcionarios virreinales que dejaron descripciones de las ruinas que visitaron en Yucatán y América Central. En 1839, el escritor y viajero estadounidense John Lloyd Stephens visitó varios sitios con ruinas de ciudades mayas, junto con el arquitecto y dibujante inglés Frederick Catherwood. La publicación de los relatos ilustrados de las ruinas provocaron gran interés, y trajeron la civilización maya a la atención del mundo. La segunda mitad del siglo xix vio el registro y la recuperación de relatos etnohistóricos de los mayas, y se dieron los primeros pasos en el desciframiento de los glifos mayas.

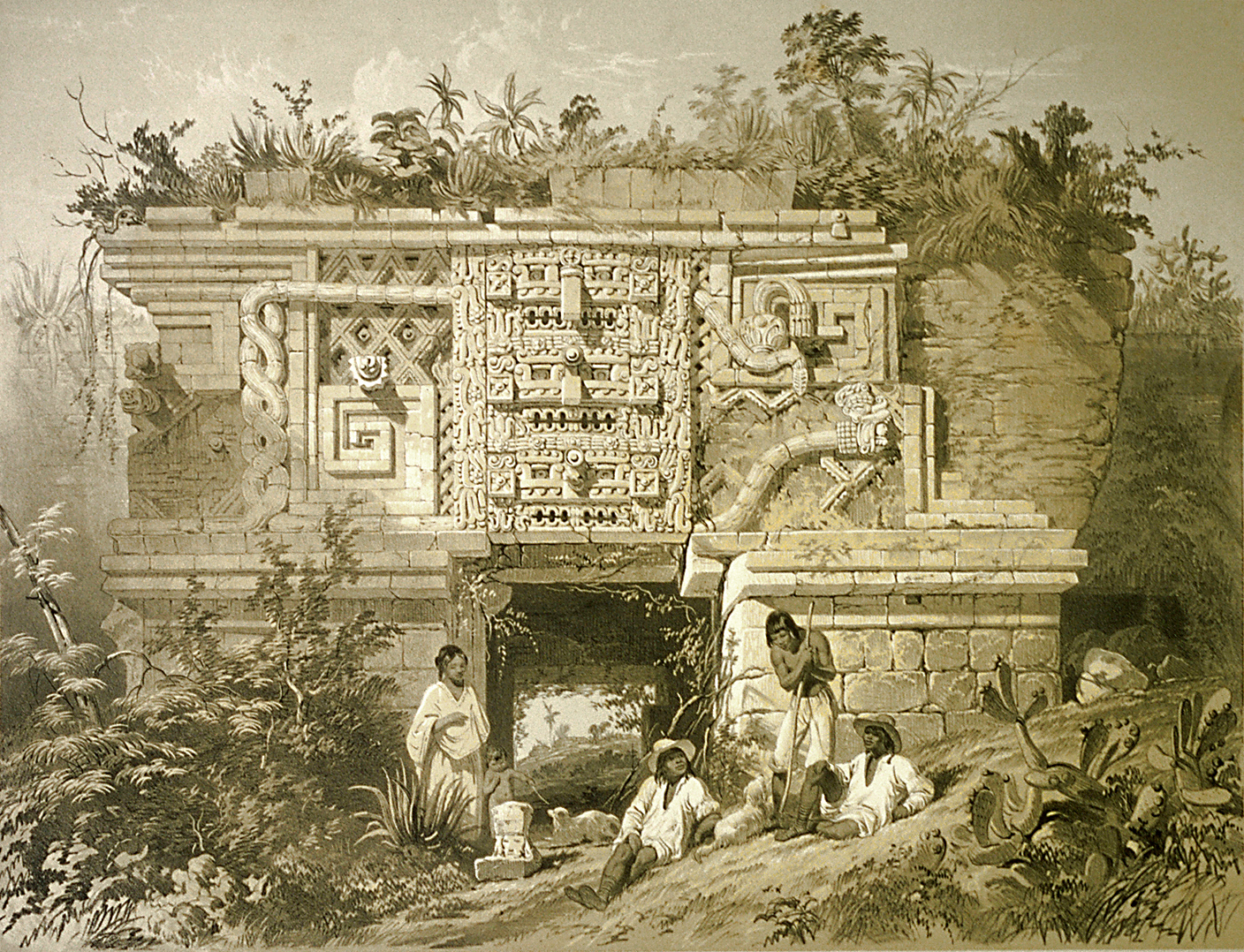
Dibujo por Frederick Catherwood del Cuadrángulo de las Monjas en Uxmal.

Durante las dos últimas décadas del siglo xix se inició la arqueología científica moderna en la región maya, con el trabajo minucioso de Alfred Maudslay y Teoberto Maler. A principios del siglo xx, el Museo Peabody decidió patrocinar excavaciones en Copán y en la península de Yucatán. En las dos primeras décadas del siglo xx, se lograron avances en el desciframiento del calendario maya, así como en la identificación de las deidades, fechas y conceptos religiosos. Desde la década de 1930 en adelante, el ritmo de exploración arqueológica aumentó considerablemente, y se llevaron a cabo excavaciones a gran escala en toda la región maya.

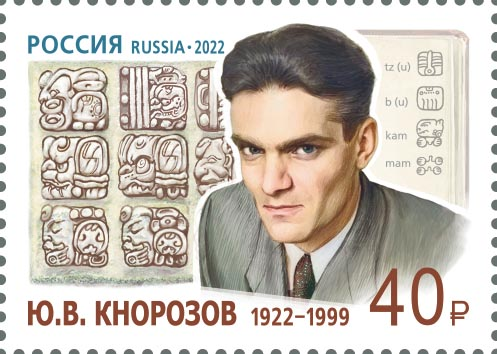
Timbre postal Yuri Knórozov

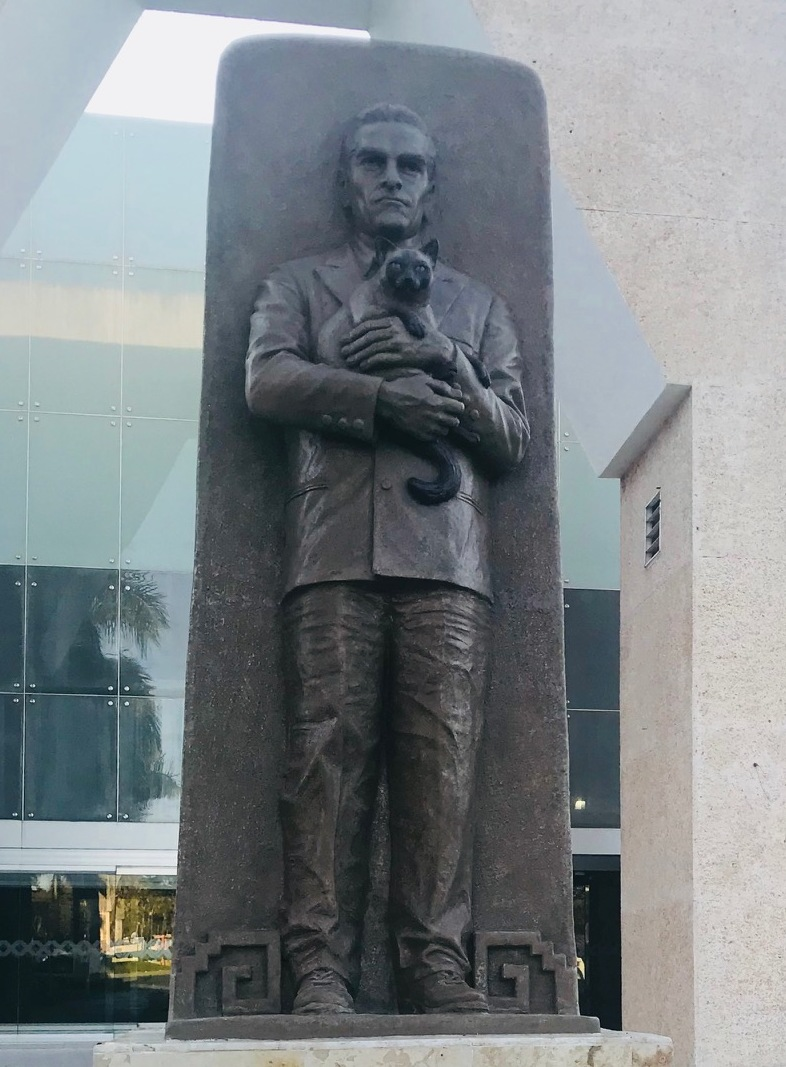
Monumento a Yuri Knórosov en Mérida, Yucatán, México ubicado en el patio de acceso al Museo del Mundo Maya. Obsequio del pueblo ruso al pueblo maya de Yucatán (2018).

En la década de 1960, el distinguido mayista J. Eric S. Thompson promovió la idea de que las ciudades mayas serían centros ceremoniales esencialmente vacantes que servían a una población dispersa en la selva, y que la civilización maya hubiera sido regida por sacerdotes-astrónomos pacíficos. Estas ideas empezaron a colapsar tras los importantes avances que se lograron en el desciframiento de la escritura maya en el siglo xx, liderados por Heinrich Berlin, Tatiana Proskouriakoff y Yuri Knorozov. Con los avances en la comprensión de la escritura maya que se lograron desde la década de 1950 en adelante, los textos revelaron las actividades bélicas de los reyes mayas clásicos, y ya no podía sostenerse la idea de que los mayas fuesen pacíficos. Minuciosas investigaciones del patrón de asentamiento de las ciudades mayas revelaron evidencia de grandes poblaciones urbanas, poniendo fin al modelo del centro ceremonial vacante.

## Organización política y territorial

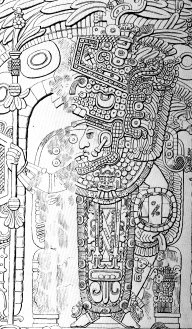
Dibujo de Jasaw Chan Kawiil, una de lo más famosos Ahau de Tikal.

A diferencia de los aztecas e incas, el sistema político maya nunca incorporó toda el área cultural maya en un solo Estado o imperio. Más bien, a lo largo de su historia, el área maya estaba conformada de una mezcla de complejidad política variable que incluía tanto Estados como cacicazgos. Los vínculos entre estas entidades políticas fluctuaron enormemente, ya que estaban involucrados en una compleja red de rivalidades, períodos de dominación o sumisión, vasallaje y alianzas. Ocasionalmente, algunas entidades políticas lograron el dominio regional, como Calakmul, El Caracol, Mayapán, y Tikal.
La primera evidencia fiable de la existencia de entidades políticas en las tierras bajas mayas se remonta al siglo ix a. C. Durante el Preclásico Tardío, el sistema político maya evolucionó hacia una forma teopolítica, donde la ideología de élite justificó la autoridad del gobernante, y se vio reforzada por la exhibición pública de los rituales y la religión. El rey divino era el centro del poder político, y ejercía un control absoluto sobre las funciones administrativas, económicas, judiciales y militares de la entidad política. La autoridad divina del gobernante era tal que el rey tenía la potestad de movilizar tanto la aristocracia como los plebeyos para la ejecución de grandes proyectos de construcción, al parecer sin recurrir a una fuerza policial ni un ejército permanente. Algunas entidades políticas utilizaron la estrategia de ampliar la administración y llenar los puestos administrativos con fieles seguidores en lugar de familiares consanguíneos. Dentro de una entidad política, los centros de población medianos habrían jugado un papel clave en la gestión de los recursos y el manejo de conflictos internos.
El panorama político maya era muy complejo, y las élites mayas se sirvieron de intriga política para obtener ventajas económicas y sociales sobre sus vecinos. En el Clásico Tardío, algunas entidades políticas alcanzaron un largo período de dominación sobre otras grandes entidades políticas, como el dominio de El Caracol sobre Naranjo durante medio siglo. En otros casos, se formaron redes de alianzas sueltas alrededor de una ciudad dominante. Los asentamientos fronterizos a menudo cambiaron de alianzas en el transcurso de su historia; generalmente se encontraron a medio camino entre las capitales de entidades políticas rivales, y en momentos diferentes podrían aliarse a uno u otro de sus vecinos dominantes, o bien actuar de forma independiente. Las capitales de las entidades políticas dominantes exigían tributo en forma de artículos de lujo de los centros poblados subyugados. El poder político maya se vio reforzado por el poder militar, y la captura y humillación de guerreros enemigos jugó un papel importante en la cultura de la élite. Un sentido preponderante de orgullo y honor entre la aristocracia guerrera pudiera dar lugar a disputas y vendettas extendidas, resultando en inestabilidad política y fragmentación de las entidades políticas.

## Sociedad
A partir del Preclásico Temprano, la sociedad maya se caracterizaba por una estricta división entre la élite y los plebeyos. Con el crecimiento de la población en el curso del tiempo, varios sectores de la sociedad se volvieron cada vez más especializados y la organización política se hizo cada vez más compleja. Por el Clásico Tardío, cuando la población había crecido considerablemente, y cientos de ciudades estaban conectados en una compleja red de jerarquías políticas, se multiplicó el segmento de los ricos en la sociedad maya. También puede haberse desarrollado una clase media, compuesta de artesanos, funcionarios y sacerdotes de bajo rango, comerciantes y soldados. Los plebeyos incluían campesinos, sirvientes, obreros y esclavos. De acuerdo a los relatos indígenas, la tierra era propiedad comunal de las casas nobles, o clanes. Los clanes sostenían que la tierra era propiedad de los antepasados del clan, y los vínculos entre la tierra y los ancestros fueron reforzadas por el entierro de los muertos dentro de los complejos residenciales de cada clan.

### Rey y corte

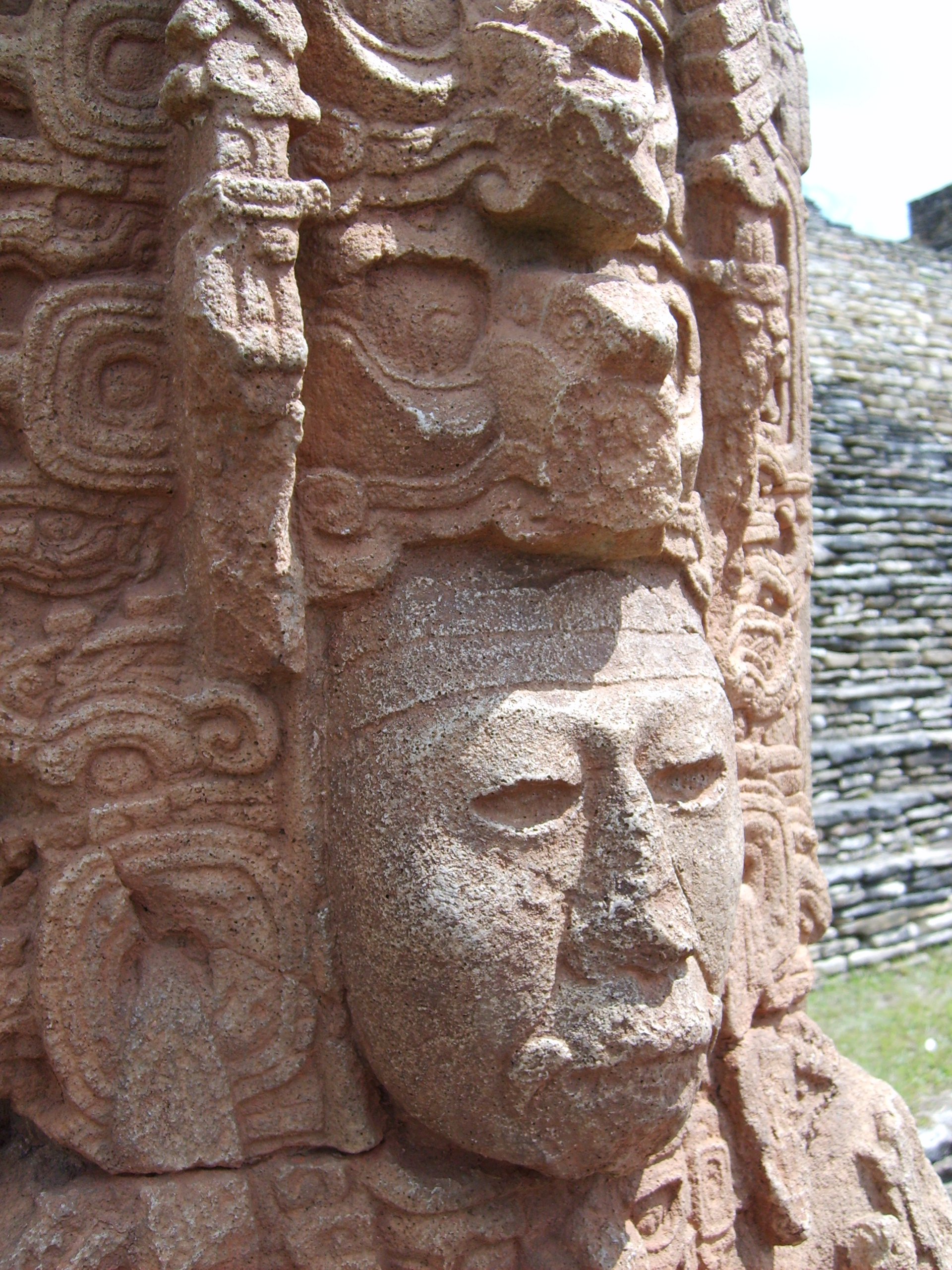
Estela de Toniná que representa el rey Bahlam Yaxuun Tihl del siglo iv.

El Estado maya clásico se centraba en una cultura real que tuvo expresión en todos los ámbitos del arte maya clásico. El rey era el gobernante supremo, y tenía un estatus semidivino que le permitió actuar como mediador entre el reino de los dioses y el de los mortales. Desde tiempos muy antiguos, los reyes fueron identificados específicamente con el joven dios del maíz, cuyo don del maíz constituyó la base de la civilización mesoamericana. La sucesión al trono era patrilineal, y el poder real solo se transfirió a las reinas si no había otra opción de evitar la extinción de la dinastía. Por lo general, el poder se transfirió al hijo mayor. Un príncipe joven era denominado ch'ok («joven»), aunque posteriormente, esta palabra se refería a la nobleza en general. El heredero del trono real era conocido como b'aah ch'ok («joven principal»). Los diferentes hitos de la infancia del príncipe joven fueron marcados por rituales; el más importante era una ceremonia de derramamiento de sangre a la edad de cinco o seis años. Aunque la pertenencia a la línea de sangre real se consideraba de suma importancia, el heredero también tenía que destacar como líder de guerra, lo que podía demostrar con la toma de prisioneros de guerra. La entronización de un nuevo rey era una ceremonia elaborada, compuesta de una serie de actos diferentes, incluyendo la entronización sobre un cojín de la piel de jaguar, sacrificios humanos, y la otorgación de los símbolos del poder real, como una diadema llevando una representación de jade del llamado «dios bufón», un tocado elaborado, adornado con plumas del quetzal, y un cetro con la representación del dios K'awiil.
La administración política maya, basada en torno a la corte real, no tenía un carácter burocrático. El gobierno era jerárquico y los cargos oficiales eran patrocinados por los miembros de alto rango de la aristocracia; los funcionarios tendían a ser ascendidos a cargos superiores durante el curso de sus vidas. A los funcionarios se referían como siendo la «propiedad» de su patrocinador, y esta relación continuaría incluso después de la muerte del patrocinador. La corte real maya era una institución política vibrante y dinámica. No tenía una estructura fija, sino que cada entidad política formó una corte real adaptada a su propio contexto. Los epigrafistas que tradujeron las inscripciones mayas clásicas lograron identificar un número de títulos reales y nobles. Ajaw se traduce generalmente como «señor» o «rey». En el Clásico Temprano, el ajaw era el gobernante de una ciudad. Luego, con el aumento de la complejidad social, ajaw se refirió a un miembro de la clase dominante; una ciudad importante podría tener más de un ajaw, cada uno gobernando diferentes distritos de la ciudad. Los gobernantes supremos se distinguieron de la nobleza extendida anteponiendo la palabra k'uhul a su de título de ajaw. El título de k'uhul ajaw, o «divino señor», era inicialmente reservado para los reyes de las dinastías reales más prestigiosas y antiguas. Kalomte era un título real, cuyo significado exacto aún no se ha descifrado, que fue únicamente utilizado por los más poderosos reyes de las dinastías más fuertes. Se refirió a un señor supremo, o Gran Rey, un título que solo estaba en uso durante el periodo Clásico. Por el Clásico Tardío, el poder absoluto del ajaw k'uhul se vio debilitado después de la diversificación del sistema político con la inclusión de una aristocracia más amplia, que en aquel época pudiera haber sido desproporcionada.

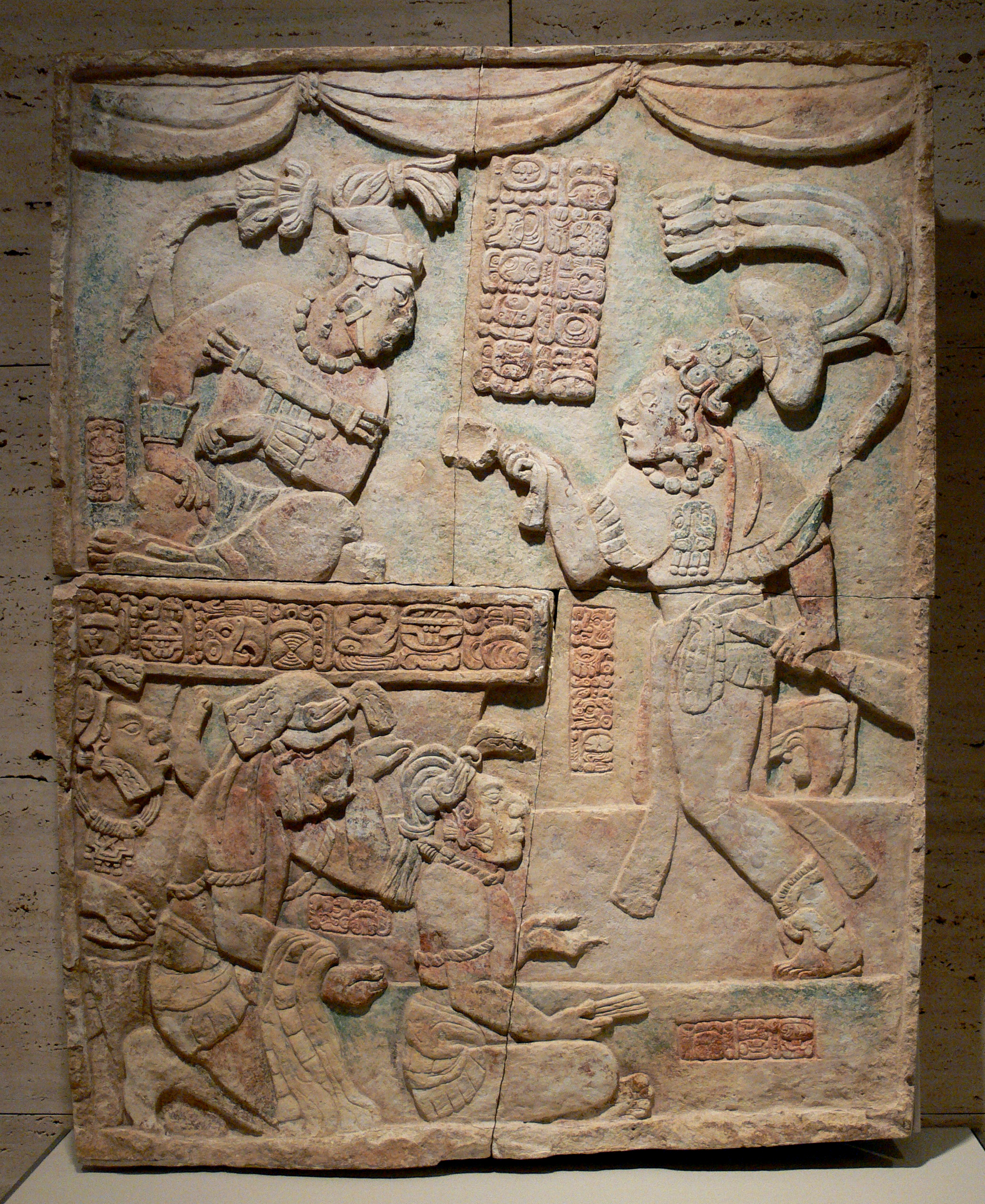
Escultura del periodo Clásico, que muestra el sajal Aj Chak Maax presentando cautivos al gobernante Itzamnaaj B'alam III de Yaxchilán.

El título de sajal se situaba debajo del de ajaw, y se refirió a un señor servil. Un sajal sería un señor de una ciudad de segundo o tercer nivel, sumiso a un ajaw, quien a su vez sería subordinado a un kalomte. El sajal era a menudo un capitán de guerra, o un gobernador regional, y las inscripciones mayas suelen vincular el título de sajal a la guerra; son frecuentemente mencionados como dueños de prisioneros de guerra. El significado de Sajal era «el temido». Los títulos de ah tz'ihb y ah ch'ul hun estaban vinculados a los escribas. El ah tz'ihb era un escriba real, por lo general un miembro de la familia real; el ah ch'ul hun era el Guardián de los Libros Sagrados, un título estrechamente asociado con el de ajaw, indicando que solo un ajaw podía llevar el título de ah Ch'ul hun. Otros títulos cortesanos, cuyas funciones no son bien conocidas, eran yajaw k'ahk («El Señor del Fuego»), ti'huun y ti'sakhuun. Estos dos últimos podrían ser variaciones del mismo título, y Mark Zender sugirió que su titular pudiera haber sido el portavoz del gobernante. La gran mayoría de los títulos cortesanos eran masculinos, y en aquellas raras ocasiones en las que se aplicaron a una mujer, parecen haber sido utilizado como títulos honoríficos para la realeza femenina. En las inscripciones glíficas de las ciudades clásicas, se asociaba frecuentemente los miembros de la élite con ciertas estructuras arquitectónicas, lo que puede indicar que los titulares de estos cargos eran los propietarios de estas estructuras, o que ciertas estructuras eran focos importantes para sus actividades. El lakam era posiblemente el único titular de un oficio en la corte real que no pertenecía a la élite. Solo había un lakam en las ciudades mayores, y aparentemente era el responsable de la recaudación de tributo de los distritos locales.

### Plebeyos
Se estima que los plebeyos comprendían más del 90 % de la población, pero se sabe relativamente poco acerca de ellos. Sus casas eran generalmente construidas de materiales perecederos, cuyos restos dejaron pocas huellas en el registro arqueológico. Algunas viviendas de plebeyos estaban construidas sobre plataformas bajas que pueden ser identificadas, pero esto no fue el caso para la mayoría de las casas. La detección de estas viviendas de bajo estatus solo es posible con el uso a gran escala de la teledetección para investigar terrenos aparentemente vacíos. La gama de plebeyos era muy amplia; se componía de todas las personas que no pertenecían a la nobleza, desde los agricultores más pobres a los artesanos ricos y los plebeyos que servían en puestos burocráticos. Los plebeyos se dedicaban a actividades de producción esenciales, incluyendo la de productos destinados para la élite, como algodón y cacao, así como cultivos de subsistencia para su propio uso, y artículos utilitarios como la cerámica y herramientas de piedra. Los plebeyos también participaban en las guerras, y podrían avanzar socialmente al ser reconocidos como guerreros destacados. Los plebeyos pagaban impuestos a la élite en la forma de productos de primera necesidad, como la harina de maíz y la carne de animales silvestres. Es probable que los plebeyos trabajadores que mostraban iniciativa y que poseían habilidades excepcionales, pudieran convertirse en miembros influyentes de la sociedad maya.

## Guerra
La guerra era común en el mundo maya. Se pusieron en marcha campañas militares por diferentes razones, incluyendo el control de las rutas comerciales y tributo, incursiones para tomar prisioneros, o una escalación de la guerra hasta alcanzar la destrucción completa de un estado enemigo. Poco se sabe acerca de la organización militar maya, ni de la logística y formación militar. La guerra es representada en el arte maya del periodo Clásico, y las batallas y victorias son mencionadas en las inscripciones glíficas. Sin embargo, las inscripciones no proporcionan información sobre las causas de la guerra, o la forma que tomó. En los siglos viii y ix, una guerra intensiva culminó en la caída de los reinos de la región de Petexbatún en el oeste de Petén. El rápido abandono de Aguateca por sus habitantes, ofreció la inesperada oportunidad de examinar los restos del armamento maya in situ. Enemigos desconocidos atacaron Aguateca alrededor de 810 d. C., superaron sus formidables defensas y quemaron el palacio real. Los habitantes de la élite de la ciudad huyeron o fueron capturados, y nunca regresaron para recuperar su propiedades abandonadas. Los habitantes de la periferia abandonaron el lugar poco después. Esto es un ejemplo de una guerra intensiva llevada a cabo con el fin de eliminar por completo un estado rival, en lugar de someterlo. La investigación en Aguateca indicó que los guerreros del periodo Clásico eran principalmente miembros de la élite.
Ya desde el período Preclásico, se esperaba que el gobernante de una entidad política maya fuese un líder de guerra distinguido, y a menudo se le representaba con cabezas trofeo colgando de su cinturón. En el período clásico, tales cabezas trofeo ya no aparecieron al cinturón del rey; más bien, los reyes del período Clásico fueron frecuentemente representados parado sobre los prisioneros de guerra humillados. Hasta finales del período Posclásico, los reyes mayas dirigían como comandantes de guerra. Las inscripciones mayas del periodo Clásico mostraron que el rey derrotado podría ser capturado, torturado y sacrificado. Los españoles relataron que los líderes mayas mantenían registro de los movimientos de tropas en libros pintados. El resultado de una exitosa campaña militar podría variar en su impacto sobre la entidad política derrotada. En algunos casos, ciudades enteras fueron saqueadas y nunca más reasentadas, como ocurrió en Aguateca. En otros casos, los vencedores se apoderaron de los gobernantes derrotados, sus familias y las representaciones de sus dioses patronos. Los nobles capturados y sus familias podrían ser encarcelados o sacrificados. El resultado menos severo de la gama de posibilidades sería que la entidad política derrotada se viera obligada a pagar tributo al vencedor.

### Guerreros
Del período de contacto con los españoles se sabe que ciertos puestos militares eran limitados a los miembros de la aristocracia, y que se transmitían por sucesión patrilineal. Es probable que el titular de un cargo militar específico enseñara a su sucesor el conocimiento especializado inherente al cargo, incluyendo la estrategia, el ritual y las danzas de guerra. Los ejércitos mayas del periodo de contacto con los españoles eran muy disciplinados, y los guerreros participaban en simulacros y ejercicios de entrenamiento regulares; todos los varones adultos y sanos estaban disponibles para el servicio militar. Los estados mayas no mantuvieron ejércitos permanentes; los guerreros fueron reunidos por funcionarios locales que respondieron a los líderes de guerra. También había unidades de mercenarios a tiempo completo que siguieron a los líderes permanentes. Sin embargo, la mayoría de los guerreros no servía a tiempo completo, y eran principalmente agricultores, que por lo general se dedicaban a sus cultivos en vez de participar en la guerra. Por lo general, el objetivo de la guerra maya no era la destrucción del enemigo, sino la toma de prisioneros y el saqueo.

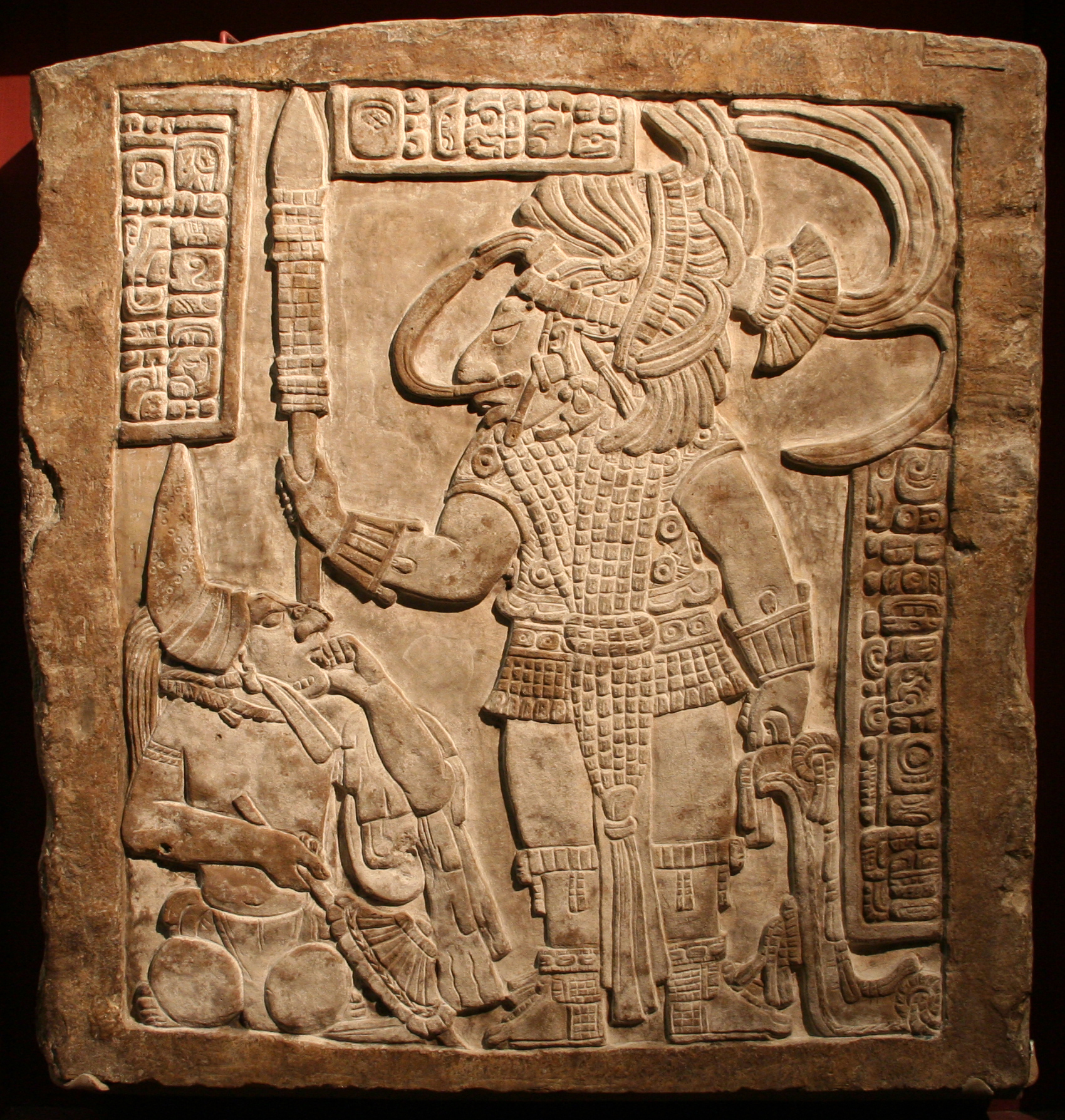
Dintel 16 de Yaxchilán, que representa al rey Yaxun B'alam en atuendo guerrero.

Existe alguna evidencia de que, a partir del período Clásico, las mujeres tenían ciertas funciones de apoyo en la guerra, pero no actuaron como oficiales militares, con la excepción de aquellas raras instancias en que una reina era la gobernante suprema. Hacia el Posclásico, las crónicas nativas sugieren que las mujeres a veces lucharon en el campo de batalla.

### Armas
El  atlatl  (lanzadardos) fue introducido en la región maya por Teotihuacán en el Clásico Temprano. El atlatl es un palo de 0,5 m de largo, con un extremo entallado para colocar un dardo o jabalina. El palo se utilizó para lanzar el misil con más fuerza y precisión que podría lograrse simplemente lanzando con el brazo. Las puntas de piedra recuperadas en Aguateca indican que los dardos y lanzas eran las armas principales del guerrero maya del periodo Clásico. Los plebeyos utilizaron cerbatanas como arma de guerra, las que también sirvieron para la caza.
El arco y flecha fue otra arma utilizada por los antiguos mayas, tanto para la guerra como la caza. Aunque se utilizaba en la región maya durante el periodo Clásico, su uso como arma de guerra no fue favorecida, y no se convirtió en un arma de guerra común hasta el Posclásico. Durante el periodo de contacto con los españoles, los mayas utilizaron también un arma parecida al mandoble, hecha de madera fuerte con hojas cortantes de obsidiana, semejante al macuahuitl azteca. Los guerreros mayas usaban unas armaduras corporales fabricadas con algodón acolchado que había sido empapado en agua salgada para endurecerlas; la armadura resultante comparó favorablemente con la de acero usada por los españoles durante la conquista. Los guerreros llevaban escudos de madera o cuero, decorados con plumas y pieles de animales.

## Economía

### Comercio

#### Desarrollo

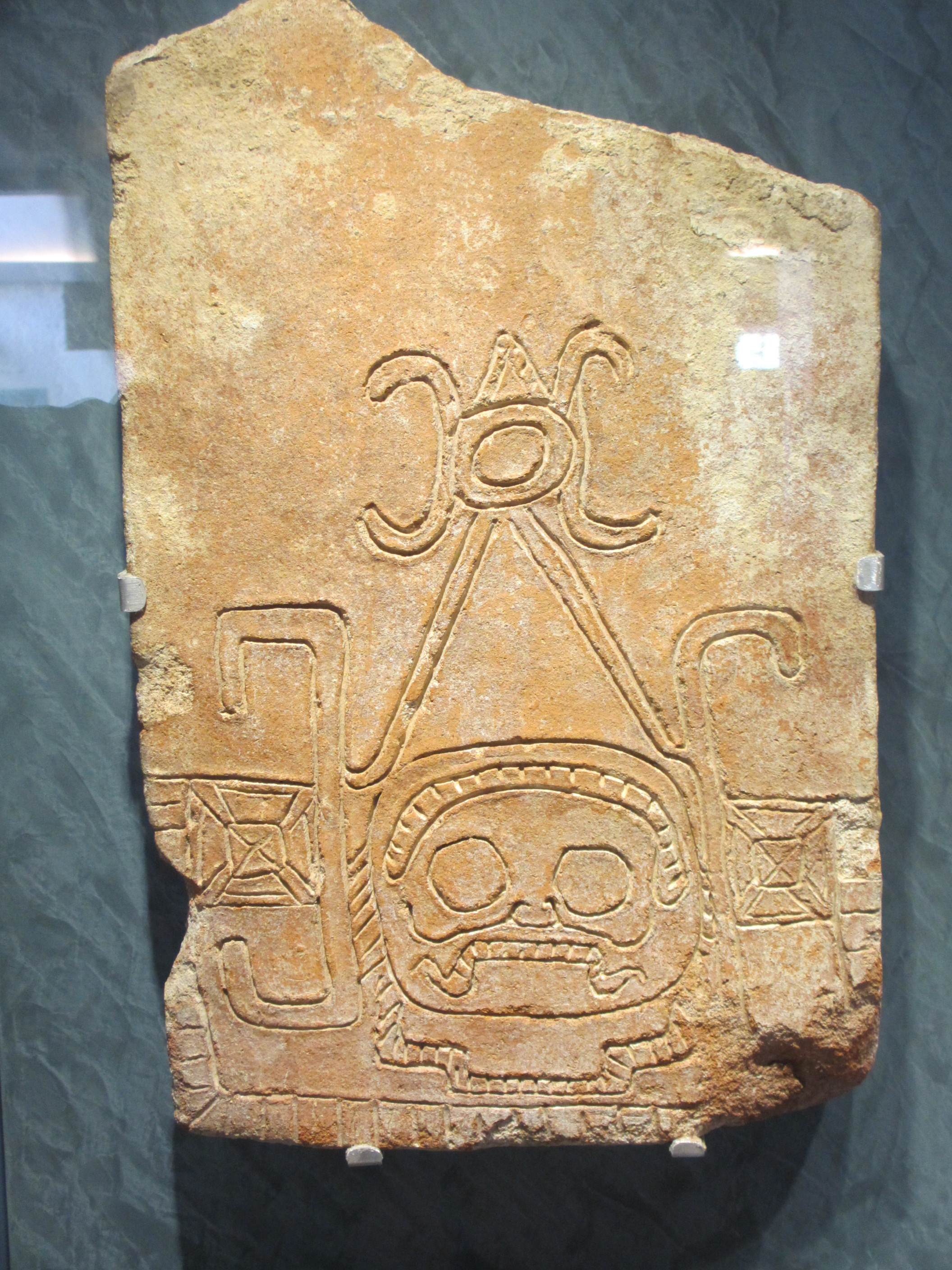
Representación de Ek Chua (dios del comercio), labrado en un ladrillo descubierto en Comalcalco.

El comercio era un componente clave de la sociedad maya, y esencial para el desarrollo de la civilización maya. Las ciudades que crecieron hasta convertirse en las más importantes, por lo general controlaron el acceso a los bienes comerciales vitales, o a las rutas de portaje. Ciudades como Kaminaljuyú y Q'umarkaj en las tierras altas de Guatemala, y El Tazumal en El Salvador, controlaban diversamente el acceso a los yacimientos de obsidiana en diferentes momentos de la historia maya. Las ciudades más importantes del norte de la península de Yucatán controlaban el acceso a las fuentes de sal. Durante el Posclásico, los mayas estaban involucrados en un floreciente tráfico de esclavos en la región mesoamericana.
Los mayas de Tabasco realizaron un intercambio comercial intenso que abarca del periodo Clásico al Posclásico maya (del 600 d. C. al 900 d. C.), a través de una extensa red de comunicación fluvial, que los convertiría en los grandes comerciantes de la región Mesoamericana. Comalcalco fue de gran importancia durante el periodo Clásico, como parte de las rutas comerciales en el sur de Mesoamérica. Esto es evidente al descubrirse yugos, hachas y materiales líticos de Veracruz, Hidalgo y Guatemala e iconografía del altiplano central, hachas de cobre provenientes de lo que hoy es Michoacán, así como también machacadores de piedra y de papel amate originarios de la zona actual de Puebla. Por otra parte en Veracruz y Campeche se han hallado figurillas y cerámicas con todo el estilo maya de Comalcalco.
Las ciudades del oriente de Tabasco también fueron importantes centros comerciales, San Claudio era un importante centro exportador de puntas de flecha hechas de pedernal las cuales eran comercializadas a muchas ciudades algunas tan lejanas como Nito en Guatemala y Naco en Honduras. Moral Reforma, Pomoná y Panhalé fueron puertos fluviales por los cuales los mayas controlaban el paso de mercancías provenientes de las montañas del Petén guatemalteco hacia la costa del Golfo de México. En el posclásico, Potonchán fue un importante puerto comercial, que intercambiaba mercancías desde el Altiplano central hasta la costa hondureña, por su parte Xonuta era un gran centro manufacturero de cerámica, la mercancía era comercializada a muchas ciudades lejanas como Chactemal y Bakhalal en la costa del Caribe.
Los mayas participaban en el comercio a larga distancia en la región maya, Mesoamérica, y más allá. En Mesoamérica, las rutas comerciales se centraron sobre todo en el centro de México y la costa del golfo de México. En el Clásico Temprano, Chichén Itzá era el centro de una extensa red comercial que importaba discos de oro de Colombia y Panamá, turquesa de Los Cerrillos (Nuevo México). El comercio a larga distancia de productos de lujo y bienes utilitarios fue probablemente controlado por la familia real. Los bienes de prestigio obtenidos a través del comercio se utilizaron para el consumo por el gobernante de la ciudad, y como presentes de lujo para consolidar la lealtad de los vasallos y aliados. En la metrópolis distante de Teotihuacán, en el centro de México, se identificó una sección para comerciantes mayas que data del Clásico Temprano.
Las rutas comerciales no solo permitieron el intercambio de productos, sino también facilitaron el intercambio de personas e ideas a lo largo de Mesoamérica. Cambios en las rutas comerciales se produjeron en función del auge y la caída de ciudades importantes de la región maya, y ocurrieron durante cada reorganización importante de la civilización maya, como el surgimiento de la civilización maya del Preclásico, la transición hacia el Clásico, y el colapso del Clásico Terminal. Incluso la conquista española no puso fin inmediatamente a toda la actividad comercial maya; por ejemplo, los choles del Manché del período de la conquista intercambiaron cultivos de prestigio como cacao, achiote y vainilla en el área virreinal de Verapaz.

#### Comerciantes
Poco se sabe acerca de los comerciantes mayas, a pesar de que fueron representados en la cerámica maya en vestidos finos y nobles. Por ello se sabe que al menos algunos comerciantes eran miembros de la élite. También se sabe que la nobleza maya participaba en expediciones comerciales de larga distancia durante el período de contacto con los españoles. La mayoría de los comerciantes pertenecía a la clase media y se dedicaba principalmente al comercio local y regional en lugar del prestigioso comercio de larga distancia que fue más bien el dominio exclusivo de la élite. Los viajes comerciales en territorios extranjeros peligrosos se compararon con un pasaje por el inframundo; las deidades patronas de los comerciantes eran dos dioses del inframundo llevando mochilas. Cuando los comerciantes salían para viajar, iban fuertemente armados y pintados de negro, al igual que sus deidades patronas.
Los mayas no tenían animales de carga, por lo que todos los productos comerciales se transportaban en las espaldas de porteadores cuando iban por tierra; si la ruta comercial siguió el curso de un río o la costa, los productos se transportaban en canoas. Cristóbal Colón encontró una larga canoa comercial maya a lo largo de la costa de Honduras durante su cuarto viaje. La canoa había sido elaborada a base de un largo tronco ahuecado y tenía un techo de hojas de palma. Tenía un ancho de 2,5 m y fue propulsada por 25 remeros. Transportaba productos comerciales como cacao, obsidiana, cerámica, textiles, hachas y cascabeles de cobre, así como alimentos y bebidas para la tripulación. Se utilizó el cacao como moneda (aunque no exclusivamente), y su valor era tal que a veces fue falsificada mediante la eliminación de la carne de la vaina, sustituyéndola con tierra o cáscara de aguacate.

#### Mercados
Los mercados son difíciles de identificar en el registro arqueológico. Sin embargo, los españoles relataron sobre una próspera economía de mercado cuando llegaron en la región. En algunas ciudades del período Clásico, los arqueólogos identificaron provisionalmente a las estructuras arquitectónicas de mampostería en estilo arcada formal y alineaciones paralelas de piedras dispersas como las bases permanentes de puestos de mercado. Un estudio de 2007 analizó los suelos de un mercado guatemalteco moderno y comparó los resultados con los que se obtuvieron a partir del análisis en un posible antiguo mercado en Chunchucmil. En ambos sitios se encontraron niveles inusualmente altos de fósforo y zinc lo que indica la existencia de una actividad similar de producción de alimentos y venta de verduras. La densidad calculada de los puestos de mercado en Chunchucmil sugiere que ya existía una próspera economía de mercado en el Clásico Temprano. Tras combinar la arqueología y el análisis de suelos, los arqueólogos lograron identificar provisionalmente los mercados en un número creciente de ciudades mayas. Durante el Posclásico, en la época del contacto con los españoles, las ciudades del altiplano tenían mercados en plazas permanentes, que contaban con la presencia de funcionarios para resolver disputas, hacer cumplir las normas, y recaudar impuestos.

### Agricultura

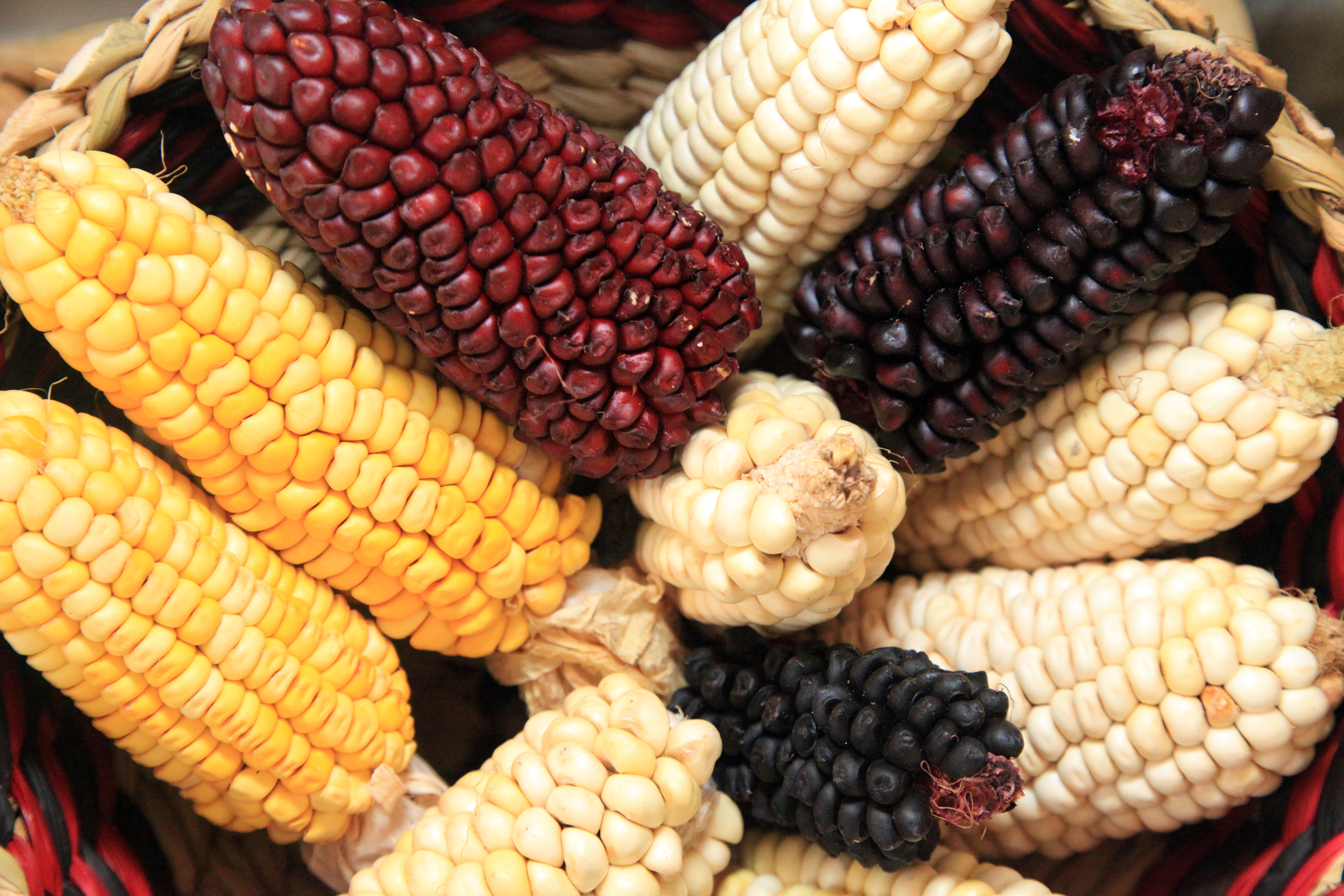
El maíz era un alimento básico de la dieta maya.

Los antiguos mayas tenían métodos variados y sofisticados para la producción de alimentos. Previamente, se creía que la agricultura itinerante (tala y quema) proporcionaba la mayor parte de los alimentos, pero hoy en día se piensa que los campos elevados permanentes, los bancales, la jardinería/horticultura intensiva, los jardines forestales y los barbechos gestionados también fueron cruciales para sustentar las grandes poblaciones del periodo Clásico en algunas áreas. La evidencia de estos diferentes sistemas agrícolas persiste en el presente; por ejemplo, con fotografías aéreas es posible distinguir campos elevados conectados por canales. En las zonas que habían sido densamente pobladas en la época precolombina, la composición contemporánea de las especies selváticas muestra una abundancia significativamente mayor de especies con valor económico para los antiguos mayas, y los registros de polen en los sedimentos de los lagos en Mesoamérica sugieren que, desde al menos 2500 a. C., el maíz, la yuca, el girasol, el algodón, y otras plantas, se cultivaron en asociación con la deforestación.
Los alimentos básicos de la dieta maya eran el maíz, los frijoles, y las calabazas. Estos se complementaban con una amplia variedad de otras plantas, cultivadas en jardines o recolectadas en la selva. Como consecuencia de una erupción volcánica en Joya de Cerén, se conservó un registro de los alimentos almacenados en los hogares mayas, que incluía chiles y tomates. Semillas de algodón estaban en proceso de ser molidas, posiblemente para producir aceite de cocina. Además de los alimentos básicos, los mayas produjeron también cultivos de prestigio, como el algodón, el cacao y la vainilla. El cacao fue especialmente apreciado por la élite, que consumía bebidas de chocolate. El algodón fue hilado, teñido y tejido para producir valiosos textiles para el comercio.
Los mayas tenían pocos animales domésticos; Los perros fueron domesticados por el año 3000 a. C., y el pato criollo por el Posclásico Tardío. Los pavos ocelados no eran adecuados para la domesticación, pero fueron capturados en la naturaleza y enjaulados para el engorde. Todos estos animales eran destinados al consumo; los perros se utilizaron también para la caza. Es posible que los ciervos también fuesen encerrados para el engorde.

## Arte
El arte maya es en esencia el arte de la corte real. Trata casi exclusivamente de la élite maya y su mundo. El arte maya, elaborado a partir de materiales perecederos y no perecederos, sirvió para conectar los mayas con sus antepasados. Aunque el arte maya sobreviviente solo constituye una pequeña porción de lo que los mayas crearon, trata de una variedad más amplia de temas que cualquier otra tradición de arte en América. Tiene muchos estilos regionales, y es único en la América antigua por contar con texto narrativo. El arte maya más elaborado data del Clásico Tardío.
Los mayas mostraron una preferencia para el color verde o azul-verde, y utilizaron la misma palabra para los colores azul y verde. En consecuencia, pusieron un alto valor en jade verde y otras piedras verdes, asociándolas con el dios del Sol K'inich Ajau. Esculpieron artefactos que incluían desde cuentas y teselas finas, hasta cabezas talladas con un peso de 4,42 kg. La nobleza maya practicaba la modificación dental, y algunos señores llevaban incrustaciones de jade en sus dientes. Las máscaras funerarias de mosaico también pudieron ser elaboradas de jade, como la de K'inich Janaab' Pakal, el rey de Palenque.
La escultura de piedra maya surgió en el registro arqueológico como una tradición ya completamente desarrollada, lo que sugiere que puede haber evolucionado a partir de la tradición de la escultura de madera Debido a la biodegradabilidad de la madera, el corpus del trabajo de madera ha desaparecido casi por completo. Los pocos artefactos de madera que han sobrevivido incluyen esculturas tridimensionales y paneles con glífos. Las estelas de piedra son comunes en los sitios de las ciudades, a menudo emparejadas con piedras circulares bajas, conocidas como «altares» en la literatura de la arqueología maya. La escultura de piedra también tomó otras formas, como los paneles en relieve de piedra caliza encontrados en Palenque y Piedras Negras. También se encontraron escaleras de piedra decoradas con esculturas en sitios como Yaxchilán, Dos Pilas, Copán, entre otros. La escalinata de los glifos de Copán se compone de 2200 glifos individuales y constituye el texto glífico maya más largo conocido.
Las esculturas mayas más grandes eran las fachadas arquitectónicas elaboradas con estuco. La forma aproximada se estableció en un revestimiento de yeso liso sobre la pared, y la forma tridimensional se construyó con pequeñas piedras. Por último, esto se revistió con estuco y se moldeó hasta alcanzar la forma definitiva; las formas del cuerpo humano fueron primero modeladas en estuco y luego se añadieron los trajes. Finalmente, la escultura de estuco fue pintada en colores vivos. Hacia el Preclásico Tardío, las fachadas de los templos fueron adornadas con máscaras de estuco gigantes, y este tipo de decoración continuó durante el periodo Clásico.
Los mayas tenían una larga tradición de pintura mural; en San Bartolo se excavaron murales polícromos exquisitos que datan de entre 300 y 200 a. C. Los diseños polícromos fueron pintados sobre paredes revestidos de yeso liso. La mayoría de estos murales ya no existe, pero se encontraron varios murales conservados —pintado en crema, rojo y negro— en las tumbas del periodo Clásico Temprano en Caracol, Río Azul y Tikal. Entre los murales mejor conservados destaca una serie de grandes pinturas del Clásico Tardío en Bonampak.
Por lo general, el pedernal, el sílex y la obsidiana tenían fines utilitarios en la cultura maya, pero también se hallaron muchas piezas que fueron finamente elaboradas en formas que nunca fueron destinadas a ser utilizadas como herramientas. Los pedernales excéntricos se encuentran entre los mejores artefactos líticos producidos por los antiguos mayas. En términos técnicos, eran muy difícil de producir, y requirían una habilidad considerable por parte del artesano. Los excéntricos de obsidiana más grandes pueden tener una longitud de hasta más de 30 cm. Su forma puede variar considerablemente, pero por lo general representan figuras humanas, animales y formas geométricas asociadas con la religión maya. Los pedernales excéntricos muestran una gran variedad de formas, tales como media lunas, cruces, serpientes y escorpiones. Los ejemplos más grandes y más elaborados muestran múltiples cabezas humanas de las que a veces se desprenden cabezas más pequeñas.
Los textiles mayas están mal representados en el registro arqueológico, a pesar de que —en comparación con otras culturas precolombinas, como los aztecas y la región andina— es probable que eran artículos de alto valor. Los arqueólogos recuperaron algunos fragmentos de textiles, pero la mejor evidencia para el arte textil es su representación en otros medios, como murales o cerámica pintada. Estas representaciones secundarias muestran la élite de la corte maya adornada con telas suntuosas; en general, éstos habrían sido de algodón, pero también se muestran pieles de jaguar y cueros de venado.
La cerámica es el tipo de arte maya más común en el registro arqueológico. Los mayas no tenían conocimiento de la rueda de alfarero, y los vasos fueron elaborados con la técnica del urdido a rollos para obtener la forma deseada. La cerámica maya no era esmaltada, aunque a menudo tenía un acabado fino, producido por bruñido. Se pintaba con un baño de arcilla mezclado con minerales y arcillas coloridas. Las técnicas de cocción de los antiguos mayas aún no han sido replicados. Un número de figurillas de cerámica extremadamente finas se hallaron en las tumbas del Clásico Tardío en la isla de Jaina, en el norte de Yucatán. Están de pie con una altura entre 10 y 25 cm y fueron modeladas a mano con mucho detalle. El corpus de cerámica policromada de estilo Ik, incluyendo placas finamente pintadas y recipientes cilíndricos, se originó en el Clásico Tardío en Motul de San José. Incluye una serie de características, como glifos pintados en un color rosado o rojo pálido y escenas de bailarines con máscaras. Una de las características más distintivas es la representación realista de los temas, tales como aparecieron en la vida real. Los temas de los vasos incluyeron la vida cortesana de la región de Petén, en el siglo viii d. C., tales como reuniones diplomáticas, fiestas, derramamientos rituales de sangre, escenas de guerreros y el sacrificio de los prisioneros de guerra.
El material óseo, tanto humano como animal, también fue esculpido; los huesos humanos pueden haber sido trofeos, o reliquias de los antepasados. Los mayas valoraron las conchas del género Spondylus, y las trabajaron para eliminar el exterior blanco y las espinas, y revelar el fino interior naranjado. Alrededor del siglo x d. C., la metalurgia llegó a Mesoamérica desde América del Sur y los mayas comenzaron a crear pequeños objetos de oro, plata y cobre. Por lo general trabajaron las hojas de metal martillándolas en objetos tales como cuentas, cascabeles y discos. En los últimos siglos antes de la conquista española, los mayas comenzaron a utilizar el método de la cera perdida para la fundición de pequeñas piezas de metal.

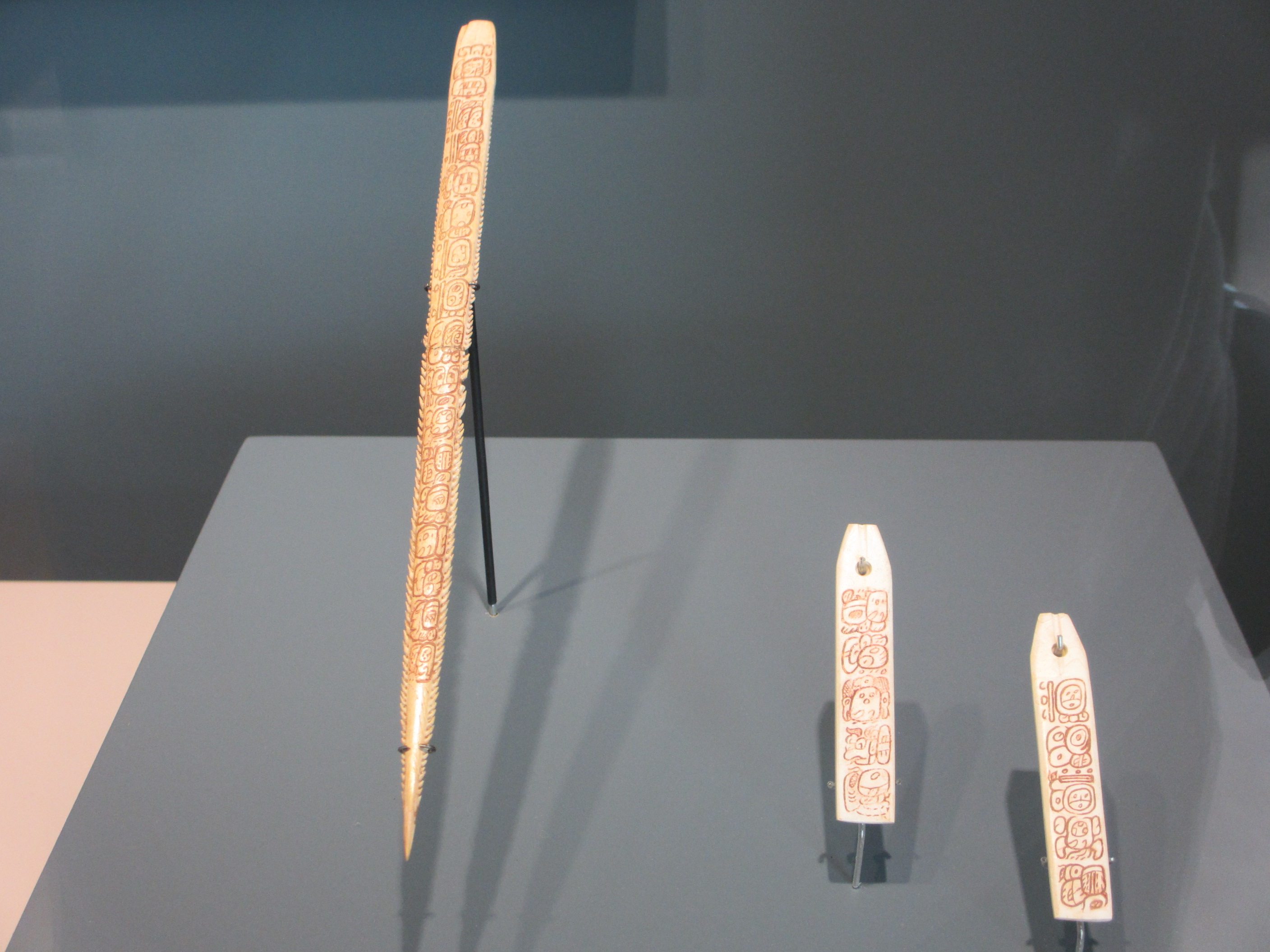
Espina de mantarraya grabada con 260 jeroglíficos que relata 14 años de la vida de Yajaw k´ahk´. Descubierta en Comalcalco.

Un área poco estudiado del arte popular maya es el de los grafitos. Grafitos adicionales, que no formaban parte de la decoración prevista, fueron grabados en el estuco de paredes interiores, pisos y bancos, en una amplia variedad de edificios, como templos, residencias y almacenes. Se encontraron grafitos en 51 sitios mayas, sobre todo en la cuenca del Petén, el sur de Campeche y la región de Chenes en el noroeste de Yucatán. En Tikal, se encontró una gran cantidad de grafitos, cuyo tema incluyó dibujos de los templos, personas, deidades, animales, banderolas, literas, y tronos. A menudo los grafitos se grabaron descuidadamente, y los dibujos se superponían entre sí y mostraron una mezcla de arte cruda, no refinada, y ejemplos de artistas familiarizados con las convenciones artísticas del período Clásico.

## Arquitectura

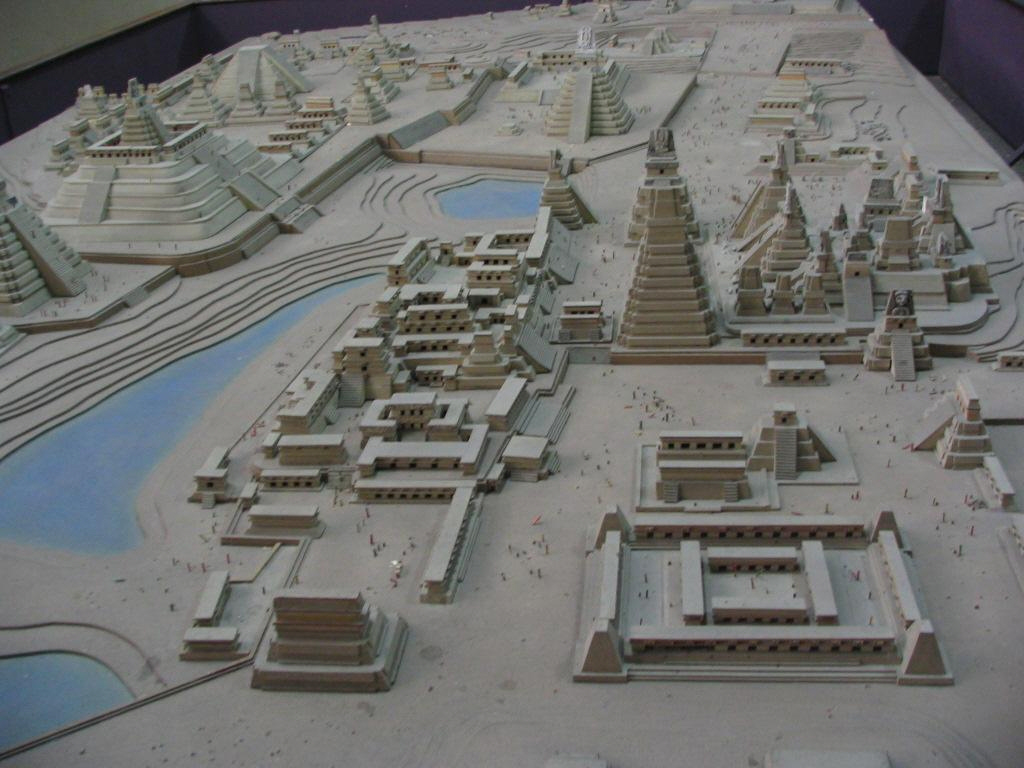
Reconstrucción del núcleo urbano de Tikal en el siglo vii d. C.

Los mayas produjeron una gran variedad de estructuras arquitectónicas y dejaron un extenso legado arquitectónico, que sitúan a la civilización maya entre las grandes civilizaciones preindustriales del mundo. No obstante se trató de una arquitectura poco audaz, por lo limitado de sus recursos constructivos y por no usar herramientas metálicas ni metal en sus construcciones. Tampoco aprovecharon las capacidades mecánicas de la piedra, ya que todavía no habían descubierto el arco de medio punto y la bóveda de cañón, sino que para ambos usaron la técnica de aproximación. La arquitectura maya también incorpora textos jeroglíficos y varias formas de arte. La arquitectura de mampostería de los mayas es evidencia de la existencia de especialización artesanal en la sociedad maya, así como una organización centralizada y los medios políticos para movilizar una gran fuerza de trabajo. Se estima que para la construcción de una gran residencia de élite en Copán se necesitaba unos 10 686 días-hombre; en comparación, para la vivienda de un plebeyo se necesitaba aproximadamente 67 días-hombre. Se estima además que el 65 % de la mano de obra requerida para construir una residencia noble fue utilizado para la extracción, el transporte, y el acabado de la piedra, y que se utilizó el 24 % de la mano de obra para la fabricación y aplicación del revestimiento de yeso. En total, se estima que se necesitaba dos o tres meses para la construcción de la residencia de un noble en Copán, utilizando entre 80 y 130 trabajadores a tiempo completo. Una ciudad del periodo Clásico como Tikal tenía una extensión de 20 km² y un núcleo urbano que cubrió 6 km². La mano de obra necesaria para construir una ciudad de este tamaño era inmensa, hasta muchos millones de días-hombre. Las estructuras más grandes construidas por los mayas, fueron erigidas durante el período Preclásico. Hacia el Preclásico Tardío la especialización artesanal requerida habría incluido a albañiles y yeseros dedicados, así como planificadores y arquitectos.

### Diseño urbano
Las ciudades mayas no eran formalmente planificadas y estaban sujetos a una expansión irregular, dando lugar a la adición no estructurada de palacios, templos y otros edificios. La mayoría de las ciudades mayas mostró una tendencia a crecer hacia el exterior desde el centro, y hacia arriba a medida que nuevas estructuras se superponían a las anteriores. 

### Materiales y métodos de construcción

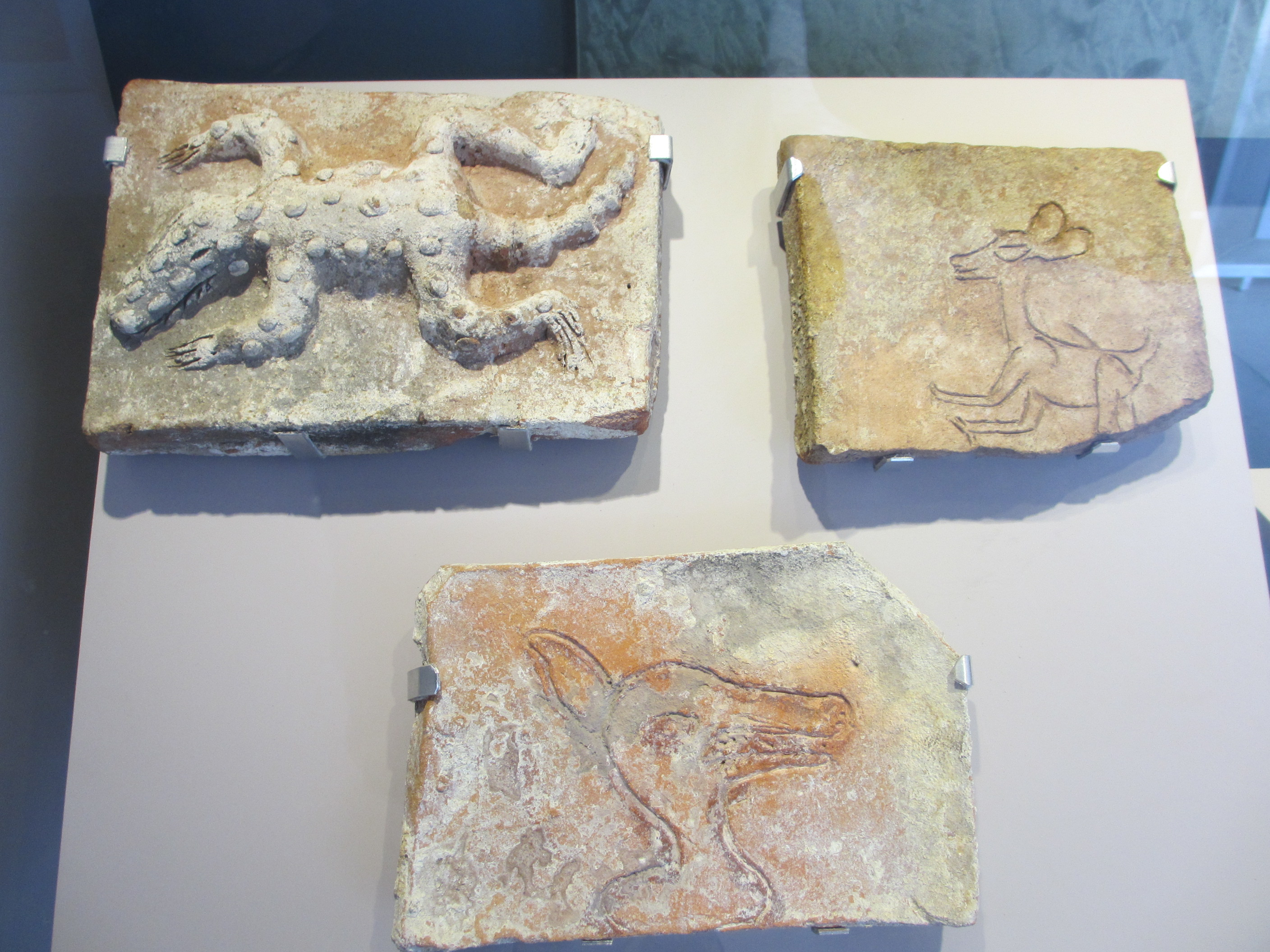
Ladrillo cocido de Comalcalco.

Los mayas construyeron sus ciudades con tecnología neolítica; las estructuras arquitectónicas se construyeron de piedra y materiales perecederos. El tipo de piedra utilizado en la construcción de mampostería variaba de acuerdo a los recursos locales disponibles, lo que también influyó el estilo de construcción. La piedra caliza estaba disponible en una extensa franja de la región maya. La piedra caliza local es relativamente suave cuando acaba de ser cortada, pero se endurece con la exposición al ambiente. Había una gran variedad en la calidad de la piedra caliza; piedra de buena calidad estaba disponible en la región del Usumacinta. En el norte de Yucatán, la piedra caliza utilizada para la construcción era de calidad relativamente baja. En Copán se utilizaba la toba volcánica, y en Quiriguá la arenisca local. Comalcalco no contaba con piedra adecuada en la cercanía, y se utilizó ladrillo cocido. Para producir cemento, yeso, y estuco, se quemó la piedra caliza a altas temperaturas. Se utilizó cemento a base de cal para fijar la piedra en su lugar, y los bloques de piedra fueron cortados con la abrasión con cuerdas y agua, y con herramientas de obsidiana. Los mayas no emplearon una rueda funcional, y todas las cargas fueron transportadas en literas, barcazas, o enrolladas en troncos. Se elevaron las cargas pesadas con una cuerda, probablemente sin utilizar poleas.
Para las vigas y los dinteles se utilizaba madera, incluso en estructuras de mampostería. A lo largo de la historia maya, las chozas comunes, y algunos de los templos, se construyeron con postes de madera y paja. También se utilizó el adobe, una mezcla de barro reforzado con paja, que se aplicó como recubrimiento de las paredes de palos tejidos. Al igual que la madera y paja, la construcción con adobe se utilizó a lo largo de la historia maya, incluso después del desarrollo de construcciones de mampostería. En el sur de la región maya, el adobe fue también utilizado para la arquitectura monumental si no se contaba con piedra adecuada en la cercanía.

### Principales tipos de construcción
Las grandes ciudades de la civilización maya contaban con templos piramidales, palacios, campos para el juego de pelota, sacbeob (calzadas), patios y plazas. Algunas ciudades también poseían sistemas hidráulicos o extensas murallas defensivas. La parte exterior de la mayoría de los edificios estaba pintada, ya sea en uno o varios colores, o con imágenes. Muchos edificios estaban adornados con esculturas o relieves de estuco pintado.

#### Palacios y acrópolis

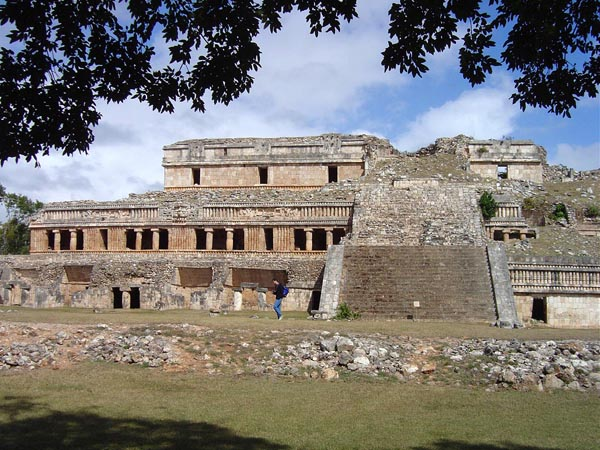
Palacio del Clásico Terminal en Sayil, ubicado en el norte de Yucatán

Estos complejos se encontraban normalmente en el centro de la ciudad, al lado de una plaza mayor. Los palacios mayas constaban de una plataforma que sostenía a una estructura de varios cuartos. El término acrópolis, en el contexto maya, se refiere a un complejo de estructuras construidas sobre plataformas con diferentes alturas. Los palacios y acrópolis eran esencialmente recintos residenciales de la élite. Por lo general, se extendieron horizontalmente, a diferencia de las altas pirámides mayas, y a menudo tenían un número limitado de puntos de acceso. Algunas estructuras de los acropolis sostenían cresterías. Las habitaciones a menudo tenían bancos de piedra, que se utilizaban para dormir, y agujeros en las paredes donde se colgaban las cortinas. Los palacios mayores, como en Palenque, podrían contar con un propio suministro de agua y baños de vapor que se encontraban a menudo dentro del complejo, o en la cercanía. Durante el Clásico Temprano, los gobernantes fueron a veces enterrados debajo del complejo del Acrópolis. Algunas de las habitaciones en los palacios eran salas del trono; el palacio real de Palenque contaba con un número de salas de trono que se utilizaron para acontecimientos importantes, incluyendo la inauguración del nuevo rey.
Por lo general, los palacios, a veces adornados con esculturas, estaban dispuestos en torno a un o varios patios, las fachadas orientadas hacia dentro. Algunos palacios poseían descripciones glíficas que los identificaban como las residencias reales de ciertos gobernantes. Existe abundante evidencia de que los palacios eran mucho más que simples residencias de la élite, y que eran más bien los focos de una serie de actividades cortesanas, incluyendo audiencias, recepciones formales y rituales importantes.

#### Pirámides y templos

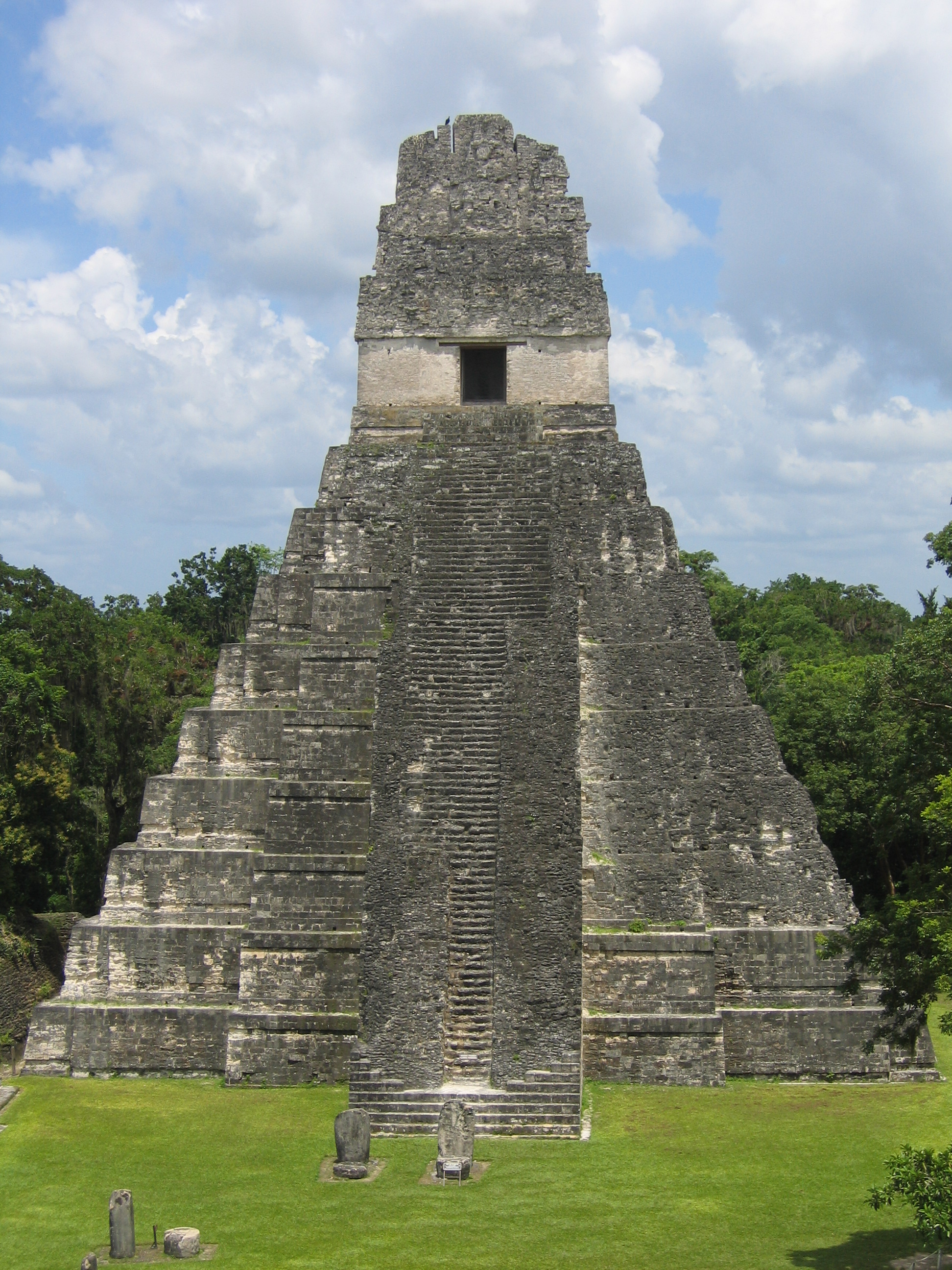
El Templo del Gran Jaguar en Tikal fue un templo funerario en honor del rey Jasaw Chan K'awiil I.

Los textos glíficos se refieren a veces a los templos como k'uh nah, lo que significa «casa de Dios». Los templos se construyeron encima de plataformas, y principalmente encima de pirámides. Los primeros templos eran probablemente chozas construidas sobre plataformas bajas. Hacia el Preclásico Tardío, las paredes de los templos eran de piedra, y el desarrollo del arco maya permitió la construcción de techos de piedra. Por el período clásico, los techos de los templos estaban cubiertos con cresterías que extendieron su altura y sirvieron como base para el arte monumental. El santuario del templo contenía entre uno y tres habitaciones, dedicadas a deidades importantes, como uno de los dioses patronos de la ciudad, o un ancestro deificado.

#### Observatorios
Los mayas eran observadores aplicados del Sol, las estrellas y los planetas. Construyeron templos con una disposición especial —conocidos como Grupos E— cuya ocurrencia era relativamente común en la región maya; toman su nombre del Grupo E en Uaxactún. Consistía en tres pequeñas estructuras en frente de una cuarta estructura, y se utilizaba para marcar los solsticios y equinoccios. Los primeros ejemplos datan del Preclásico. El complejo del Mundo Perdido en Tikal fue inicialmente un Grupo E construido a finales del Preclásico Medio. Por su naturaleza, el diseño básico de un Grupo E no cambiaba con el tiempo. Se construyó una estructura en el lado oeste de una plaza, por lo general una pirámide radial con escaleras orientadas hacia los puntos cardinales. Estaba ubicada al oeste de la plaza, frente a tres pequeños templos situados al lado opuesto. Desde la pirámide occidental, se observaba la salida del Sol sobre estos templos durante los solsticios y equinoccios. Los Grupos E se construyeron a lo largo del centro y sur de la región maya durante más de un milenio; no todos fueron correctamente alineados como observatorios, y su función puede haber sido simbólica.
Además de los Grupos E, los mayas construyeron otras estructuras dedicadas a la observación de los movimientos de los cuerpos celestes. Muchos edificios mayas estaban alineados con cuerpos astronómicos, incluyendo el planeta Venus y varias constelaciones. La estructura del Caracol en Chichén Itzá, un edificio circular de varios niveles y una superestructura cónica, contaba con aspilleras que marcaron los movimientos de Venus. En Copán se levantaron un par de estelas para marcar la posición de la puesta del sol en los equinoccios.

#### Pirámides triádicas

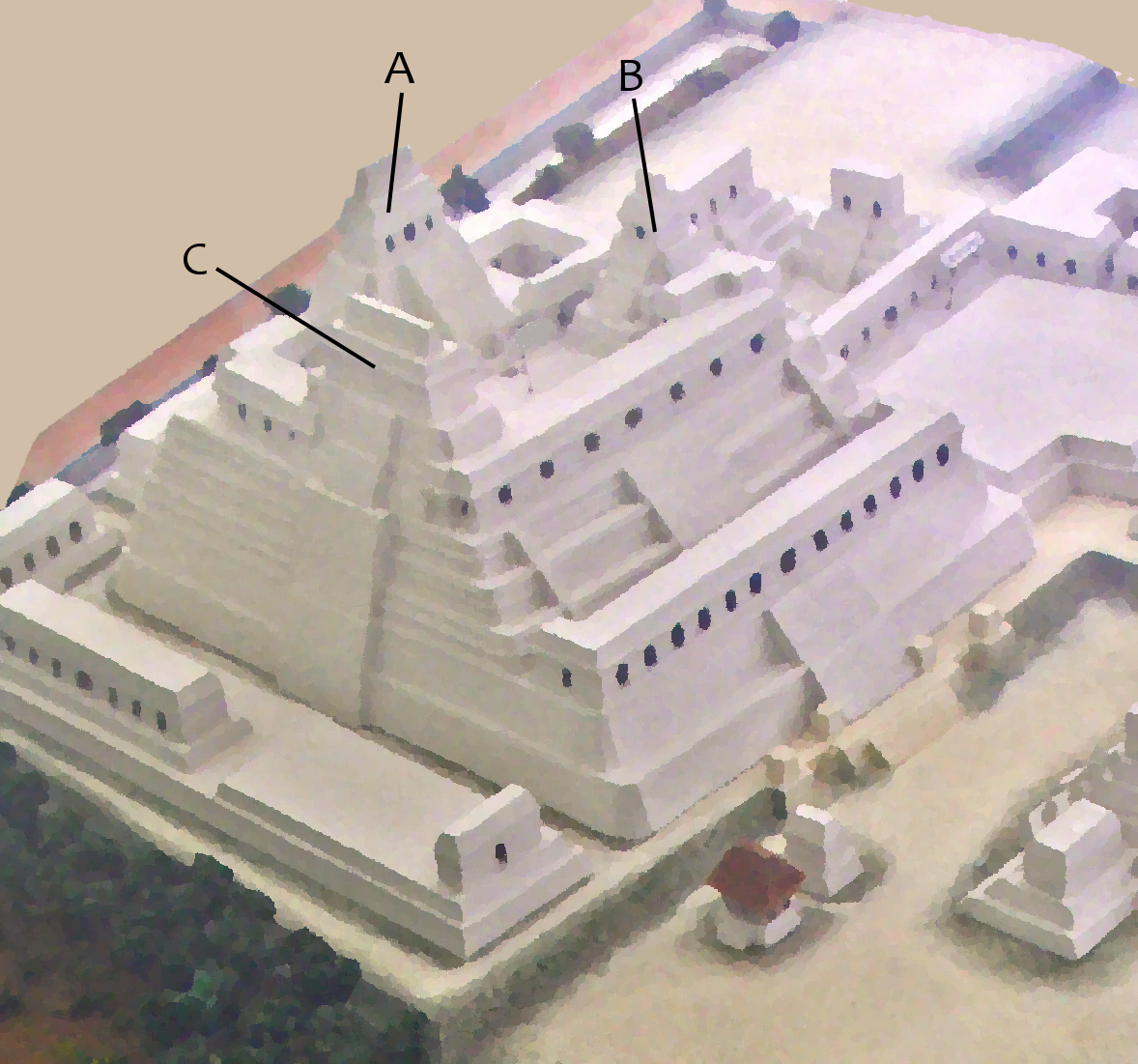
Modelo de una pirámide triádica en El Caracol, Belice. La estructura principal está señalada con la A y a ambos lados los otros dos edificios señalados como B y C. Los tres se encuentran en la misma plataforma.

Las pirámides triádicas aparecieron por primera vez en el Preclásico. Se componían de una estructura dominante flanqueada por dos edificios más pequeños orientados hacia adentro, todos construidos sobre una única plataforma basal. La mayor pirámide triádica conocida fue construida en El Mirador, en la cuenca del Petén; ocupa una superficie seis veces mayor que la del Templo de la Serpiente Bicéfala, la pirámide más grande de Tikal. Los tres edificios superiores tienen escaleras que suben desde la plaza central a la parte superior de la plataforma basal. Se identificaron posibles precursores de los grupos triádicos, que pueden haberse desarrollado a partir de los Grupos E, específicamente el conjunto de tres edificios en el lado oriental. La forma triádica era la forma arquitectónica predominante en la región del Petén durante el Preclásico Tardío. Existen ejemplos de pirámides triádicas en hasta 88 sitios arqueológicos. En Nakbé, existe al menos una docena de ejemplos de complejos triádicos, y las cuatro estructuras más grandes de la ciudad tienen un carácter triádico. El Mirador cuenta probablemente con hasta 36 estructuras triádicas. Se encontraron ejemplos de la forma triádica incluso en Dzibilchaltún, en el extremo norte de la península de Yucatán, y en Q'umarkaj en el altiplano de Guatemala. La pirámide triádica fue una forma arquitectónica común durante siglos; continuó en uso en el periodo Clásico, y se encontraron ejemplos tardíos en Uaxactún, Caracol, Ceibal, Nakum, Tikal y Palenque. El ejemplo de Q'umarkaj es el único que data del período Posclásico. La forma del templo triple de la pirámide triádica parece estar relacionada con la mitología maya.

#### Campos del juego de pelota
El campo del juego de pelota es una forma distintiva de la arquitectura mesoamericana. Aunque la mayoría de los campos de juego de pelota maya datan del periodo Clásico, los primeros ejemplos aparecieron alrededor de 1000 a. C. en el noroeste de Yucatán, durante el Preclásico Medio. Hacia la época del contacto con los españoles, los campos del juego de pelota solo estaban en uso en el altiplano de Guatemala, en ciudades como Q'umarkaj e Iximché. A lo largo de la historia maya, los campos del juego de pelota mantuvieron una forma característica que consiste en una forma de ɪ, cuyos extremos terminan en dos zonas transversales. Por lo general, el campo de juego central mide entre 20 y 30 m de largo, y está flanqueado por dos estructuras laterales con una altura de hasta 3 o 4 m. Las plataformas laterales a menudo sostenían estructuras que puedan haber sido reservados para los espectadores privilegiados. El gran campo del juego de pelota de Chichén Itzá es el más grande de Mesoamérica, y tiene una longitud de 83 m, un ancho de 30 m, y paredes con una altura de 8,2 m.

### Estilos arquitectónicos regionales
Aunque las ciudades mayas compartían muchas características, había una variación considerable en el estilo arquitectónico. Estos estilos fueron influenciados por los materiales de construcción disponibles a nivel local, el clima, la topografía, y las preferencias locales. En el Clásico Tardío, estas diferencias locales se habían convertido en diferentes estilos arquitectónicos regionales.

#### Centro de Petén
El estilo arquitectónico del centro de Petén, más conocido como «estilo Petén», se desarrolló en la gran ciudad de Tikal. El estilo se caracteriza por altas pirámides que sostienen a un santuario adornado con una crestería, con una sola entrada. Otras características incluyen la combinación de la estela y altar emparejado, así como la decoración de fachadas arquitectónicas, dinteles y cresterías con esculturas en relieve de los gobernantes y deidades. Uno de los mejores ejemplos del estilo arquitectónico del centro de Petén es el Templo del Gran Jaguar. Otros ejemplos del estilo Petén incluyen Altun Ha, Calakmul, Holmul, Ixkún, Nakum, Naranjo, y Yaxhá.

#### Puuc
Uxmal es el mejor ejemplo de la arquitectura del estilo Puuc. El estilo se desarrolló en las colinas de la región Puuc en el noroccidente de Yucatán; durante el Clásico Terminal se extendió más allá de esta región, en todo el norte de la península de Yucatán. Los sitios del estilo Puuc reemplazaron los núcleos de escombros por cemento de yeso, lo que resultó en paredes más fuertes. También reforzaron los arcos mayas, lo que permitió la construcción de arcos de entrada independientes. Las fachadas superiores de los edificios del centro de una ciudad, fueron decoradas con piedras precortadas en estilo de mosaico, formando elaboradas composiciones de deidades de nariz larga, como el dios de la lluvia Chaac e Itzamna. Los adornos también incluyeron patrones geométricos, celosías y carretes, posiblemente influenciados por los estilos del altiplano de Oaxaca, fuera del área maya. En cambio, la parte inferior de las fachadas fueron dejados sin decorar. Las cresterías eran poco comunes en los sitios Puuc.

#### Chenes
El estilo Chenes es muy similar al estilo Puuc, pero antedata la utilización de las fachadas de mosaico de la región Puuc. El estilo se caracteriza por fachadas completamente adornadas, tanto la parte inferior como la superior. Algunas entradas estaban rodeadas de máscaras de mosaico de monstruos que representaban a deidades de la montaña o del cielo, que las identifican como entradas al reino sobrenatural. Algunos edificios contaban con escaleras interiores para acceder a los diferentes niveles. El estilo Chenes suele encontrarse en la parte sur de la península de Yucatán, aunque es también posible encontrar edificios individuales en este estilo en otras partes de la península. Ejemplos de ciudades en estilo Chenes incluyen Dzibilnocac, Hochob, Santa Rosa Xtampak y Tabasqueño.

#### Río Bec
El estilo río Bec representa una subregión del estilo Chenes, y también incluye elementos del estilo Petén, como prominentes crestas de techo. Sus palacios son distintivos por sus decoraciones de torres falsos, la ausencia de habitaciones interiores, las escaleras empinadas, casi verticales, y las puertas falsas. Las torres estaban adornadas con máscaras de deidades, y fueron construidas para impresionar el espectador, en lugar de servir una función práctica. Estas torres falsas solo se encuentran en la región del río Bec. Ejemplos de sitios en estilo río Bec incluyen Chicanná, Hormiguero y Xpuhil.

#### Usumacinta
El estilo Usumacinta se desarrolló en el terreno accidentado de la cuenca del Usumacinta. Las ciudades aprovecharon las laderas para sostener las estructuras arquitectónicas mayores, como se puede observar en Palenque y Yaxchilán. Se modificó la falsa bóveda, lo que permitió construir paredes más delgadas y múltiples entradas en los templos. Al igual que en el estilo Petén, se utilizaron cresterías para adornar las principales estructuras. Los palacios tenían múltiples entradas que utilizaban dinteles y jambas en lugar de falsas bóvedas. Muchas ciudades erigieron estelas; en cambio, en Palenque se desarrollaron paneles finamente esculpidos, que decoraron los edificios.

## Idioma

Rutas de migración de los idiomas mayas.

Los mayas históricos no hablaban un solo idioma, sino diversas lenguas derivadas de una lengua ancestral denominada protomaya por los lingüistas y que se situaría hacia el 2000 a. C. El análisis lingüístico del vocabulario reconstruido del protomaya sugiere que se originó en el altiplano occidental o noroccidental de Guatemala, aunque la evidencia no es concluyente. Durante el período Preclásico, el protomaya se diversificó en lenguas diferentes y aparecieron diversas subfamilias mayenses diferentes que constituyen la familia lingüística, incluyendo los grupos de lenguas huastecanas, quicheanas, kanjobalano-chujeanas, mameanas, tzeltalano-cholanas y yucatecanas. Estos grupos divergieron durante la época precolombina hasta consistir actualmente en más de treinta idiomas que han sobrevivido hasta los tiempos modernos. El idioma de casi todos los textos mayas del periodo Clásico en la totalidad del área maya ha sido identificado como el choltí clásico; El texto del Preclásico Tardío de Kaminaljuyú, en el altiplano, también parece ser o estar relacionado con el choltí clásico o cholano. El uso del choltí clásico en los textos mayas no indica necesariamente que era el idioma utilizado por la población local; más bien, puede haber sido una lengua litúrgica o de prestigio, equivalente al latín medieval. El choltí clásico puede haber sido la lengua de prestigio de la élite maya del Clásico, utilizado en la comunicación entre las entidades políticas, como la diplomacia y el comercio. Por el período Posclásico, se utilizó también el yucateco en los códices mayas, junto al choltí clásico.

## Escritura maya

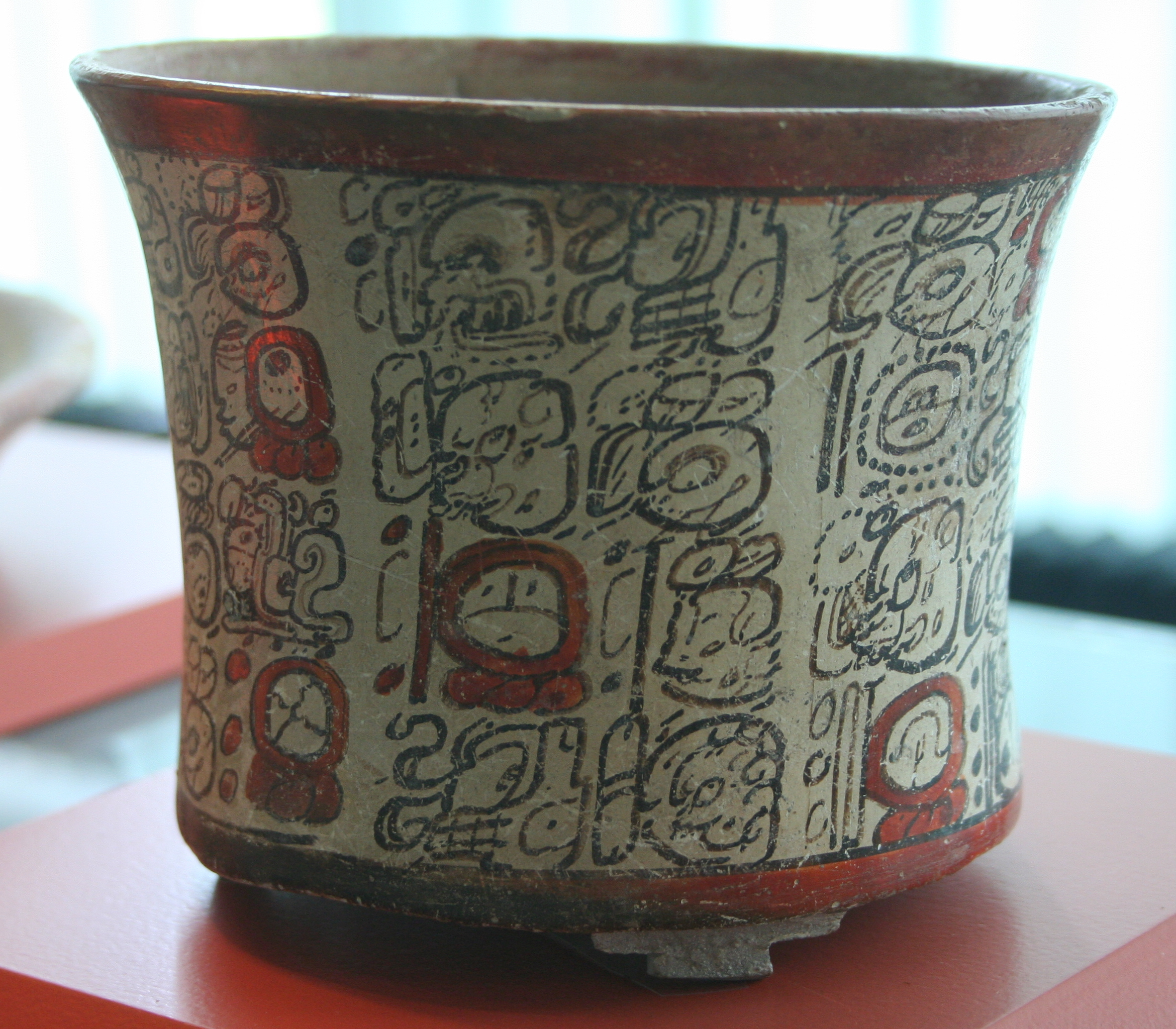
Vasija de cerámica pintada con escritura maya, exhibida en el Museo Etnológico de Berlín.

El sistema de escritura maya fue uno de los logros sobresalientes de los habitantes precolombinos de América. Fue el sistema de escritura más desarrollado y sofisticado de la docena, o más, de sistemas que surgieron en Mesoamérica. No obstante, hay varios lingüistas que niegan que entre las culturas mesoamericanas hubiese alguna escritura con reglas gramaticales de morfología, análisis de palabras por género, número, función u ortografía, así como tampoco un orden establecido para ordenar frases y palabras en modelos que les permitiese componer ideas. Las primeras inscripciones identificadas como escritura maya fueron encontradas en la cuenca del Petén y datan de 300-200 a. C. Sin embargo, este fue precedido por varios otros sistemas de escritura mesoamericanos, como la escritura epi-olmeca y zapoteca. La escritura maya temprana apareció en la costa del Pacífico de Guatemala a finales del siglo i d. C., o principios del siglo ii. Las semejanzas entre la escritura ístmica y la escritura maya temprana de la costa del Pacífico, sugieren que ambos sistemas se desarrollaron en tándem. Alrededor del año 250 d. C., la escritura maya se había convertido en un sistema de escritura más consistente y formalizado.
La Iglesia católica y los funcionarios coloniales, en particular el obispo Diego de Landa, destruyeron los textos mayas donde los encontraron, y con ello el conocimiento de la escritura maya; no obstante, se preservaron tres libros precolombinos que datan del periodo Posclásico, cuya autenticidad no es discutida. Estos son conocidos como el Códice de Madrid, el Códice Dresde y el Códice de París. También se conservaron algunas páginas de un cuarto libro, el Códice Grolier, cuya autenticidad es discutida. Las excavaciones arqueológicas que se están llevando a cabo en los sitios mayas a menudo revelan otros fragmentos, trozos rectangulares de yeso y fragmentos de pintura, que fueron códices; sin embargo, por la descomposición de la mayor parte del material orgánico, estos restos están demasiado dañados para poder identificar cualquier inscripción. En referencia a los pocos escritos mayas existentes, Michael D. Coe, un arqueólogo destacado de la Universidad de Yale, comentó:

Nuestro conocimiento del pensamiento de los antiguos mayas no debe representar más que una pequeña fracción de la imagen completa, porque, de los miles de libros en los que se registró toda la extensión de su conocimiento y ritual, solo cuatro han sobrevivido en los tiempos modernos (es como si todo lo que la posteridad supiera de nosotros, debía basarse en tres libros de oraciones y El progreso del peregrino).
Michael D. Coe
The Maya, Londres: Thames and Hudson, 6.ª edición, 1999, pp. 199-200.

La mayor parte de la escritura maya precolombina existente, data del periodo Clásico 

### Sistema de escritura
El sistema de escritura maya, a menudo denominado jeroglíficos mayas por una semejanza superficial con los jeroglíficos egipcios, es un sistema de escritura logosilábico, que combina un silabario de signos fonéticos, que representan sílabas, con logogramas que representan palabras completas. Entre los sistemas de escritura del Nuevo Mundo precolombino, la escritura maya es el sistema más cercano al lenguaje hablado. En cualquier momento dado, no se utilizaron más que unos quinientos glifos, de los cuales unos doscientos (incluyendo las variaciones) eran fonéticos.
La escritura maya alcanzó su apogeo durante el Período Clásico, y estaba en uso hasta la llegada de los europeos. Se recuperaron más de 10 000 textos individuales, en su mayoría inscripciones en monumentos de piedra, dinteles, estelas y cerámicas. Los mayas también produjeron textos pintados en un tipo de papel elaborado a partir de la corteza de árboles, ahora conocido por su nombre náhuatl como amatl, que se utilizó para los códices. El conocimiento de la escritura maya se conservó entre varios segmentos de la población hasta la conquista española. Sin embargo, este conocimiento se perdió por el impacto de la conquista en la sociedad maya.
El desciframiento y la recuperación del conocimiento de la escritura maya ha sido un proceso largo y laborioso. Los primeros elementos que fueron descifrados, a finales del siglo xix y principios del siglo xx, estaban vinculados con la numeración, el calendario, y la astronomía maya. Hubo avances importantes entre las décadas de 1950 y 1970, y a partir de entonces el proceso de desciframiento aceleró rápidamente. A finales del siglo xx, los científicos podían leer la mayoría de los textos mayas, y el trabajo en curso sigue esclareciendo el contenido de los textos.

### Escritura glífica

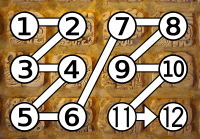
Orden de lectura del texto glífico maya.

El bloque de glifos que transcribe una palabra o frase, es la unidad básica del texto glífico maya. El bloque se compone de uno o más glifos individuales interconectados; por lo general, los bloques glíficos individuales están separados por un espacio. Los bloques glíficos están generalmente dispuestos en un patrón de rejilla. Para facilitar la referencia, los epigrafistas se refieren a los bloques glíficos de izquierda a derecha alfabéticamente, y de arriba abajo numéricamente. Esto permite identificar cualquier bloque glífico en un texto, por sus «coordenadas»: por ejemplo, C4 sería el tercer bloque desde la izquierda, y el cuarto bloque contando hacia abajo. Si un monumento o artefacto cuenta con más de una inscripción, las etiquetas de las columnas no se repiten, sino que continúan en la serie alfabética; si hay más de 26 columnas, el etiquetado continúa como A', B', etc. Las etiquetas numéricas de las filas reinician con 1 por cada unidad discreta de texto.
Aunque el texto glífico puede ser distribuido en diferentes maneras, por lo general los bloques glíficos se estructuran en columnas dobles. El orden de lectura del texto comienza en la parte superior izquierda (bloque A1), sigue al segundo bloque en la segunda columna (B1), luego baja una fila y comienza de nuevo desde el bloque izquierda de la columna doble (A2), y así continúa en zigzag. Una vez que se alcanza el extremo inferior, la escritura continúa desde la parte superior izquierda de la siguiente columna doble. Si la inscripción termina en una sola columna (desparejada), esta columna final suele leerse de arriba abajo.
Los bloques de glifos individuales pueden estar compuestos de varios elementos. Estos incluyen un signo principal y un número de afijos. El signo principal constituye el elemento más importante del bloque, y puede ser un sustantivo, verbo, adverbio, adjetivo o signo fonético. Algunos de los signos principales son abstractos, otros son imágenes del objeto que representan, y otras más son «variantes de cabeza», la personificación de la palabra que representan. Los afijos son elementos rectangulares más pequeños, generalmente vinculados con un signo principal, aunque un bloque también puede estar únicamente compuesto de afijos. Los afijos pueden representar una amplia variedad de elementos del habla, incluyendo sustantivos, verbos, sufijos verbales, preposiciones, pronombres, y mucho más. Los mayas también utilizaron pequeñas secciones de un signo principal para representar al signo principal entero, y los escribas mayas eran muy inventivos en el uso y la adaptación de elementos de los glifos.

### Herramientas de escritura
Aunque el registro arqueológico no proporciona ejemplos de pinceles o plumas, el análisis de los trazos de tinta en los códices del Posclásico sugiere que estos se aplicaron con un pincel con una punta formada de pelo flexible. Una escultura del período clásico en Copán, Honduras, representa a un escriba con un tintero hecho de una concha de caracol. Las excavaciones en Aguateca revelaron una serie de artefactos de escribas que pertenecían a la élite, incluyendo paletas y morteros.

### Escribas y alfabetización
La mayor parte de la población normal eran analfabetos, los escribas provenían de la élite. No se sabe si todos los miembros de la aristocracia podía leer y escribir, algunas mujeres también lo hacían, ya que existen representaciones de escribas femeninas en el arte maya. Los escribas mayas eran llamados aj tz'ib, lo que significa «el que escribe o pinta». Es probable que existieran escuelas de escribas, donde los miembros de la aristocracia aprendieron a escribir. Es posible identificar la actividad de los escribas en el registro arqueológico. El rey de Tikal, Jasaw Chan K'awiil I, fue enterrado con su bote de pintura, y algunos de los miembros jóvenes de la dinastía real de Copán fueron enterrados con sus herramientas de escritura. Un palacio en Copán ha sido identificado como el de un linaje noble de escribas. Está decorado con esculturas que incluyen figuras que sostienen tinteros.
Aunque no se sabe mucho sobre los escribas mayas, algunos firmaron su obra, tanto en las esculturas de piedra como en la cerámica. Las vasijas de cerámica firmadas, por lo general, llevan el nombre de un solo escriba. En cambio, existen esculturas de piedra que llevan los nombres de múltiples escultores, como una estela en Piedras Negras que tiene los nombres de ocho escultores. Sin embargo, la mayoría de las obras permanecieron sin firmar por los artistas que las crearon.

## Matemática
Los mayas utilizaban un sistema de numeración vigesimal (de base 20) de raíz mixta, similar al de otras civilizaciones mesoamericanas. El sistema numérico de rayas y puntos, que formaba la base de la numeración maya, estaba en uso en Mesoamérica desde c. 1000 a. C.; los mayas lo adoptaron por el Preclásico Tardío, y añadieron el símbolo para el cero. Esto puede haber sido la aparición más temprana conocida del concepto del cero explícito en el mundo, aunque es posible que haya sido precedido por el sistema babilónico. El primer uso explícito del cero fue grabado en monumentos que datan de 357 d. C. En sus aplicaciones más tempranas, el cero sirvió como notación posicional, lo que indica la ausencia de un conteo calendárico particular. Posteriormente, se desarrolló en un número que se podía utilizar para cálculos, y fue incluido en los textos glíficos durante más de mil años, hasta que su uso fue extinguido por los españoles.

## Calendario
El sistema calendárico maya, como otros calendarios mesoamericanos, tuvo sus orígenes en el período Preclásico. Sin embargo, fueron los mayas que desarrollaron el calendario a un alto nivel de sofisticación, y lograron registrar con gran precisión los ciclos lunares y solares, los eclipses y los movimientos de los planetas. En algunos casos, los cálculos de los mayas eran más precisos que los cálculos equivalentes en el Viejo Mundo; por ejemplo, el año solar maya se calculó con mayor precisión que los años julianos. El calendario maya estaba intrínsecamente ligado al ritual maya, y era fundamental para las prácticas religiosas mayas. El calendario combinó una cuenta larga no repetitiva con tres ciclos enganchados, cada uno midiendo un periodo progresivamente mayor. Estos fueron el tzolk'in de 260 días, el haab' de 365 días, y la rueda calendárica de 52 años, la que resultó de la combinación del tzolk'in y haab'. También había ciclos calendáricos adicionales, como el ciclo de 819 días asociado con los cuatro cuadrantes de la cosmología maya y regidos por los cuatro aspectos del dios K'awiil.
La unidad básica en el calendario maya era un día, o k'in. Este se multiplicó por veinte para formar un winal. La siguiente unidad, en lugar de ser multiplicado por 20, como lo requiere el sistema vigesimal, se multiplicaba por 18 con el fin de proporcionar una aproximación global del año solar (dando como resultado 360 días). Este año de 360 días era conocido como un tun. Cada nivel sucesivo de la multiplicación siguió el sistema vigesimal.
| Periodo    | Cálculo                               | Espacio de tiempo   | Años (aprox.)   |
| ---------- | ------------------------------------- | ------------------- | --------------- |
| k'in       | un día                                | un día              |                 |
| winal      | 1 x 20                                | 20 días             |                 |
| tun        | 18 x 20                               | 360 días            | un año          |
| k'atun     | 20 x 18 x 20                          | 7200 días           | 20 años         |
| bak'tun    | 20 x 18 x 20 x 20                     | 144 000 días        | 394 años        |
| piktun     | 20 x 18 x 20 x 20 x 20                | 2 880 000 días      | 7885 años       |
| kalabtun   | 20 x 18 x 20 x 20 x 20 x 20           | 57 600 000 días     | 157 700 años    |
| kinchiltun | 20 x 18 x 20 x 20 x 20 x 20 x 20      | 1 152 000 000 días  | 3 154 004 años  |
| alawtun    | 20 x 18 x 20 x 20 x 20 x 20 x 20 x 20 | 23 040 000 000 días | 63 080 082 años |

Además, los mayas utilizaron tres ciclos de tiempo entrelazados —cada uno midiendo un período cada vez mayor— incluyendo el tzolk'in de 260 días, el haab' de 365 días, y la rueda calendárica de 52 años, que resulta de la combinación del tzolk'in y haab'. Había ciclos calendáricos adicionales, como el ciclo de 819 días, asociado con los cuatro cuadrantes de la cosmología maya, determinados por los cuatro aspectos diferentes del dios K'awiil.
El tzolk'in de 260 días proporcionó el ciclo básico de las ceremonias mayas, y los fundamentos de la profecía maya. No existe evidencia de alguna base astronómica para este conteo, y es posible que la cuenta de 260 días se basa en el período de gestación humana. Esta hipótesis se ve reforzada por el uso del tzolk'in para determinar las fechas de nacimiento, y proporcionar las profecías correspondientes. El ciclo de 260 días repite una serie de 20 nombres para los días, con un número prefijo del 1 al 13, para indicar en qué parte del ciclo se produce un día específico.
El haab de 365 días se conformaba de un ciclo de dieciocho Winal, de 20 días nombrados cada uno, completado por un periodo adicional de 5 días, denominado Wayeb (o Uayeb). El Wayeb se consideraba un periodo peligroso, en el que se rompieron los límites entre el reino sobrenatural y el de los mortales, permitiendo a las deidades malignas cruzar e interferir en los asuntos humanos. Tal como ocurre en el tz'olkin, el nombre de cada winal recibe como prefijo un número (de 0 a 19), y en el caso del periodo más corto del Wayeb, los números de prefijos van de 0 a 4. Los mayas entrelazaron cada día del tz'olkin —designado con su propio nombre y número, por ejemplo, 8 Ajaw— con el haab, dándole un nombre y número adicional para producir una designación más completa para cualquier día, por ejemplo, 8 Ajaw 13 Keh. Dicha designación de un día específico solo podía repetirse una vez cada 52 años, y los mayistas se refieren a este periodo como la «rueda calendárica». En la mayoría de las culturas mesoamericanas, la rueda calendárica era la unidad más grande para medir el tiempo.
Al igual que todos los calendarios no repetitivos, los mayas midieron el tiempo desde un punto de inicio preciso. Fijaron el inicio de su calendario en el final del ciclo de bak'tunes anterior, lo que equivale a un día del año 3114 a. C. Los mayas creían que en este día se produjo la creación del mundo en su forma actual. Los mayas utilizaron la cuenta larga para fijar un día determinado de la rueda calendárica dentro de su actual gran ciclo de Piktun, compuesto de 20 bak'tunes.
Había algunas variaciones en el calendario, como se pudo observar en un texto de Palenque que indica que el ciclo del piktun que terminó en 3114 a. C. se componía de apenas 13 bak'tunes, y otras inscripciones parecen haber utilizado un ciclo excepcional de 13 + 20 bak'tunes para el ciclo del piktun actual.
Una fecha completa en la cuenta larga se compone de un glifo introductorio, seguido por cinco glifos contando el número de bak'tunes, kat'unes, tunes, winales, y k'ines desde el inicio de la creación actual. Esto sería seguido por la parte del tz'olkin de la fecha de la rueda calendárica, y tras una serie de glifos interpuestos, la fecha de cuenta larga terminaría con la parte del haab de la fecha de la rueda calendárica.

### Correlación del calendario de cuenta larga
Aunque la rueda calendárica sigue en uso hoy en día, los mayas comenzaron a utilizar un calendario abreviado, conocido como la cuenta corta, durante el Clásico Tardío. La cuenta corta es una cuenta de 13 k'atunes. Por esta razón, no existe una correlación directa entre la cuenta larga y el calendario europeo. La correlación más aceptada es la de Goodman-Martínez-Thompson, también conocida como correlación GMT. Este equivale la fecha de cuenta larga 11.16.0.0.0 13 Ajaw 8 Xul con la fecha gregoriana del 12 de noviembre de 1539. Los epigrafistas Simon Martin y Nikolai Grube argumentan que la correlación GMT estándar necesita un ajuste de dos días. En cambio, la aplicación de la correlación Spinden llevaría a un ajuste hacia atrás de 260 años de las fechas de cuenta larga; también concuerda con las pruebas documentales, y se conforma mejor a la arqueología de la península de Yucatán, pero presenta problemas con el resto de la región maya. La correlación George Vaillant cambiaría todos las fechas mayas con un ajuste de 260 años hacia delante, y acortaría considerablemente el periodo Posclásico. La datación por radiocarbono de los dinteles de madera fechados de Tikal, apoyan la correlación GMT.

## Astronomía
El célebre astrólogo John Dee utilizó un espejo de obsidiana azteca para ver en el futuro. Podemos menospreciar sus ideas, pero uno puede estar seguro de que, por su perspectiva, era mucho más cercano a un sacerdote astrónomo maya que lo es un astrónomo de nuestro siglo.
J. Eric S. Thompson - Maya Astronomy: Philosophical Transactions of the Royal Society of London, 1974

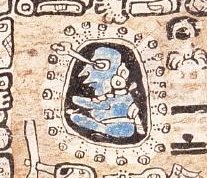
Representación de un astrónomo en el Códice de Madrid

Los mayas hicieron observaciones meticulosas de los cuerpos celestes, registrando pacientemente datos astronómicos sobre los movimientos del Sol, la Luna, Venus y las estrellas. Esta información se utilizaba para la adivinación, ya que la astronomía maya servía esencialmente para propósitos astrológicos. El propósito de la astronomía maya no era el estudio del universo por razones científicas, ni la medición de las estaciones para calcular la siembra de cultivos. Fue más bien utilizado por el sacerdocio para comprender los ciclos de tiempo pasados, y proyectarlos hacia el futuro para poder hacer profecías. Los sacerdotes mayas refinaron sus observaciones y registraron los eclipses del Sol y la Luna, los movimientos de Venus y los de las estrellas; estos se compararon con acontecimientos fechados del pasado, en el supuesto que se producirían hechos similares en el futuro, al prevalecer las mismas condiciones astronómicas. Las ilustraciones de los códices muestran que los sacerdotes hicieron observaciones astronómicas a simple vista, utilizando palillos cruzados como dispositivo de observación. El análisis de los pocos códices restantes del Posclásico, reveló que, en el momento del contacto con los europeos, los mayas habían elaborado tablas de eclipses, calendarios y un conocimiento astronómico que era más preciso que el conocimiento comparable en Europa de esta época.
Los mayas midieron el ciclo de Venus de 584 días con un margen de error de apenas dos horas. Cinco ciclos de Venus se equiparan a ocho ciclos calendáricos de 365 días del calendario haab, y este período fue registrado en los códices. Los mayas también siguieron los movimientos de Júpiter, Marte y Mercurio. La aparición de Venus como estrella de la mañana estaba asociado con el renacimiento de los héroes gemelos. Los mayas asociaron la salida helíaca de Venus con la destrucción y convulsión en el mundo. Venus estaba estrechamente vinculado con la guerra, y el glífo para «guerra» incorporó el elemento glífico que simboliza el planeta. Las líneas de visión de las ventanas del edificio El Caracol en Chichén Itzá se alinean con los extremos norte y sur de la trayectoria de Venus. Los gobernantes mayas lanzaron campañas militares en el momento que coincidió con la salida heliaca o cósmica de Venus, y también sacrificaron cautivos importantes durante estas conjunciones.
Los eclipses solares y lunares eran considerados acontecimientos particularmente amenazantes, que podrían traer el desastre al mundo. El Códice Dresde incluye la mención de un eclipse solar, representado como una serpiente que devora el k'in, el glífo del «día». Los eclipses se interpretaron como si el Sol o la Luna fuesen mordidas, y se registraron las tablas lunares con el propósito de predecirlos y realizar las ceremonias apropiadas para evitar el desastre.

## Religión y mitología

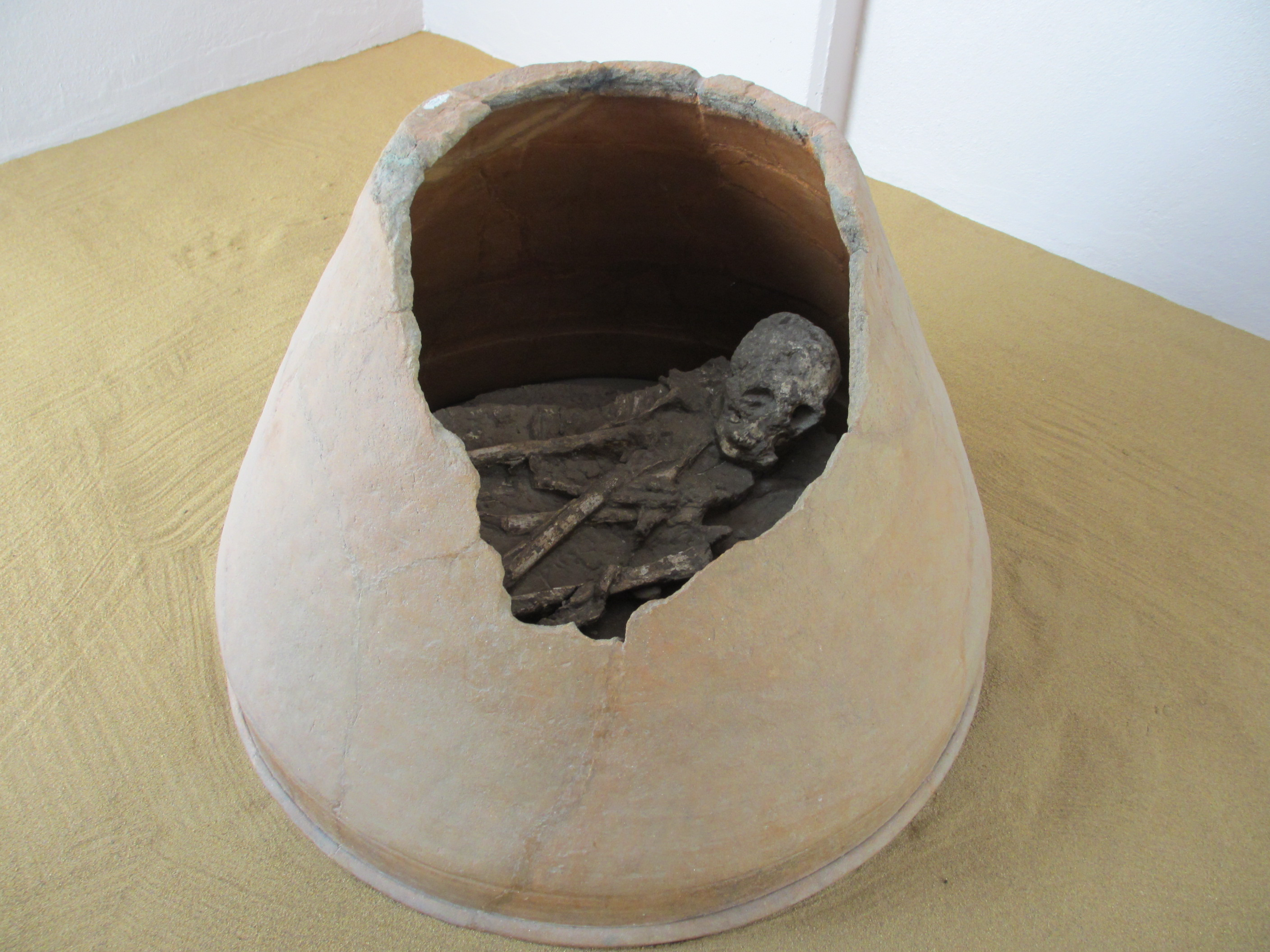
Una de las siete urnas funerarias descubiertas en Comalcalco.

Como el resto de Mesoamérica, los mayas tenían una religión politeísta y creían en un reino sobrenatural habitado por un conjunto de poderosas deidades. Estas deidades tenían que ser aplicadas con ofrendas ceremoniales y prácticas rituales. En el centro de la práctica religiosa maya se encontraba el culto a los antepasados difuntos, que actuarían como intermediarios para sus descendientes vivos en el trato con los habitantes del reino sobrenatural. Los primeros intermediarios entre los seres humanos y el reino sobrenatural eran los "chamanes". A medida que la civilización maya se desarrolló, la élite gobernante codificó los conceptos generales de la sociedad maya, y los convirtió en cultos religiosos que justificaron su derecho a gobernar. En el Preclásico Tardío, el pináculo de este proceso fue la combinación del máximo poder político y religioso en el rey divino, el ajaw k'uhul. Aunque es difícil de reconstruir el sistema de creencias a través de la arqueología, existen indicadores de la práctica ritual que dejan huellas físicas. Estos incluyen depósitos dedicatorios y otros depósitos rituales, santuarios, tumbas y las ofrendas funerarias correspondientes. Además, el conjunto del arte maya, la arquitectura y la escritura contribuye a la reconstrucción de las antiguas creencias mayas; estos pueden combinarse con fuentes etnográficas, incluidos los registros de las prácticas religiosas mayas elaboradas por los españoles durante la conquista.
Los mayas tenían una visión altamente estructurada del cosmos; distinguieron trece niveles en el cielo, y nueve niveles en el inframundo; el mundo de los mortales ocupaba una posición entre el cielo y el inframundo. Cada nivel contaba con cuatro puntos cardinales, que se asociaban con un color diferente. Las principales deidades tenían aspectos asociados con estas direcciones y colores; el norte era blanco, el este era rojo, el sur era amarillo, y el oeste era negro.

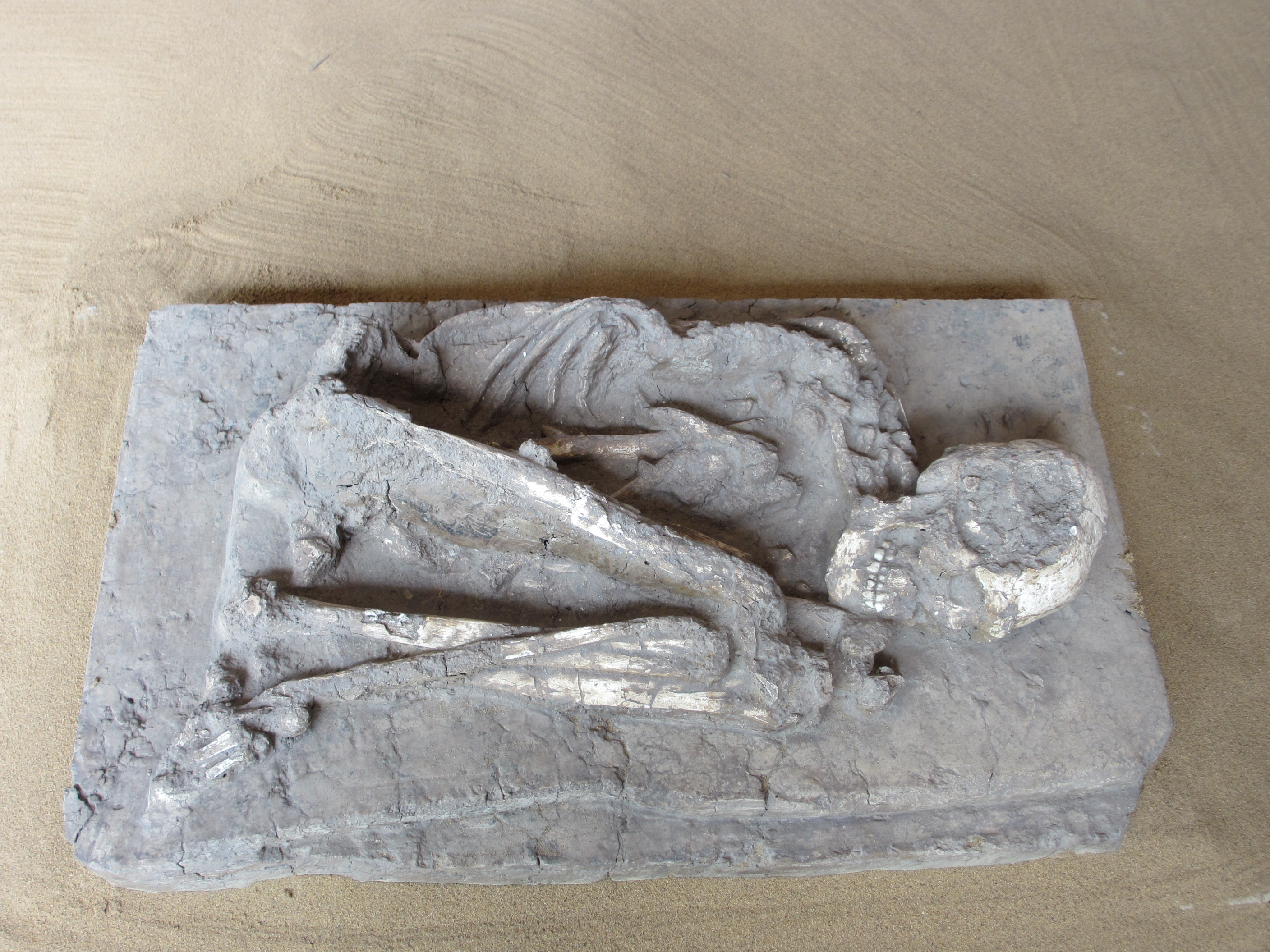
En Comalcalco se han encontrado 14 entierros funerarios y un panteón con 116 tumbas único en la cultura maya.

Las familias mayas enterraban a sus muertos debajo de los pisos de sus casas, junto con las ofrendas apropiadas para la posición social de la familia y, en algunos casos, acompañados de objetos (botones de jade en la boca del difunto, estatuillas a su lado...) con la finalidad de acompañarlos en el más allá, donde los difuntos podrían actuar como antepasados protectores. Como los linajes mayas eran patrilineales, a menudo se destacó la adoración de un prominente ancestro masculino con un santuario en el hogar. Sin embargo, esta costumbre popular no seguía los principios de la teología sacerdotal, pues la supervivencia del alma estaba reservada oficialmente solo a una minoría de elegidos, como el rey, los héroes o las víctimas que aceptaban el sacrificio. A medida que la sociedad maya se desarrolló, y la élite se volvió más poderosa, la realeza maya desarrolló santuarios hogareños en las grandes pirámides, donde se encontraban las tumbas de sus antepasados.
Se consideraba que las fuerzas sobrenaturales impregnaban la vida, influyéndola en todos sus aspectos, desde las actividades cotidianas más sencillas, tales como la preparación de alimentos, hasta el comercio, la política y las actividades de la élite. Las deidades mayas regían todos los aspectos del mundo, tanto visibles como invisibles. El sacerdocio maya era un grupo cerrado, cuyos miembros provenían de la élite establecida; hacia el Clásico Temprano estaban grabando información ritual cada vez más compleja en sus libros glíficos, incluyendo observaciones astronómicas, ciclos calendáricos, acontecimientos históricos y mitológicos. Los sacerdotes realizaron ceremonias públicas que incluyeron banquetes, derramamientos de sangre, la quema de incienso, música, danza ritual, y, en ciertas ocasiones, sacrificios humanos. Durante el período Clásico, el gobernante maya era también el sumo sacerdote y el conducto directo entre los mortales y los dioses. Es muy probable que, entre los plebeyos, el chamanismo hubiera continuado de manera paralela a la religión del Estado. Por el Posclásico, el énfasis religioso había cambiado; hubo un incremento en el culto de las imágenes de deidades, y se buscaba recurso en los sacrificios humanos con mayor frecuencia.

### Sacrificio humano
La sangre se consideraba un potente alimento para las deidades mayas, y el sacrificio de un ser vivo era visto como una poderosa ofrenda de sangre. Por extensión, el sacrificio de una vida humana se consideraba la mayor ofrenda de sangre a los dioses, y por lo tanto, los rituales mayas más importantes culminaron en el sacrificio humano. Por lo general, solo se sacrificaban prisioneros de guerra de alto rango; los cautivos de rangos menores fueron utilizados como mano de obra.
Los rituales importantes, como la dedicación de grandes proyectos de construcción o la entronización de un nuevo gobernante, requerían una ofrenda humana. El sacrificio de un rey enemigo era la ofrenda más preciada, y tal sacrificio suponía que la muerte del gobernante cautivo se hiciera con una recreación ritual de la decapitación del dios del maíz por los dioses de la muerte. En el año 738, el rey vasallo K'ak' Tiliw Chan Yopaat de Quiriguá capturó su señor, Uaxaclajuun Ub'aah K'awii de Copán, y unos días más tarde, le decapitó ritualmente; El ritual asociado con la decapitación de un rey enemigo puede haber tomado la forma de un juego de pelota ritual, recreando la victoria de los héroes gemelos sobre los dioses del inframundo. Existen representaciones del sacrificio por decapitación en el arte maya del periodo Clásico, y, en ocasiones, el ritual se llevó a cabo después de que la víctima fuese golpeada, torturada, escalpada, quemada o destripada. El mito de los héroes gemelos, incluido en el Popol Vuh, relata como uno de los gemelos fue decapitado por sus adversarios en el juego de pelota.
Durante el período Posclásico, la extracción del corazón era la ejecución más común del sacrificio humano, una influencia de la práctica de los aztecas en el Valle de México; por lo general este ritual se llevó a cabo en la plaza de un templo, o en la cima de una pirámide. Dependiendo del ritual específico, a veces el cadáver sería despellejado por los asistentes de los sacerdotes, con excepción de las manos y pies. El sacerdote oficiante quitaría entonces su traje ritual para vestirse con la piel de la víctima del sacrificio, y realizar una danza ritual que simbolizaba el renacimiento de la vida. Las investigaciones arqueológicas indican que el sacrificio del corazón ya se practicaba en el periodo Clásico.

### Deidades
El mundo maya estaba poblado por una gran variedad de deidades, entidades sobrenaturales y poderes sagrados. Los mayas tenían una tan amplia interpretación de lo que era sagrado, que la identificación de deidades con diferentes funciones específicas sería incorrecta. La interpretación maya de las deidades estaba intrínsecamente ligada al calendario, la astronomía y su cosmovisión. La importancia de una deidad, sus características y sus asociaciones, variaban de acuerdo con el movimiento de los cuerpos celestes. Por lo tanto, la interpretación sacerdotal de los registros astronómicos y los libros era crucial, ya que el sacerdote entendería qué deidad necesitaba la propiciación ritual requerida, cuándo realizar las ceremonias correctas, y cuál sería una ofrenda apropiada. Cada deidad tenía cuatro manifestaciones, asociadas con las direcciones cardinales, y cada una vinculada con un color diferente. También tenía aspectos dicotómicos, como día-noche y vida-muerte.
Itzamna era el dios creador, pero también encarnaba el cosmos, y era a la vez un dios solar; K'inich Ahau, el «sol día», fue uno de sus aspectos. Con frecuencia, los reyes mayas se identificaron con K'inich Ahau. Itzamna también tenía el aspecto de «sol noche», el Jaguar Noche, representando el Sol en su viaje por el inframundo. Los cuatro Pawatun sostenían las esquinas del reino de los mortales; en el cielo, los Bacab tenían una función semejante. Además de sus cuatro aspectos principales, los Bacab tenían docenas de otros aspectos que aún no son bien comprendidas. Los cuatro Chaac eran dioses de las tormentas, que controlaban la lluvia, los truenos y los relámpagos. Cada uno de los nueve «señores de la noche» gobernaron uno de los reinos del inframundo. Otras deidades importantes incluyeron la diosa de la Luna, el dios del maíz, y los héroes gemelos.

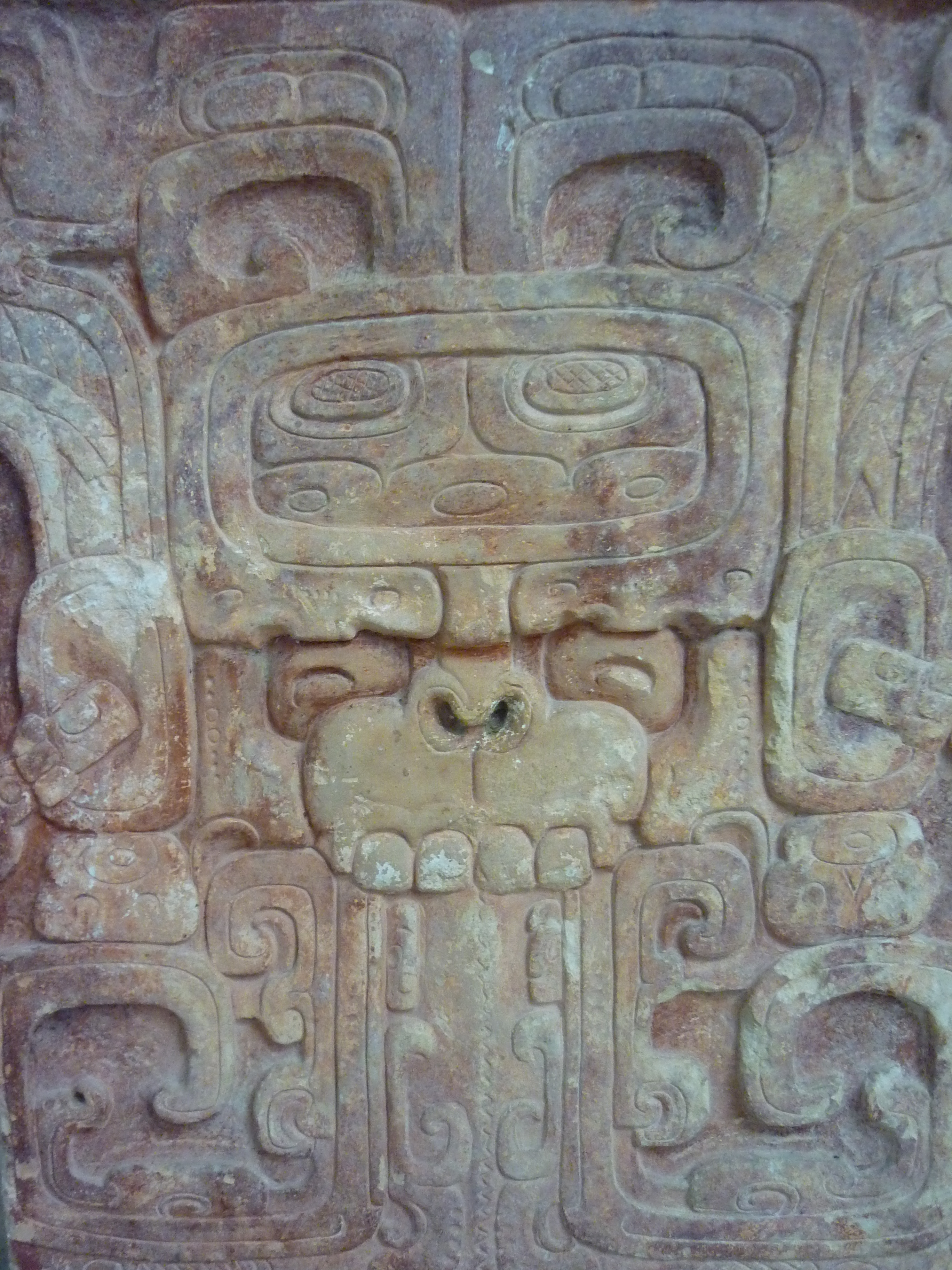
Mascarón de una deidad asociada con la oscuridad y la muerte. Zona arqueológica de Pomoná, Tabasco.

El Popol Vuh, que se escribío en el alfabeto latino en la época colonial, fue probablemente la transcripción de un libro glífico escrito por un noble quiché desconocido. Es una de las obras más destacadas de la literatura indígena en América. El Popol Vuh narra la creación mítica del mundo, la leyenda de los héroes gemelos, y la historia posclásica del reino quiché. Las deidades mencionadas en el Popol Vuh incluyen Hun Hunahpu, el dios del maíz de los quichés, y una tríada de dioses encabezados por Tohil, la deidad patrona de los quichés, e incluyendo también a la diosa de la Luna, Awilix, y el dios de la montaña, Jacawitz.
Al igual que otras culturas mesoamericanas, los mayas veneraron a las deidades de la serpiente emplumada. Su culto era raro durante el período Clásico, pero en el Posclásico la veneración de la serpiente emplumada se había extendido por la península de Yucatán y el altiplano de Guatemala. En Yucatán, la deidad de la serpiente emplumada era Kukulkan, entre los quichés era Q'uq'umatz. Kukulkan tuvo sus orígenes en la Serpiente de la guerra Waxaklahun Ubah Kan del periodo Clásico, y también ha sido identificado como la versión posclásica de la Serpiente de visión, conocida del arte maya del periodo Clásico. Aunque el culto a Kukulcán tuvo sus orígenes en estas antiguas tradiciones mayas, fue fuertemente influenciado por el culto a Quetzalcóatl de la zona central de México. Del mismo modo, también Q'uq'umatz tenía un origen compuesto, que combinaba los atributos del Quetzalcóatl mexicano con aspectos de Itzamná del periodo Clásico.

## Yacimientos arqueológicos mayas
Existen cientos de yacimientos arqueológicos mayas distribuidos en cinco países: Belice, El Salvador, Guatemala, Honduras y México. Los seis sitios con una arquitectura o escultura especialmente destacada son Chichén Itzá, Palenque, Uxmal, Comalcalco, Calakmul y Yaxchilán en México, otros sitios importantes y destacados son Tikal, El Mirador, Yaxhá, Zacaleu, Takalik Abaj, Kaminaljuyú o Quiriguá en Guatemala y Copán en Honduras. Los principales sitios de la región Puuc, después de Uxmal, son Kabáh, Labná, y Sayil. En el este de la península de Yucatán, son Cobá y el pequeño sitio de Tulum. También en el occidente y centro de El Salvador encontramos sitios de interés como Tazumal, San Andrés, Cihuatán y Joya de Cerén, único lugar donde se observa la vida cotidiana maya.
Los sitios del río Bec, en la base de la península de Yucatán, incluyen Becan, Chicanná, Kohunlich, y Xpuhil. Los sitios más destacados de Chiapas, además de Palenque y Yaxchilán, son Toniná y Bonampak. En Tabasco, los sitios más importantes además de Comalcalco son Moral Reforma, y Pomoná. En el altiplano guatemalteco destacan Iximché, Kaminaljuyú, Mixco Viejo, Takalik Abaj y Q'umarkaj, también conocido como Utatlán. En las tierras bajas del norte de Petén, en Guatemala, hay muchos sitios, pero, con la excepción de Tikal, su acceso es generalmente difícil. Algunos de los sitios notables del Petén son Dos Pilas, Ceibal, Piedras Negras, Naachtún y Uaxactún. Los sitios importantes en Belice incluyen Altun Ha, El Caracol, y Xunantunich.

## Colecciones de museos

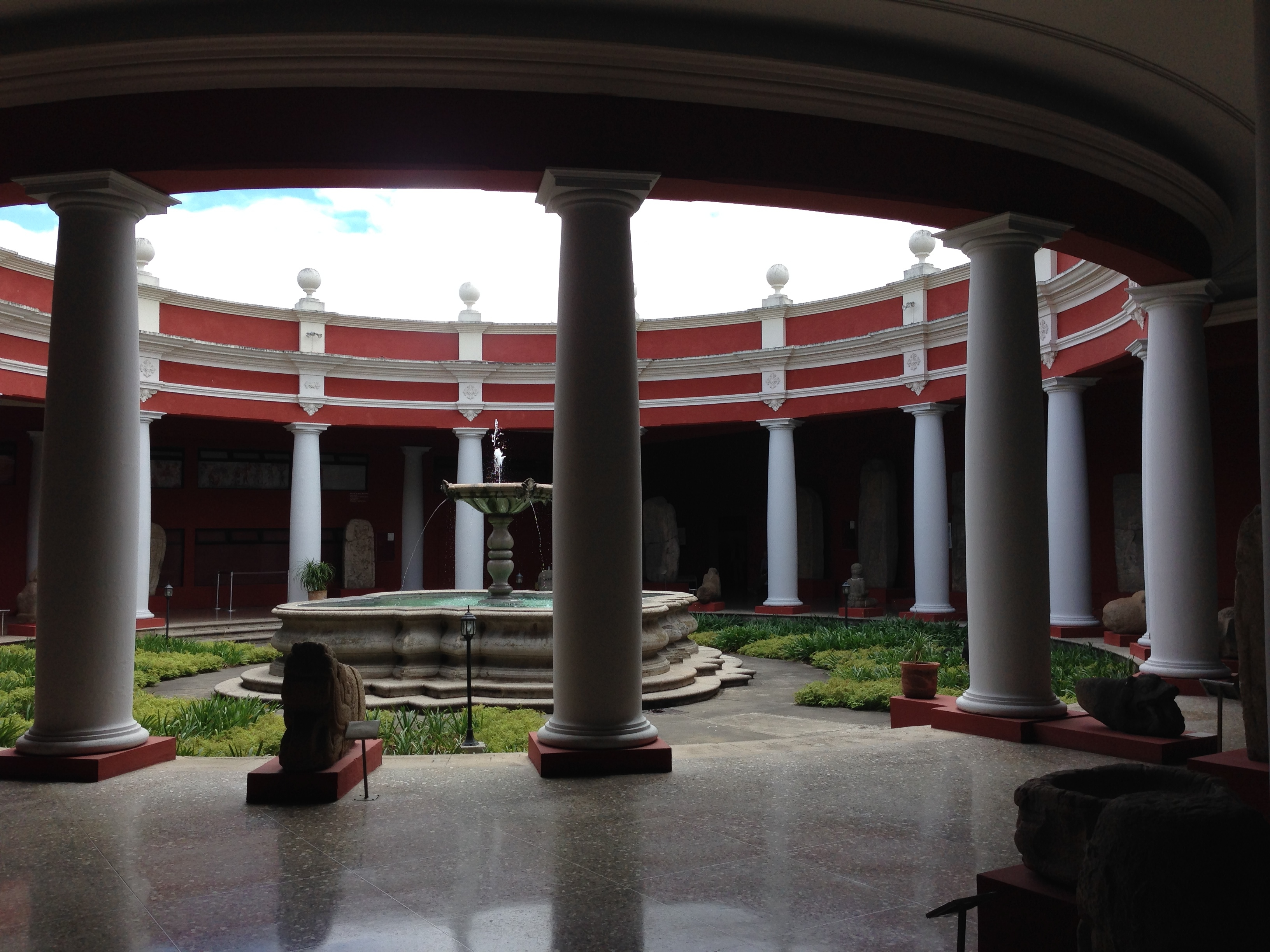
El Museo Nacional de Arqueología y Etnología, Ciudad de Guatemala.

Existe un gran número de museos que tienen artefactos mayas en sus colecciones. La Fundación para el Avance de los Estudios Mesoamericanos (FAMSI) incluye más de 250 museos en su base de datos sobre los museos con artefactos mayas, y la Asociación Europea de Mayistas (WAYEB) enumera unos 50 museos, solo en Europa.